# 1912
Portal Geschichte | Portal Biografien | Aktuelle Ereignisse | Jahreskalender | Tagesartikel

◄ |
19. Jahrhundert |
20. Jahrhundert
| 21. Jahrhundert

◄ |
1880er |
1890er |
1900er |
1910er
| 1920er | 1930er | 1940er | ►

◄◄ |
◄ |
1908 |
1909 |
1910 |
1911 |
1912
| 1913 | 1914 | 1915 | 1916 | ► | ►►
Staatsoberhäupter · Wahlen · Nekrolog · Kunstjahr · Literaturjahr · Musikjahr · Filmjahr  · Sportjahr
| Januar | Januar | Januar | Januar | Januar | Januar | Januar | Januar |
| Kw     | Mo     | Di     | Mi     | Do     | Fr     | Sa     | So     |
| ------ | ------ | ------ | ------ | ------ | ------ | ------ | ------ |
| 1      | 1      | 2      | 3      | 4      | 5      | 6      | 7      |
| 2      | 8      | 9      | 10     | 11     | 12     | 13     | 14     |
| 3      | 15     | 16     | 17     | 18     | 19     | 20     | 21     |
| 4      | 22     | 23     | 24     | 25     | 26     | 27     | 28     |
| 5      | 29     | 30     | 31     |        |        |        |        |

| Februar | Februar | Februar | Februar | Februar | Februar | Februar | Februar |
| Kw      | Mo      | Di      | Mi      | Do      | Fr      | Sa      | So      |
| ------- | ------- | ------- | ------- | ------- | ------- | ------- | ------- |
| 5       |         |         |         | 1       | 2       | 3       | 4       |
| 6       | 5       | 6       | 7       | 8       | 9       | 10      | 11      |
| 7       | 12      | 13      | 14      | 15      | 16      | 17      | 18      |
| 8       | 19      | 20      | 21      | 22      | 23      | 24      | 25      |
| 9       | 26      | 27      | 28      | 29      |         |         |         |

| März | März | März | März | März | März | März | März |
| Kw   | Mo   | Di   | Mi   | Do   | Fr   | Sa   | So   |
| ---- | ---- | ---- | ---- | ---- | ---- | ---- | ---- |
| 9    |      |      |      |      | 1    | 2    | 3    |
| 10   | 4    | 5    | 6    | 7    | 8    | 9    | 10   |
| 11   | 11   | 12   | 13   | 14   | 15   | 16   | 17   |
| 12   | 18   | 19   | 20   | 21   | 22   | 23   | 24   |
| 13   | 25   | 26   | 27   | 28   | 29   | 30   | 31   |

| April | April | April | April | April | April | April | April |
| Kw    | Mo    | Di    | Mi    | Do    | Fr    | Sa    | So    |
| ----- | ----- | ----- | ----- | ----- | ----- | ----- | ----- |
| 14    | 1     | 2     | 3     | 4     | 5     | 6     | 7     |
| 15    | 8     | 9     | 10    | 11    | 12    | 13    | 14    |
| 16    | 15    | 16    | 17    | 18    | 19    | 20    | 21    |
| 17    | 22    | 23    | 24    | 25    | 26    | 27    | 28    |
| 18    | 29    | 30    |       |       |       |       |       |

| Mai | Mai | Mai | Mai | Mai | Mai | Mai | Mai |
| Kw  | Mo  | Di  | Mi  | Do  | Fr  | Sa  | So  |
| --- | --- | --- | --- | --- | --- | --- | --- |
| 18  |     |     | 1   | 2   | 3   | 4   | 5   |
| 19  | 6   | 7   | 8   | 9   | 10  | 11  | 12  |
| 20  | 13  | 14  | 15  | 16  | 17  | 18  | 19  |
| 21  | 20  | 21  | 22  | 23  | 24  | 25  | 26  |
| 22  | 27  | 28  | 29  | 30  | 31  |     |     |

| Juni | Juni | Juni | Juni | Juni | Juni | Juni | Juni |
| Kw   | Mo   | Di   | Mi   | Do   | Fr   | Sa   | So   |
| ---- | ---- | ---- | ---- | ---- | ---- | ---- | ---- |
| 22   |      |      |      |      |      | 1    | 2    |
| 23   | 3    | 4    | 5    | 6    | 7    | 8    | 9    |
| 24   | 10   | 11   | 12   | 13   | 14   | 15   | 16   |
| 25   | 17   | 18   | 19   | 20   | 21   | 22   | 23   |
| 26   | 24   | 25   | 26   | 27   | 28   | 29   | 30   |

| Juli | Juli | Juli | Juli | Juli | Juli | Juli | Juli |
| Kw   | Mo   | Di   | Mi   | Do   | Fr   | Sa   | So   |
| ---- | ---- | ---- | ---- | ---- | ---- | ---- | ---- |
| 27   | 1    | 2    | 3    | 4    | 5    | 6    | 7    |
| 28   | 8    | 9    | 10   | 11   | 12   | 13   | 14   |
| 29   | 15   | 16   | 17   | 18   | 19   | 20   | 21   |
| 30   | 22   | 23   | 24   | 25   | 26   | 27   | 28   |
| 31   | 29   | 30   | 31   |      |      |      |      |

| August | August | August | August | August | August | August | August |
| Kw     | Mo     | Di     | Mi     | Do     | Fr     | Sa     | So     |
| ------ | ------ | ------ | ------ | ------ | ------ | ------ | ------ |
| 31     |        |        |        | 1      | 2      | 3      | 4      |
| 32     | 5      | 6      | 7      | 8      | 9      | 10     | 11     |
| 33     | 12     | 13     | 14     | 15     | 16     | 17     | 18     |
| 34     | 19     | 20     | 21     | 22     | 23     | 24     | 25     |
| 35     | 26     | 27     | 28     | 29     | 30     | 31     |        |

| September | September | September | September | September | September | September | September |
| Kw        | Mo        | Di        | Mi        | Do        | Fr        | Sa        | So        |
| --------- | --------- | --------- | --------- | --------- | --------- | --------- | --------- |
| 35        |           |           |           |           |           |           | 1         |
| 36        | 2         | 3         | 4         | 5         | 6         | 7         | 8         |
| 37        | 9         | 10        | 11        | 12        | 13        | 14        | 15        |
| 38        | 16        | 17        | 18        | 19        | 20        | 21        | 22        |
| 39        | 23        | 24        | 25        | 26        | 27        | 28        | 29        |
| 40        | 30        |           |           |           |           |           |           |

| Oktober | Oktober | Oktober | Oktober | Oktober | Oktober | Oktober | Oktober |
| Kw      | Mo      | Di      | Mi      | Do      | Fr      | Sa      | So      |
| ------- | ------- | ------- | ------- | ------- | ------- | ------- | ------- |
| 40      |         | 1       | 2       | 3       | 4       | 5       | 6       |
| 41      | 7       | 8       | 9       | 10      | 11      | 12      | 13      |
| 42      | 14      | 15      | 16      | 17      | 18      | 19      | 20      |
| 43      | 21      | 22      | 23      | 24      | 25      | 26      | 27      |
| 44      | 28      | 29      | 30      | 31      |         |         |         |

| November | November | November | November | November | November | November | November |
| Kw       | Mo       | Di       | Mi       | Do       | Fr       | Sa       | So       |
| -------- | -------- | -------- | -------- | -------- | -------- | -------- | -------- |
| 44       |          |          |          |          | 1        | 2        | 3        |
| 45       | 4        | 5        | 6        | 7        | 8        | 9        | 10       |
| 46       | 11       | 12       | 13       | 14       | 15       | 16       | 17       |
| 47       | 18       | 19       | 20       | 21       | 22       | 23       | 24       |
| 48       | 25       | 26       | 27       | 28       | 29       | 30       |          |

| Dezember | Dezember | Dezember | Dezember | Dezember | Dezember | Dezember | Dezember |
| Kw       | Mo       | Di       | Mi       | Do       | Fr       | Sa       | So       |
| -------- | -------- | -------- | -------- | -------- | -------- | -------- | -------- |
| 48       |          |          |          |          |          |          | 1        |
| 49       | 2        | 3        | 4        | 5        | 6        | 7        | 8        |
| 50       | 9        | 10       | 11       | 12       | 13       | 14       | 15       |
| 51       | 16       | 17       | 18       | 19       | 20       | 21       | 22       |
| 52       | 23       | 24       | 25       | 26       | 27       | 28       | 29       |
| 1        | 30       | 31       |          |          |          |          |          |

| Januar | Januar | Januar | Januar | Januar | Januar | Januar | Januar |
| Kw     | Mo     | Di     | Mi     | Do     | Fr     | Sa     | So     |
| ------ | ------ | ------ | ------ | ------ | ------ | ------ | ------ |
| 1      | 1      | 2      | 3      | 4      | 5      | 6      | 7      |
| 2      | 8      | 9      | 10     | 11     | 12     | 13     | 14     |
| 3      | 15     | 16     | 17     | 18     | 19     | 20     | 21     |
| 4      | 22     | 23     | 24     | 25     | 26     | 27     | 28     |
| 5      | 29     | 30     | 31     |        |        |        |        |

| Februar | Februar | Februar | Februar | Februar | Februar | Februar | Februar |
| Kw      | Mo      | Di      | Mi      | Do      | Fr      | Sa      | So      |
| ------- | ------- | ------- | ------- | ------- | ------- | ------- | ------- |
| 5       |         |         |         | 1       | 2       | 3       | 4       |
| 6       | 5       | 6       | 7       | 8       | 9       | 10      | 11      |
| 7       | 12      | 13      | 14      | 15      | 16      | 17      | 18      |
| 8       | 19      | 20      | 21      | 22      | 23      | 24      | 25      |
| 9       | 26      | 27      | 28      | 29      |         |         |         |

| März | März | März | März | März | März | März | März |
| Kw   | Mo   | Di   | Mi   | Do   | Fr   | Sa   | So   |
| ---- | ---- | ---- | ---- | ---- | ---- | ---- | ---- |
| 9    |      |      |      |      | 1    | 2    | 3    |
| 10   | 4    | 5    | 6    | 7    | 8    | 9    | 10   |
| 11   | 11   | 12   | 13   | 14   | 15   | 16   | 17   |
| 12   | 18   | 19   | 20   | 21   | 22   | 23   | 24   |
| 13   | 25   | 26   | 27   | 28   | 29   | 30   | 31   |

| April | April | April | April | April | April | April | April |
| Kw    | Mo    | Di    | Mi    | Do    | Fr    | Sa    | So    |
| ----- | ----- | ----- | ----- | ----- | ----- | ----- | ----- |
| 14    | 1     | 2     | 3     | 4     | 5     | 6     | 7     |
| 15    | 8     | 9     | 10    | 11    | 12    | 13    | 14    |
| 16    | 15    | 16    | 17    | 18    | 19    | 20    | 21    |
| 17    | 22    | 23    | 24    | 25    | 26    | 27    | 28    |
| 18    | 29    | 30    |       |       |       |       |       |

| Mai | Mai | Mai | Mai | Mai | Mai | Mai | Mai |
| Kw  | Mo  | Di  | Mi  | Do  | Fr  | Sa  | So  |
| --- | --- | --- | --- | --- | --- | --- | --- |
| 18  |     |     | 1   | 2   | 3   | 4   | 5   |
| 19  | 6   | 7   | 8   | 9   | 10  | 11  | 12  |
| 20  | 13  | 14  | 15  | 16  | 17  | 18  | 19  |
| 21  | 20  | 21  | 22  | 23  | 24  | 25  | 26  |
| 22  | 27  | 28  | 29  | 30  | 31  |     |     |

| Juni | Juni | Juni | Juni | Juni | Juni | Juni | Juni |
| Kw   | Mo   | Di   | Mi   | Do   | Fr   | Sa   | So   |
| ---- | ---- | ---- | ---- | ---- | ---- | ---- | ---- |
| 22   |      |      |      |      |      | 1    | 2    |
| 23   | 3    | 4    | 5    | 6    | 7    | 8    | 9    |
| 24   | 10   | 11   | 12   | 13   | 14   | 15   | 16   |
| 25   | 17   | 18   | 19   | 20   | 21   | 22   | 23   |
| 26   | 24   | 25   | 26   | 27   | 28   | 29   | 30   |

| Juli | Juli | Juli | Juli | Juli | Juli | Juli | Juli |
| Kw   | Mo   | Di   | Mi   | Do   | Fr   | Sa   | So   |
| ---- | ---- | ---- | ---- | ---- | ---- | ---- | ---- |
| 27   | 1    | 2    | 3    | 4    | 5    | 6    | 7    |
| 28   | 8    | 9    | 10   | 11   | 12   | 13   | 14   |
| 29   | 15   | 16   | 17   | 18   | 19   | 20   | 21   |
| 30   | 22   | 23   | 24   | 25   | 26   | 27   | 28   |
| 31   | 29   | 30   | 31   |      |      |      |      |

| August | August | August | August | August | August | August | August |
| Kw     | Mo     | Di     | Mi     | Do     | Fr     | Sa     | So     |
| ------ | ------ | ------ | ------ | ------ | ------ | ------ | ------ |
| 31     |        |        |        | 1      | 2      | 3      | 4      |
| 32     | 5      | 6      | 7      | 8      | 9      | 10     | 11     |
| 33     | 12     | 13     | 14     | 15     | 16     | 17     | 18     |
| 34     | 19     | 20     | 21     | 22     | 23     | 24     | 25     |
| 35     | 26     | 27     | 28     | 29     | 30     | 31     |        |

| September | September | September | September | September | September | September | September |
| Kw        | Mo        | Di        | Mi        | Do        | Fr        | Sa        | So        |
| --------- | --------- | --------- | --------- | --------- | --------- | --------- | --------- |
| 35        |           |           |           |           |           |           | 1         |
| 36        | 2         | 3         | 4         | 5         | 6         | 7         | 8         |
| 37        | 9         | 10        | 11        | 12        | 13        | 14        | 15        |
| 38        | 16        | 17        | 18        | 19        | 20        | 21        | 22        |
| 39        | 23        | 24        | 25        | 26        | 27        | 28        | 29        |
| 40        | 30        |           |           |           |           |           |           |

| Oktober | Oktober | Oktober | Oktober | Oktober | Oktober | Oktober | Oktober |
| Kw      | Mo      | Di      | Mi      | Do      | Fr      | Sa      | So      |
| ------- | ------- | ------- | ------- | ------- | ------- | ------- | ------- |
| 40      |         | 1       | 2       | 3       | 4       | 5       | 6       |
| 41      | 7       | 8       | 9       | 10      | 11      | 12      | 13      |
| 42      | 14      | 15      | 16      | 17      | 18      | 19      | 20      |
| 43      | 21      | 22      | 23      | 24      | 25      | 26      | 27      |
| 44      | 28      | 29      | 30      | 31      |         |         |         |

| November | November | November | November | November | November | November | November |
| Kw       | Mo       | Di       | Mi       | Do       | Fr       | Sa       | So       |
| -------- | -------- | -------- | -------- | -------- | -------- | -------- | -------- |
| 44       |          |          |          |          | 1        | 2        | 3        |
| 45       | 4        | 5        | 6        | 7        | 8        | 9        | 10       |
| 46       | 11       | 12       | 13       | 14       | 15       | 16       | 17       |
| 47       | 18       | 19       | 20       | 21       | 22       | 23       | 24       |
| 48       | 25       | 26       | 27       | 28       | 29       | 30       |          |

| Dezember | Dezember | Dezember | Dezember | Dezember | Dezember | Dezember | Dezember |
| Kw       | Mo       | Di       | Mi       | Do       | Fr       | Sa       | So       |
| -------- | -------- | -------- | -------- | -------- | -------- | -------- | -------- |
| 48       |          |          |          |          |          |          | 1        |
| 49       | 2        | 3        | 4        | 5        | 6        | 7        | 8        |
| 50       | 9        | 10       | 11       | 12       | 13       | 14       | 15       |
| 51       | 16       | 17       | 18       | 19       | 20       | 21       | 22       |
| 52       | 23       | 24       | 25       | 26       | 27       | 28       | 29       |
| 1        | 30       | 31       |          |          |          |          |          |

Das Jahr 1912 ist vor allem durch die wachsende Konfliktsituation in Europa geprägt, die zwei Jahre später in den Ersten Weltkrieg münden wird.
Gespräche des britischen Kriegsministers Richard Burdon Haldane mit dem deutschen Reichskanzler Theobald von Bethmann Hollweg im Februar über ein Abkommen zur Beschränkung der Flottenrüstung bleiben ergebnislos. Im Mai beschließt der deutsche Reichstag im Gegenteil einen weiteren Ausbau der Flotte. Auf dem Balkan gründen mehrere nach wie vor unter osmanischer Oberhoheit befindliche Staaten den Balkanbund und beginnen – ermutigt durch die Erfolge Italiens im Italienisch-Türkischen Krieg – im Oktober den Ersten Balkankrieg gegen das nach dem Sturz der Jungtürken zerfallende Osmanische Reich.
Nach dem Verzicht des sechsjährigen chinesischen Kaisers Puyi auf den Thron wird die Republik China proklamiert, womit das chinesische Kaiserreich endet. Dies entfacht einen Machtkampf um die Staatsführung.
Vor der Präsidentschaftswahl in den Vereinigten Staaten kommt es zur Abspaltung der Progressiven Partei unter dem ehemaligen Präsidenten Theodore Roosevelt von der Republikanischen Partei. Da einander die Kandidaten dieser beiden Parteien gegenseitig die Stimmen wegnehmen, geht der Demokrat Woodrow Wilson als Sieger aus der Wahl hervor.
Weitere Ereignisse sind das tragische Ende der britischen Terra-Nova-Expedition unter der Leitung von Robert Falcon Scott zum Südpol, der Untergang des britischen Luxusdampfers Titanic im Nordatlantik und die Austragung der V. Olympischen Sommerspiele in Stockholm.

## Ereignisse

### Politik und Weltgeschehen

#### Europa und Mittelmeerraum

##### Italien/Osmanisches Reich

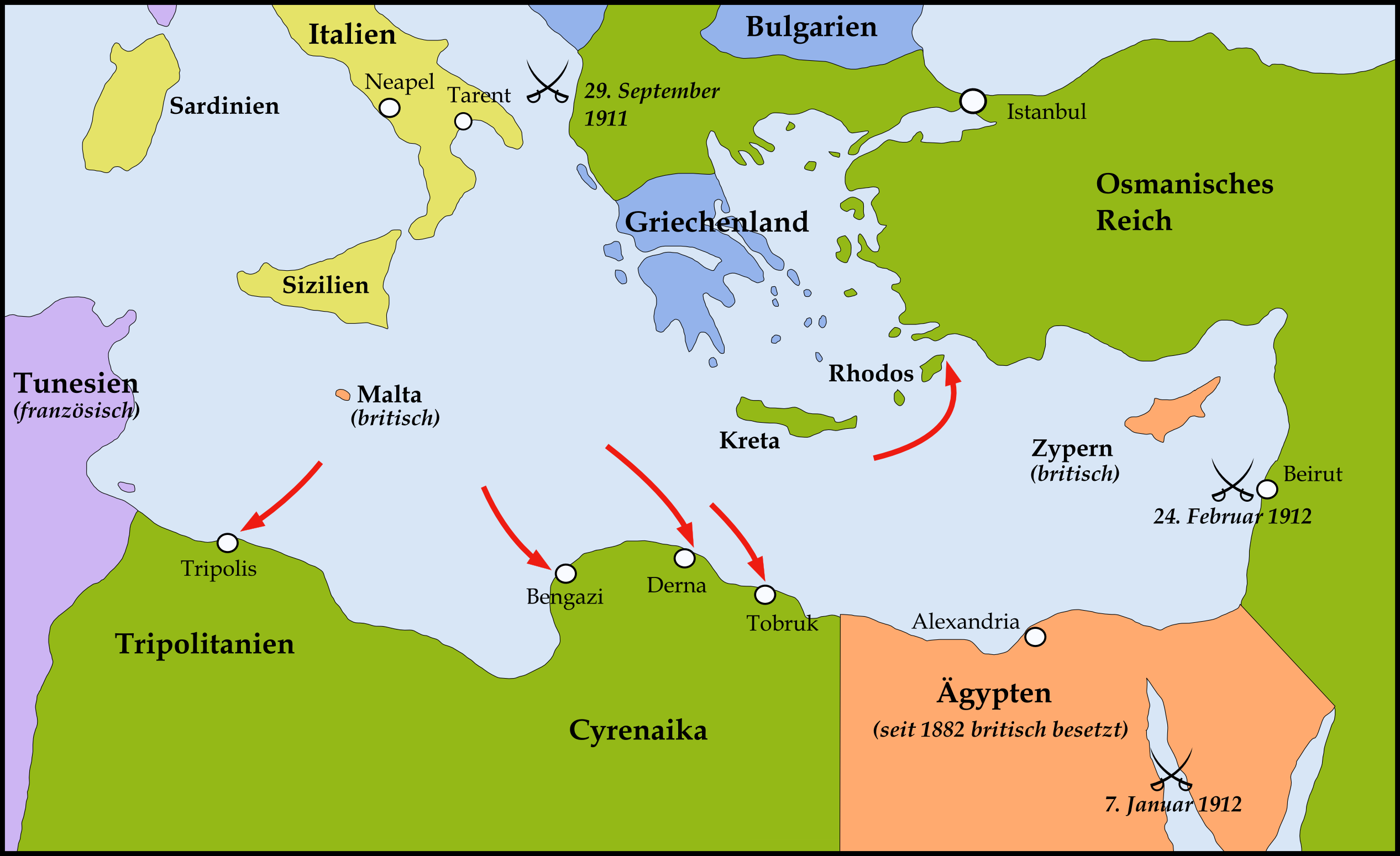
Der Italienisch-Türkische Krieg im Mittelmeer 1911–1912

- 07. Januar: Die italienische Flotte beschießt im Italienisch-Türkischen Krieg die Hafenstadt Hodeida am Roten Meer und versenkt mehrere osmanische Kanonenboote.
- 24. Februar: Die italienische Flotte beschießt die türkische Festung Beirut.
- März: Der italienische Pilot Carlo Piazza kehrt erstmals mit Photographien von einem Aufklärungsflug zurück.
- 14. März: Bei einer Messe im Pantheon in Rom feuert der Anarchist Antonio D'Alba mehrmals auf den italienischen König Viktor Emanuel III. Der König entkommt dem Attentat unverletzt.
- 18. April: Nach Beschießung der Dardanellen durch italienische Kriegsschiffe schließt die Türkei die See-Verbindung zwischen Schwarzem und Mittelmeer für den Schiffsverkehr.
- 04. Mai: Die in Nordafrika festsitzenden Italiener versuchen den Krieg in andere Regionen zu tragen und erobern die Mittelmeerinsel Rhodos und weitere Inseln des Dodekanes.
- 25. Mai: Im Königreich Italien wird per Gesetz das „Allgemeine Wahlrecht“ (suffragio universale) eingeführt. Für die Wahlen, die im Herbst 1913 durchgeführt werden, sind alle männlichen Staatsbürger über 21 Jahre wahlberechtigt, sofern sie lesen und schreiben können, außerdem männliche Analphabeten, sofern sie über 30 Jahre alt sind. Insgesamt sind damit rund 27 % der italienischen Bevölkerung wahlberechtigt.
- 18. Oktober: Der Italienisch-Türkische Krieg endet nach Friedensverhandlungen in Ouchy bei Lausanne. Das Osmanische Reich verzichtet im Frieden von Ouchy auf seinen nordafrikanischen Besitz Tripolitanien, Kyrenaika und Fessan (im heutigen Libyen) sowie auf den Dodekanes zu Gunsten des Königreiches Italien.

##### Balkan

Die Grenzverhältnisse auf dem Balkan vor Ausbruch der Balkankriege

- 13. März: Das Königreich Serbien und das Zarentum Bulgarien schließen ein geheimes Defensivbündnis, aus dem der gegen das Osmanische Reich gerichtete Balkanbund erwächst. Am 12. Mai wird das Defensivbündnis auf ein Militärbündnis erweitert.
- 12. Mai: Das Königreich Griechenland (Megali Idea) und Bulgarien schließen in Sofia ein gegen das Osmanische Reich gerichtetes Bündnis. Später folgt eine ähnliche Vereinbarung zwischen Bulgarien und dem Königreich Montenegro.
- 08. Oktober: Nachdem das Osmanische Reich die ultimative Forderung des mittlerweile aus Serbien, Bulgarien, Montenegro und Griechenland bestehenden Balkanbundes nach Autonomie für Albanien und Altserbien zurückgewiesen hat, beginnt mit der Kriegserklärung Montenegros der Erste Balkankrieg.
- 16. Oktober: Das Osmanische Reich erklärt Bulgarien den Krieg.
- 17. Oktober: Serbien, Bulgarien und Griechenland erklären dem Osmanischen Reich den Krieg.
- 21. Oktober: Griechenland besiegt die osmanischen Streitkräfte beim Sarantaporos-Fluss.
- 24. Oktober: Die Griechen marschieren in Kozani ein. Die Bulgaren erobern Kirk Kilisse.
- 26. Oktober: Die Griechen marschieren in Thessaloniki ein.

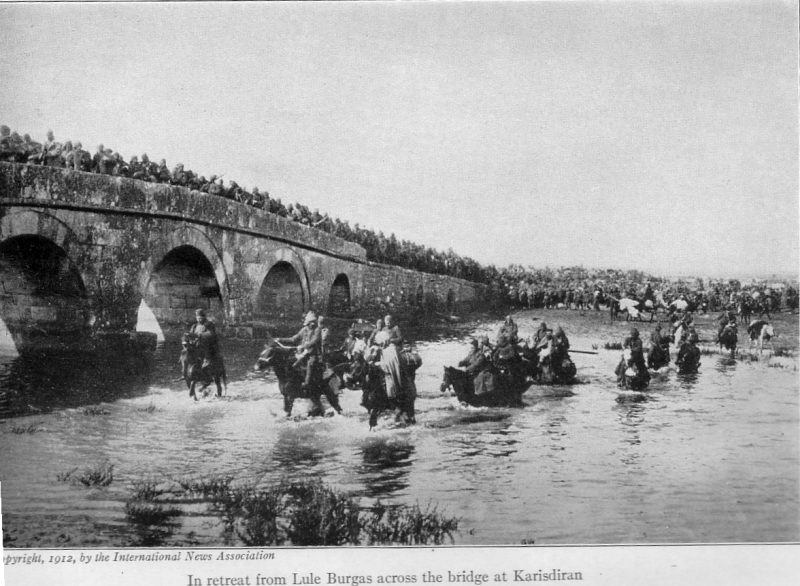
Osmanische Truppen auf dem Rückzug bei Lüleburgaz

Im Ersten Balkankrieg durch den Balkanbund eroberte Gebiete

- 29. Oktober: Während des Ersten Balkankriegs beginnt die bis zum 2. November dauernde Schlacht von Lüleburgaz, die mit einem Sieg der bulgarischen Armee unter Iwan Fitschew endet, die es jedoch versäumt, die osmanischen Truppen zu verfolgen, die sich daraufhin bei Çatalca vor Konstantinopel eingraben können. Die Schlacht ist die größte Schlacht in Europa seit dem Deutsch-Französischen Krieg 1870/71.
- 31. Oktober: Der griechischen Armee gelingt ein neuerlicher Sieg bei Giannitsa.
- 03./4. November: Serbien besiegt das Osmanische Reich bei Kumanovo.
- 07. November: Die griechische Armee marschiert in Saloniki ein. Es kommt zu ersten Auseinandersetzungen mit den wenige Stunden später eintreffenden bulgarischen Einheiten.
- 17./18. November: Bulgarien versucht vergeblich, Konstantinopel einzunehmen.
- 25. November: Ioannina wird von griechischen Einheiten eingeschlossen.

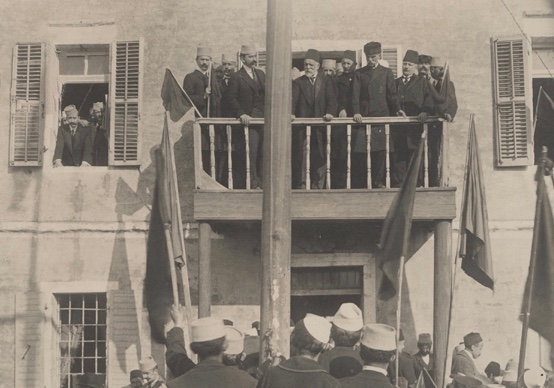
Unabhängigkeitserklärung Albaniens in Vlora

Flagge der provisorischen Regierung Albaniens

- 28. November: Ismail Qemali ruft gemeinsam mit Isa Boletini und Luigj Gurakuqi in Vlora die Unabhängigkeit Albaniens aus und hisst auf dem Balkon die Flagge mit Skanderbegs Doppeladler.
- 29. November: Serbische Streitkräfte marschieren in Monastir ein.
- 03. Dezember: In der türkischen Stadt Çatalca wird ein vorläufiger Waffenstillstand im Ersten Balkankrieg von der Türkei, Bulgarien, Serbien und Montenegro unterzeichnet.
- 16. Dezember: Bei der Londoner Botschafterkonferenz wird die Loslösung Albaniens vom Osmanischen Reich von Europas Großmächten Russland, Österreich-Ungarn, Italien, Deutschland und Großbritannien anerkannt.

##### Deutsches Reich

Die Ergebnisse der Reichstagswahl nach Wahlkreisen

- 12. Januar: Bei der Reichstagswahl zum 13. Deutschen Reichstag verdoppeln die Sozialdemokraten ihre Sitze und werden trotz der Verzerrung durch das Mehrheitswahlrecht stärkste Fraktion. Antisemitische Kreise prägen daraufhin den Kampfbegriff der „Judenwahl“. Das zersplitterte bürgerliche Lager rückt zusammen und kann unter Reichskanzler Theobald von Bethmann Hollweg wieder die Regierung bilden.
- 08. Februar: In Berlin beginnt der britische Kriegsminister Richard Burdon Haldane mit Kanzler Hollweg Gespräche zur Entschärfung der Flottenrivalität, die ergebnislos bleiben, weil Flottenadmiral Alfred von Tirpitz eine britische Neutralitätsgarantie und damit de facto die Auflösung der Triple Entente mit Frankreich und Russland fordert.
- 11. März: Bergarbeiterstreik im Ruhrgebiet: Militär wird eingesetzt, so dass der Ausstand am 19. März abgebrochen werden muss.
- 14. Mai: Der Deutsche Reichstag billigt eine neue Flottenvorlage, die u. a. den Bau von 41 Schlachtschiffen und Schlachtkreuzern vorsieht.

Die Demonstrations-Wagenfahrt, im Bild links Anita Augspurg (mit x gekennzeichnet)

- 24. September: In München findet eine Demonstrationsfahrt für das Frauenstimmrecht statt.
- 13. Oktober: In Hoyerswerda wird die Domowina als Dachverband der Lausitzer Sorben gegründet.
- 08. Dezember: Beim Kriegsrat vom 8. Dezember 1912 Kaiser Wilhelms II. mit der militärischen Führungsspitze wird über einen zukünftigen Krieg gegen Russland, Frankreich und Großbritannien beraten.
- 08. Dezember: Der Dreibund zwischen dem Deutschen Reich, Österreich-Ungarn und dem Königreich Italien wird um sechs Jahre verlängert.
- 12. Dezember: Nach dem Tod von Luitpold von Bayern wird sein Sohn Ludwig III. neuer Prinzregent in Bayern. Er regiert für seinen geisteskranken und regierungsunfähigen Cousin Otto. Der Ministerrat berät über eine Königsproklamation für Ludwig, die aber auf das nächste Jahr hinausgeschoben wird.

##### Frankreich/Marokko
- 14. Januar: Raymond Poincaré wird zum ersten Mal französischer Ministerpräsident und gleichzeitig Minister des Auswärtigen.

Französisch-Marokko und das spanische Einflussgebiet

- 30. März: Nach der Beilegung der Zweiten Marokkokrise mit dem Deutschen Reich durch den Marokko-Kongo-Vertrag vom 4. November 1911 errichtet Frankreich mit dem Vertrag von Fès mit Sultan Mulai Abd al-Hafiz ein Protektorat über Marokko. Rabat wird neue Hauptstadt Französisch-Marokkos.
- 27. November: Nach Abschluss eines Vertrages mit Frankreich erhält Spanien ein Einflussgebiet im Norden Marokkos. Um Tanger wird ein internationales entmilitarisiertes Gebiet eingerichtet.

##### Großbritannien und Irland
- 01. Januar: Das Fernsprechwesen in Großbritannien wird verstaatlicht.
- 13. April: Im Vereinigten Königreich wird das Royal Flying Corps gegründet, der Vorläufer der Royal Air Force.
- 13. Mai: Die Ballon-Einheit der Royal Engineers wird dem Royal Flying Corps unterstellt.
- 28. September: Aus Protest gegen die Home-Rule-Politik der britischen Regierung unterzeichnen zahlreiche irische Unionisten in Belfast den Belfast Covenant. Der erste Unterzeichner ist Edward Carson.

##### Portugal und seine Kolonien
- 30. Januar: Nach einem Militäreinsatz gegen streikende Landarbeiter beginnt ein Generalstreik in Portugal. Es kommt zu Straßenschlachten in Lissabon.
- 24. Februar: António José de Almeida tritt aus der traditionellen republikanischen Partei Partido Republicano Português (PRP) aus und gründet den liberalen Partido Republicano Evolucionista (PRE).
- 26. Februar: Brito Camacho gründet den konservativen Partido Unionista, eine weitere Abspaltung vom Partido Republicano. Der verbleibende linksliberale Flügel des PRP unter der Führung von Afonso Augusto da Costa nennt sich ab diesem Zeitpunkt Partido Democrático.
- 16. Juni: In Portugal tritt die erst seit 13. November des Vorjahres im Amt befindliche Regierung von Augusto de Vasconcelos zurück, der bisherige Finanzminister Duarte Leite Pereira da Silva wird neuer Regierungschef.
- 08. Juli: Unter der Führung von Henrique Mitchell de Paiva Couceiro kommt es zu einem monarchistischen Angriff auf die Stadt Chaves. Der Aufstand gegen die erst zwei Jahre alte Erste Portugiesische Republik wird niedergeschlagen, die Anführer zu mehrjährigen Gefängnisstrafen verurteilt.
- Die Rebellion von Manufahi in Portugiesisch-Timor unter Häuptling Boaventura wird niedergeschlagen.

##### Spanien
- 12. November: Der spanische Ministerpräsident José Canalejas Méndez wird auf der Puerta del Sol in Madrid von dem Anarchisten Manuel Pardiñas Serrano ermordet. Manuel García Prieto übernimmt interimistisch die Aufgaben des Ministerpräsidenten.
- 14. November: Álvaro Figueroa Torres wird von König Alfons XIII. zum Ministerpräsidenten ernannt.

##### Russland

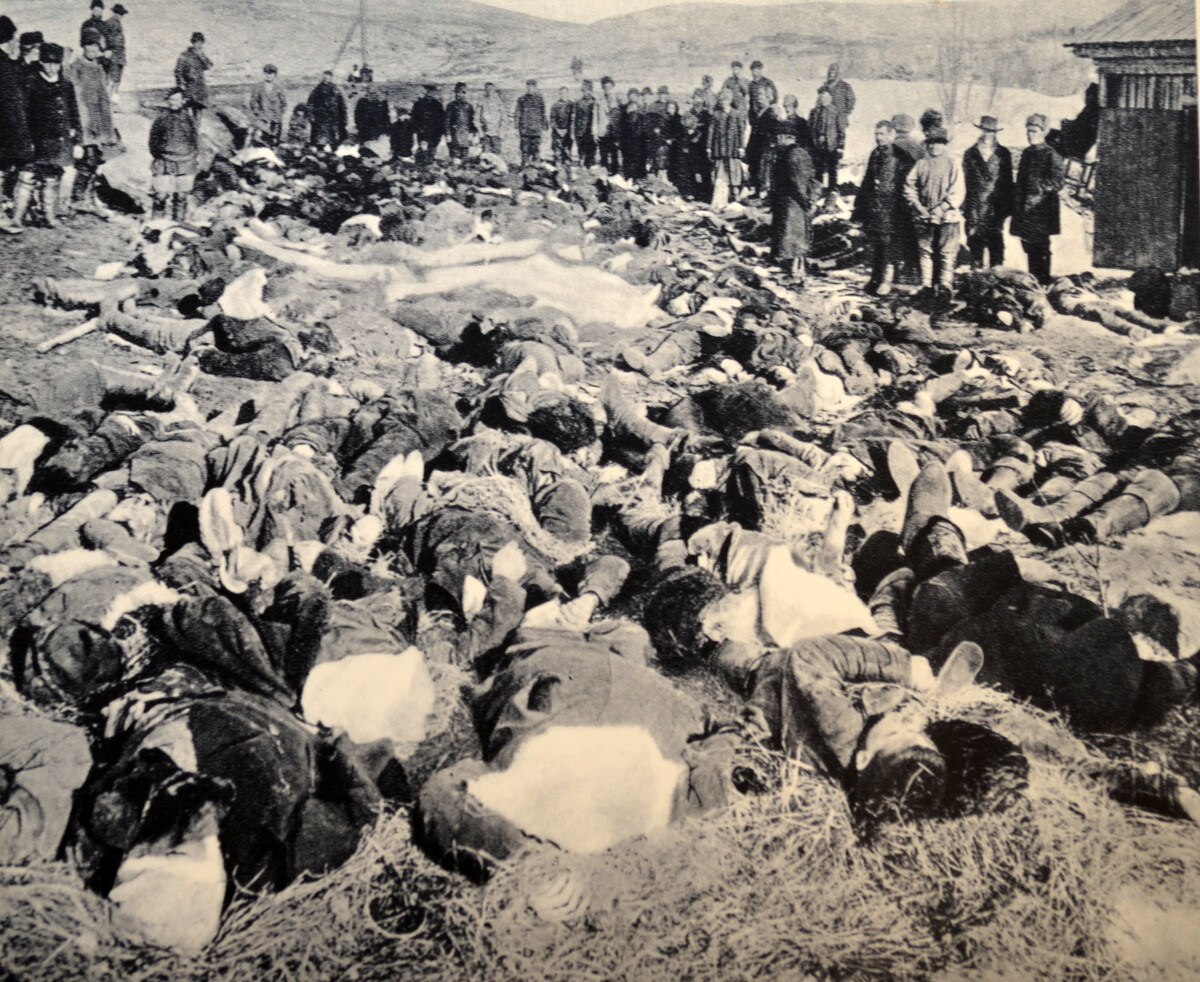
Opfer des Lena-Massakers

- 17. April: Ein zaristisches Regiment verübt in Bodaibo das Lena-Massaker an streikenden Arbeitern des Bergbauunternehmens Lena Goldfields Ltd. Mindestens 150 Tote und 100 Verwundete bleiben zurück.
- 18. Mai: In Sankt Petersburg erscheint erstmals die vom Marxisten Lenin angeregte und gegründete Tageszeitung Prawda, die bald mit der Zensur Konflikte hat und im Jahr 1917 zum Organ der KPdSU wird.

##### Skandinavien
- 14. Mai: Thronwechsel in Dänemark. Auf den verstorbenen Friedrich VIII. folgt Christian X.
- 20. Oktober bis 11. November: Parlamentswahl in Norwegen 1912
- 23. Dezember: In Stockholm wird ein Abkommen von Schweden, Dänemark und Norwegen unterzeichnet, in dem sich diese Länder zur Neutralität in militärischen Konflikten verpflichten.

##### Schweiz
- 01. Januar: Ludwig Forrer wird zum zweiten Mal Bundespräsident der Schweiz.
- 01. Januar: Das von Eugen Huber entwickelte und am 10. Dezember 1907 vom Bundesrat einstimmig beschlossene Zivilgesetzbuch tritt in Kraft.
- 24. November: in Basel beginnt ein in Vorahnung des kommenden Weltkriegs außerordentlich anberaumter Internationaler Friedenskongress der Sozialisten.

##### Luxemburg
- 25. Februar: Auf Grund einer geänderten Thronfolgeregelung wird die älteste Tochter Wilhelms IV. von Luxemburg, Maria-Adelheid, als erste Frau regierende Herzogin von Luxemburg. Bis zu ihrer Volljährigkeit am 15. Juni übernimmt ihre Mutter Maria Anna die Regentschaft.

#### Republik China

Flagge der Republik China von 1912–1928

Am 1. Januar wird die Republik China proklamiert, die bis zum Sieg Mao Zedongs 1949 existieren wird. Sun Yat-sen wird als Kompromisskandidat zwischen Revolutionären und dem konservativen Adel zum Interimspräsidenten ernannt. Am 12. Februar wird der letzte chinesische Kaiser Puyi aus der Qing-Dynastie als Höhepunkt der Xinhai-Revolution von Premierminister Yuan Shikai zur Abdankung gezwungen. Mit dem Wohlwollenden Vertrag werden ihm in der Chinesischen Republik weiterhin Titel und Würden zugesichert. 

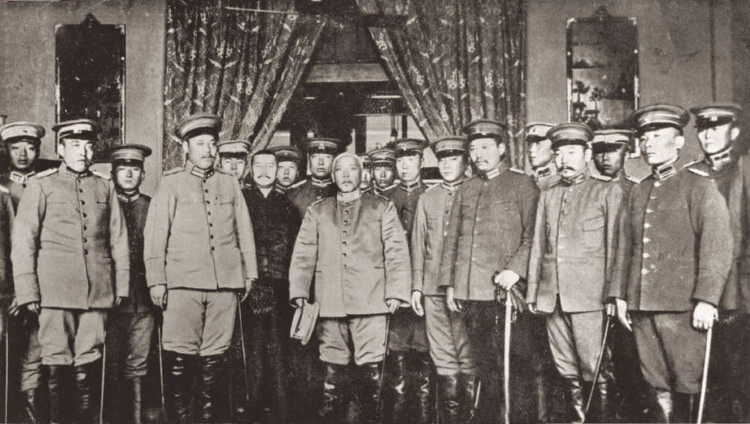
Yuan Shikai nach der Ernennung zum Präsidenten

Am 14. Februar wird Yuan Shikai vom provisorischen Senat in Nanjing zum ersten offiziellen Präsidenten der Republik China gewählt und tritt sein Amt als Oberhaupt der Beiyang-Regierung am 10. März an. Am folgenden Tag wird die provisorische erste Verfassung der Republik China verabschiedet. Auf Druck Yuan Shikais, der sich auf die Beiyang-Armee stützen kann, wird die Hauptstadt im selben Jahr nach Peking verlegt. 
Am 25. August fusionieren unter der Leitung von Sun Yat-sen  im Hinblick auf die bevorstehenden Parlamentswahlen mehrere politische Gruppen zur wenig später Kuomintang genannten Nationalen Volkspartei.

#### Japan

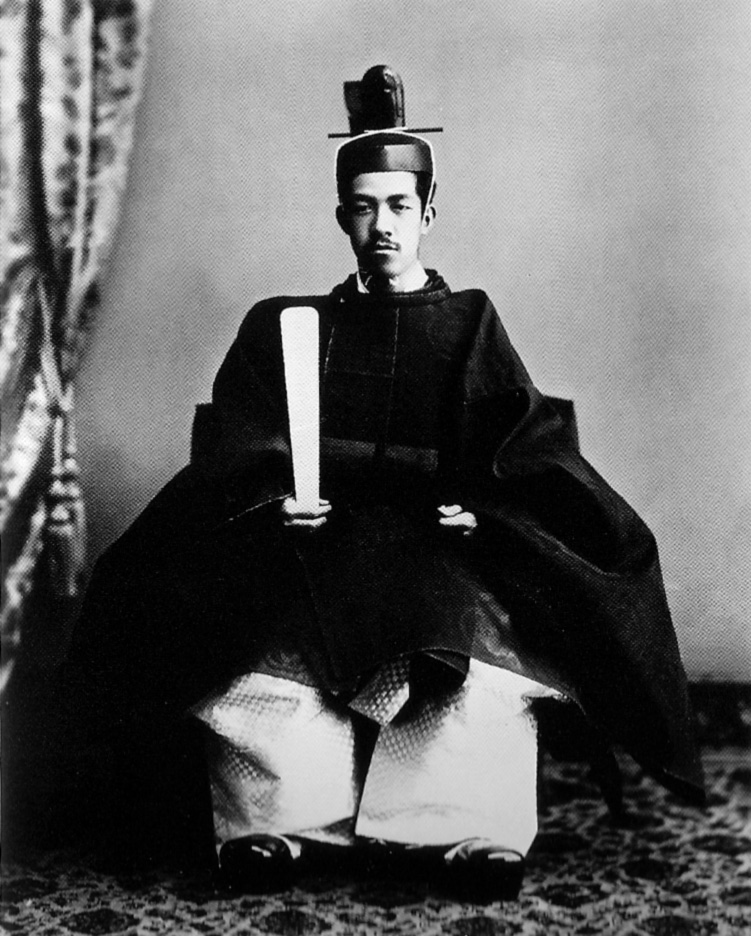
Der Taishō-Kaiser bei seiner Krönung

- 30. Juli: Nach dem Tod Kaiser Mutsuhitos wird Yoshihito neuer Kaiser Japans. Damit wird die Meiji-Zeit von der Taishō-Zeit abgelöst. Der neue Kaiser ist wegen einer Hirnhautentzündung im Kindesalter körperlich und geistig behindert.
- 21. Dezember: Saionji Kimmochi tritt als Premierminister Japans zurück und legt gleichzeitig auch sein Amt als Präsident der liberalen Regierungspartei Rikken Seiyūkai nieder. Nachfolger als Premierminister wird der Konservative Katsura Tarō.

#### Australien

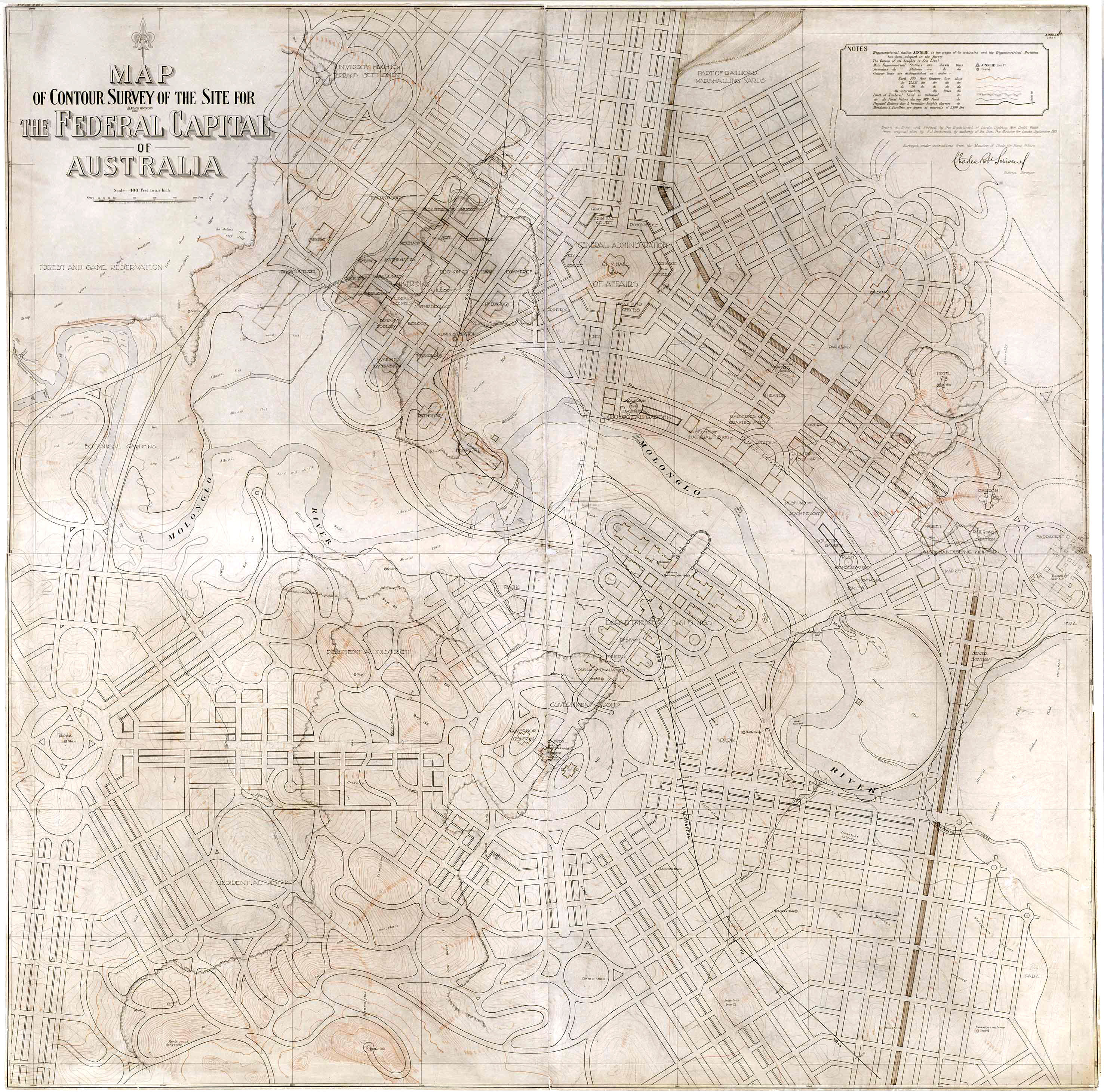
Griffins Plan für Canberra

- 23. Mai: Der Entwurf von Walter Burley Griffin erhält den Zuschlag für den Bau der zukünftigen australischen Hauptstadt Canberra. Der Architekt hat im Gegensatz zu seinen Mitbewerbern so weit wie möglich versucht, den Bau der Planhauptstadt an topographische Gegebenheiten anzupassen, außerdem wurden zahlreiche künstlerische Aquarelle seiner Gattin Marion Mahony Griffin beigelegt, die das zukünftige Aussehen Canberras illustrieren sollen.

#### Amerika

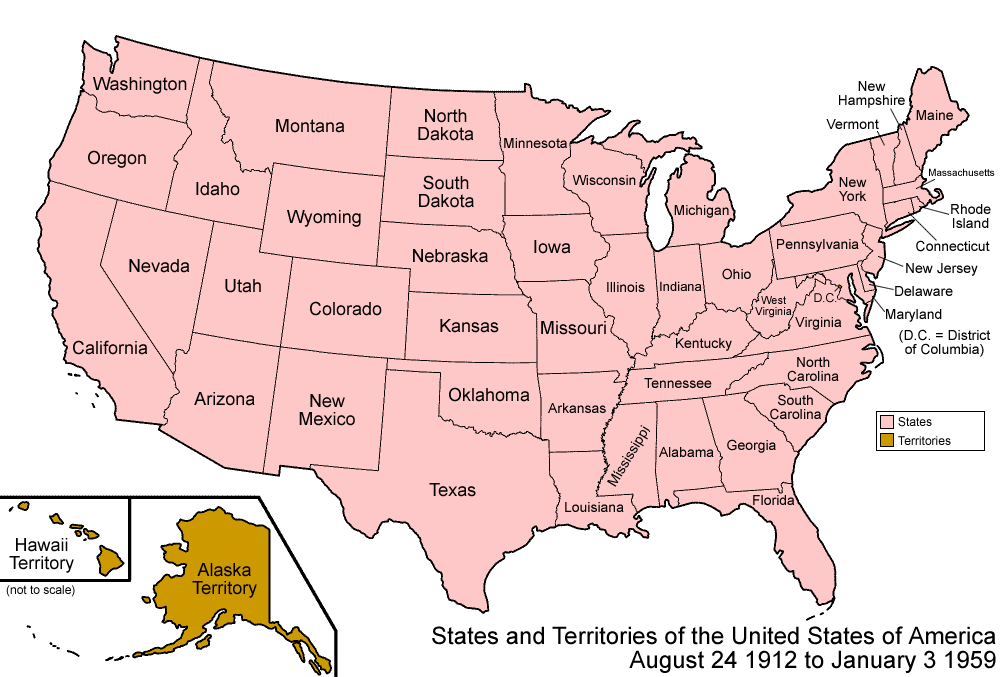
Vereinigte Staaten nach der Aufnahme von New Mexico und Arizona und der Gründung des Alaska-Territoriums

- 06. Januar: New Mexico, das bisherige New-Mexico-Territorium, wird als 47. Bundesstaat in die Vereinigten Staaten aufgenommen.
- 14. Februar: Arizona, das bisherige Arizona-Territorium, wird als 48. Bundesstaat in die Vereinigten Staaten aufgenommen. Die Aufwertung ist hauptsächlich den Arizona Rangers zu verdanken, denen es in den letzten Jahren gelungen ist, die Gesetzlosigkeit in dem Territorium einzudämmen.
- 09. April: Mit dem United States Children’s Bureau wird die weltweit erste nationalen Regierungsbehörde gegründet, die sich ausschließlich um die Fürsorge von Kindern und ihren Müttern kümmert.
- 13. Mai: Der US-Kongress schlägt einen Zusatzartikel zur US-Verfassung vor, der die Direktwahl der US-Senatoren festschreiben soll. Er wird am 8. April 1913 als 17. Zusatzartikel von den US-Bundesstaaten ratifiziert.
- 14. August: US-Militärintervention in Nicaragua 1909–1925: In Nicaragua gehen US-Marines an Land, welche die US-freundliche Regierung von Adolfo Díaz vor Aufständischen schützen und an der Macht halten.
- 24. August: Der bisherige District of Alaska wird mit dem Second Organic Act in das Alaska-Territorium umgewandelt, ein direkt der Regierungsgewalt der US-amerikanischen Bundesregierung unterstehendes Gebiet ohne den Status eines Bundesstaats.

Karte des Wahlergebnisses

- 05. November: Bei der Präsidentschaftswahl in den Vereinigten Staaten 1912 wird der Demokrat Woodrow Wilson zum 28. Präsidenten der Vereinigten Staaten von Amerika gewählt. Er besiegt damit den früheren Präsidenten Theodore Roosevelt von der Progressiven Partei und den von den Republikanern nominierten Amtsinhaber William Howard Taft.

#### Afrika
- 08. Januar: In Südafrika wird der South African Native National Congress, der Vorläufer des ANC (African National Congress), als Interessenvertreter der Bantus gegründet.

#### Weitere internationale Ereignisse
- 12. Januar: In Den Haag findet auf Initiative der Vereinigten Staaten die erste Internationale Opiumkonferenz statt, die sich auf eine strenge staatliche Kontrolle des Drogenhandels verständigt.

### Wirtschaft

#### Verkehr

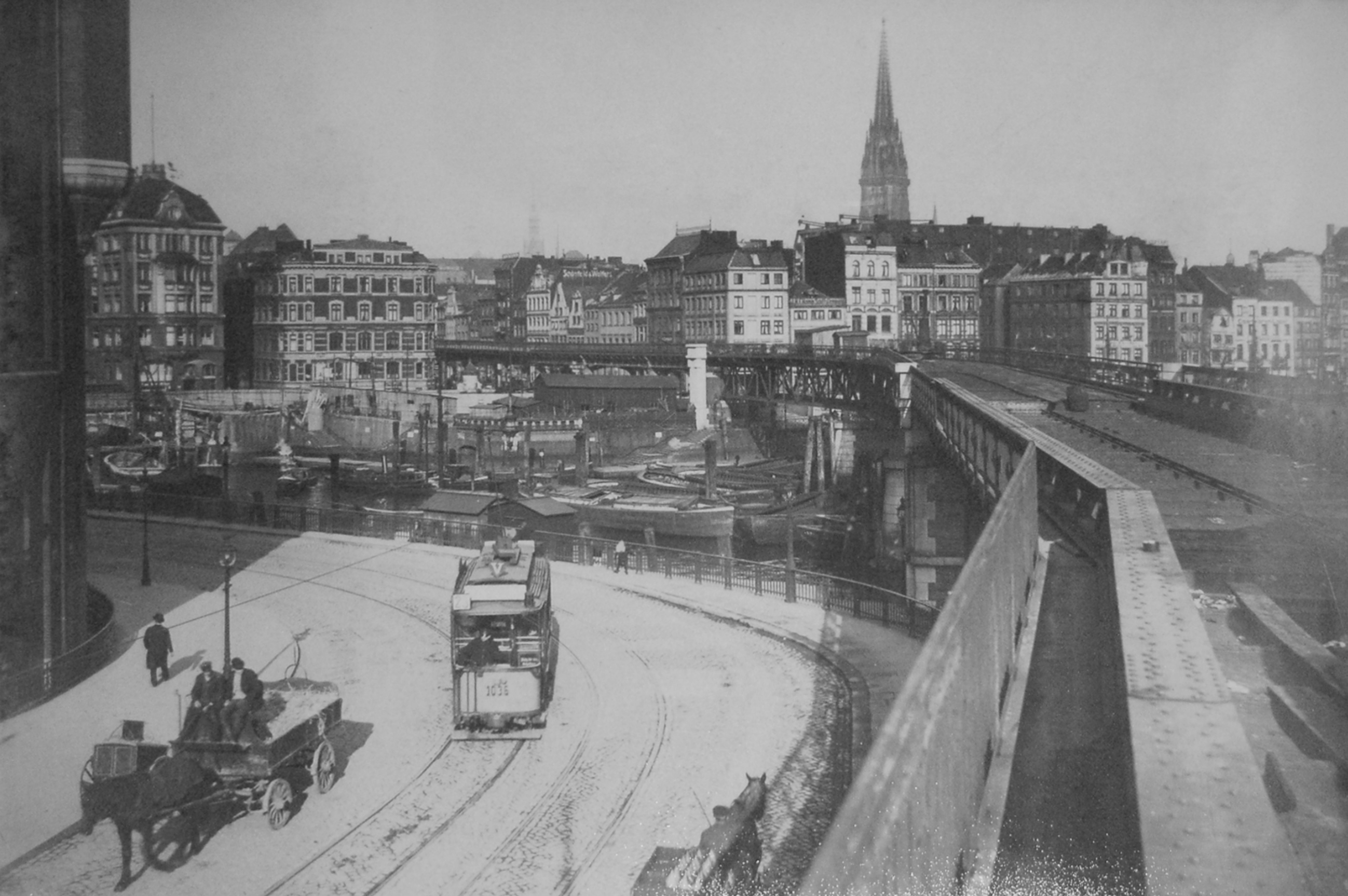
Hamburg erhält als dritte deutsche Stadt nach Berlin und Schöneberg eine Untergrundbahn.

- 07. Februar: Die Usambarabahn in Deutsch-Ostafrika wird offiziell eingeweiht. Sie verbindet Tanga am Indischen Ozean mit Moshi am Kilimandscharo.
- 15. Februar: In Hamburg wird mit dem ersten Abschnitt der Ringbahn die erste U-Bahn-Strecke in Hamburg und der dritte U-Bahn-Betrieb in Deutschland eröffnet. Der planmäßige Betrieb zwischen Rathausmarkt und Barmbek wird am 1. März aufgenommen. Am 10. Mai geht der zweite Streckenabschnitt in Betrieb.
- 06. März: Die Eisenbahnverbindung zwischen Arica in Chile und La Paz in Bolivien wird eröffnet.
- 29. Mai: Der erste Streckenabschnitt der New York, Westchester and Boston Railway wird in Betrieb genommen.
- 11. Juni: Beim Bau des Lauschensteintunnels an der Bahnstrecke Coburg–Ernstthal am Rennsteig im Herzogtum Sachsen-Meiningen erfolgt nach beidseitigem Vortrieb der Durchbruch.
- 28. Juni: Der Ring der Hamburger U-Bahn ist nach Eröffnung des dritten Teilabschnittes zwischen Millerntor und Rathausplatz geschlossen und wird im 5-Minuten-Takt befahren.
- 01. August: Die Jungfraubahn-Station Jungfraujoch wird in Betrieb genommen.
- 27. Oktober: Die erste Sektion der von Julius Pohlig nach einer Idee von Augusto Ferreira Ramos errichteten Seilbahn auf den Zuckerhut wird eröffnet. Sie führt von Rio de Janeiro auf den Morro da Urca.
- 28. Oktober: Die von den Ingenieuren und Bauunternehmern Josef Riehl und Wilhelm Carl von Doderer errichtete Mittenwaldbahn wird auf österreichischer Seite als elektrische Lokalbahn eröffnet. Auf bayrischer Seite ist sie bereits seit 1. Juli in Betrieb, es wird aber noch mit Dampflokomotiven gefahren. Die Bahn verbindet Innsbruck über Seefeld und Mittenwald mit Garmisch und Partenkirchen.
- 27. November: Zwischen Zürich und Esslingen nimmt die Forchbahn ihren Betrieb auf. Die meterspurige Schmalspurbahn löst eine seit 1905 bestehende Autobuslinie ab.

#### Sonstiges
- 01. Februar: Die ersten eigenen Briefmarken des Fürstentums Liechtenstein kommen in den Verkauf.
- 12. März: Staatspräsident Adolfo Díaz führt an Stelle des bisher gültigen Peso den Córdoba Oro als neue Währung in Nicaragua ein. Am Anfang entspricht ein Córdoba einem US-Dollar.
- 29. August: In Eindhoven wird das expandierende Unternehmen Philips & Co. in die gegründete Aktiengesellschaft N. V. Philips' Gloeilampenfabrieken überführt.
- 07. Oktober: An der Börse Helsinki werden die ersten Handelstransaktionen ausgeführt.
- 21. Oktober: Carl Brandt gründet in Hagen die Märkische Zwieback- und Keksfabrik C. & F. Brandt GmbH.
- 04. November: Die Geologen Johnston und Mac Vey vom belgischen Unternehmen Forminière entdecken „die sieben berühmten Rohdiamanten von Musalala“. Das ist der Auftakt für den Diamantenabbau in Angola.
- Der Reclam-Verlag stellt in Erfurt erstmals Buchautomaten zum Verkauf von Büchern auf.

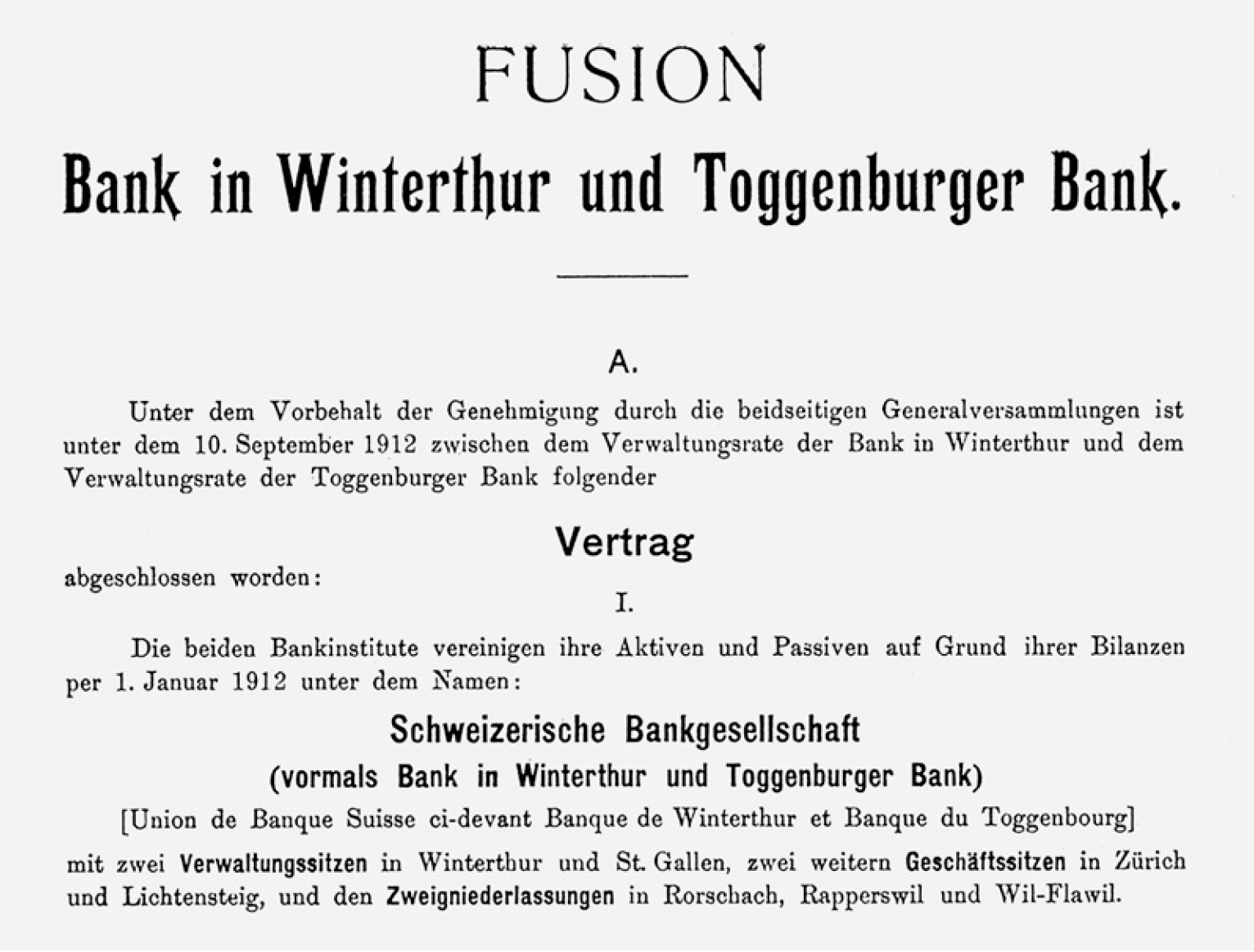
Ankündigung der Bankenfusion

- Die Bank in Winterthur und die Toggenburger Bank fusionieren zur Schweizerischen Bankgesellschaft (SBG).

### Wissenschaft und Technik

#### Antarktisforschung

##### ScottsTerra-Nova-Expedition
- 04. Januar: Robert Falcon Scott trifft die endgültige Entscheidung über die Zusammensetzung der Polmannschaft der Terra-Nova-Expedition. Fünf Personen statt wie bisher geplant vier sollen den Südpol bezwingen.

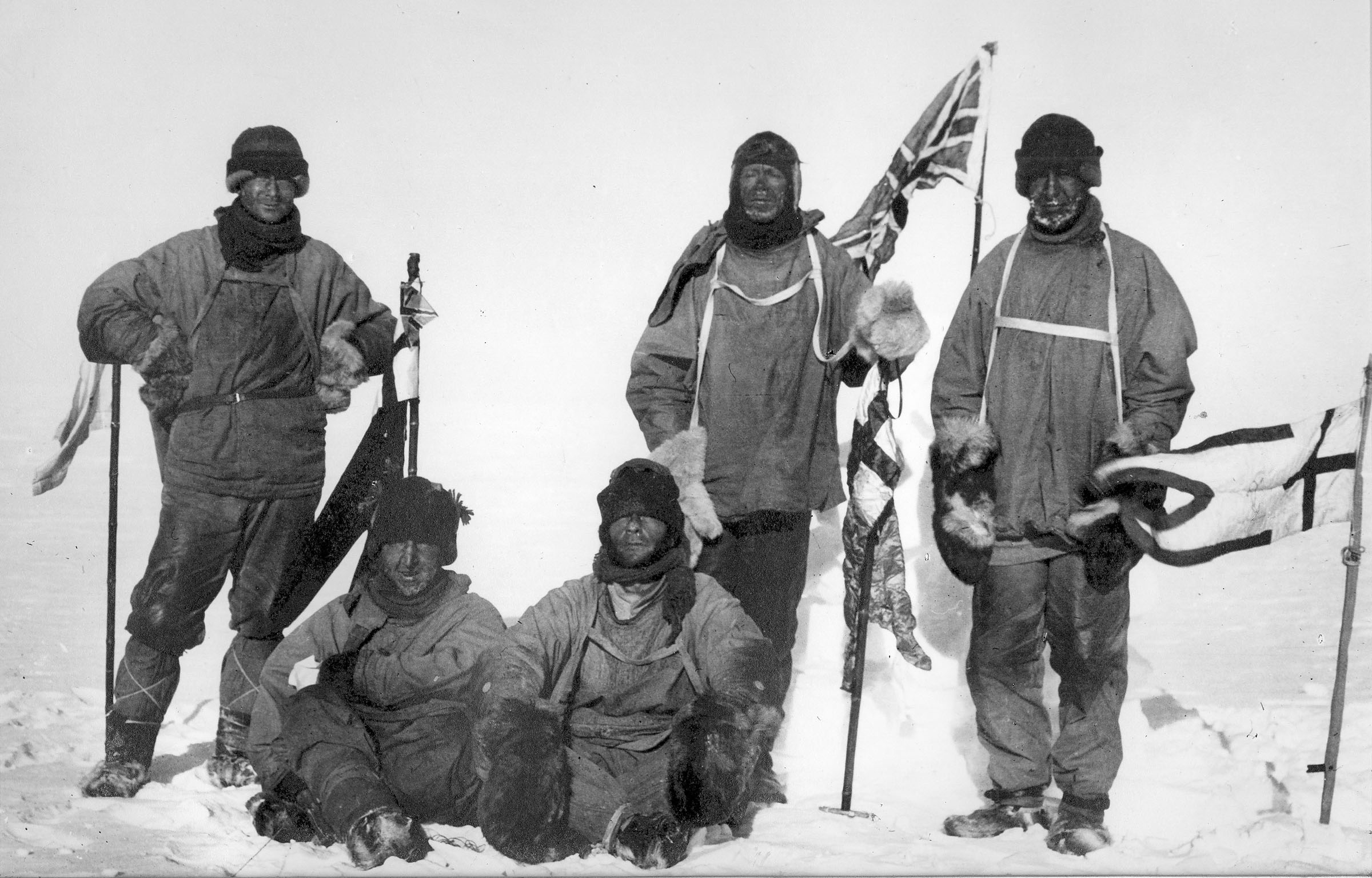
Scotts Team am Südpol, von links nach rechts: (stehend) Wilson, Scott, Oates; (sitzend) Bowers, Edgar Evans

- 17. Januar: Scott erreicht mit seiner Crew den Südpol. Doch der Norweger Roald Amundsen war mit Hundeschlitten einen Monat früher da. Der Rückmarsch zum Basislager endet für die Expedition tödlich.
- 17. Februar: Edgar Evans kommt als erstes Mitglied der Terra-Nova-Expedition ums Leben.
- 04. März: Apsley Cherry-Garrard füllt das One-Ton-Depot neuerlich mit Vorräten an und wartet bis zum 10. März auf die Südgruppe, bevor er auftragsgemäß wieder umkehrt. Diese ist zu diesem Zeitpunkt etwa 120 km von ihm entfernt.
- 07. März: Roald Amundsen gibt die Entdeckung des Südpols am 14. Dezember des Vorjahres bekannt.
- 16. März: Als sich sein Gesundheitszustand rapide verschlechtert, verlässt Lawrence Oates, Mitglied der Terra-Nova-Expedition, das Zelt und erklärt, „dass es etwas länger dauern könne“. Er kehrt nicht mehr zurück.
- 26. März: Eine erste Suchgruppe nach Scott und seinen Kollegen wird losgeschickt, kehrt jedoch ohne Ergebnis zurück.

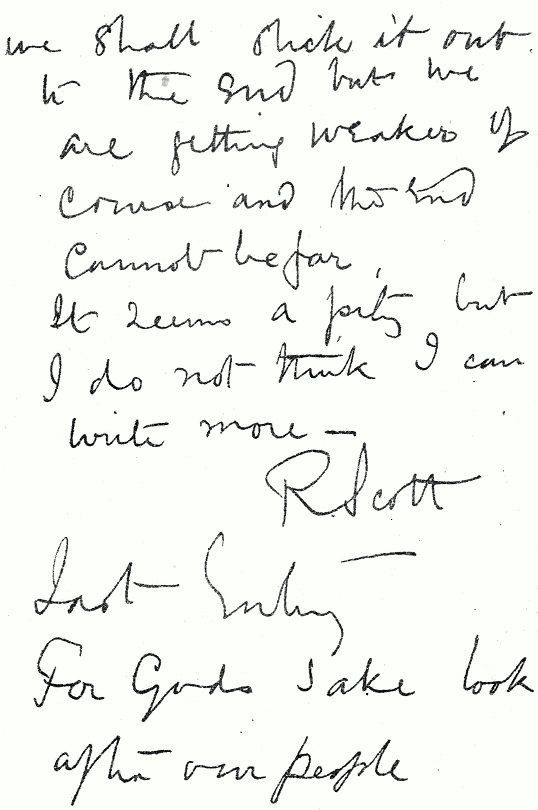
Letzter Eintrag Scotts in sein Expeditionstagebuch

- 29. März: Robert F. Scott macht seinen letzten Tagebucheintrag.
- 12. November: Eine am 29. Oktober losgeschickte Suchgruppe unter der Leitung von Edward Atkinson findet die gefrorenen Körper von Robert Falcon Scott, Edward Adrian Wilson und Henry Robertson Bowers, 18 Kilometer südlich des One Ton Depots, ihr Zelt fast bis zur Spitze von angewehtem Schnee bedeckt. Über den Leichen wird ein Grabhügel aufgeschüttet und die Skier des Expeditionsmitglieds Tryggve Gran zu einem Kreuz umfunktioniert. Gran tritt die Heimreise stattdessen auf Scotts Skiern an. Am 15. November wird auch der Schlafsack und der vermutete Sterbeort von Lawrence Oates gefunden. Auch hier wird eine Markierung angebracht und ein Kreuz errichtet. Am 25. November kehrt die Gruppe zum Basislager der Expedition am Kap Evans zurück.

##### Weitere Expeditionen

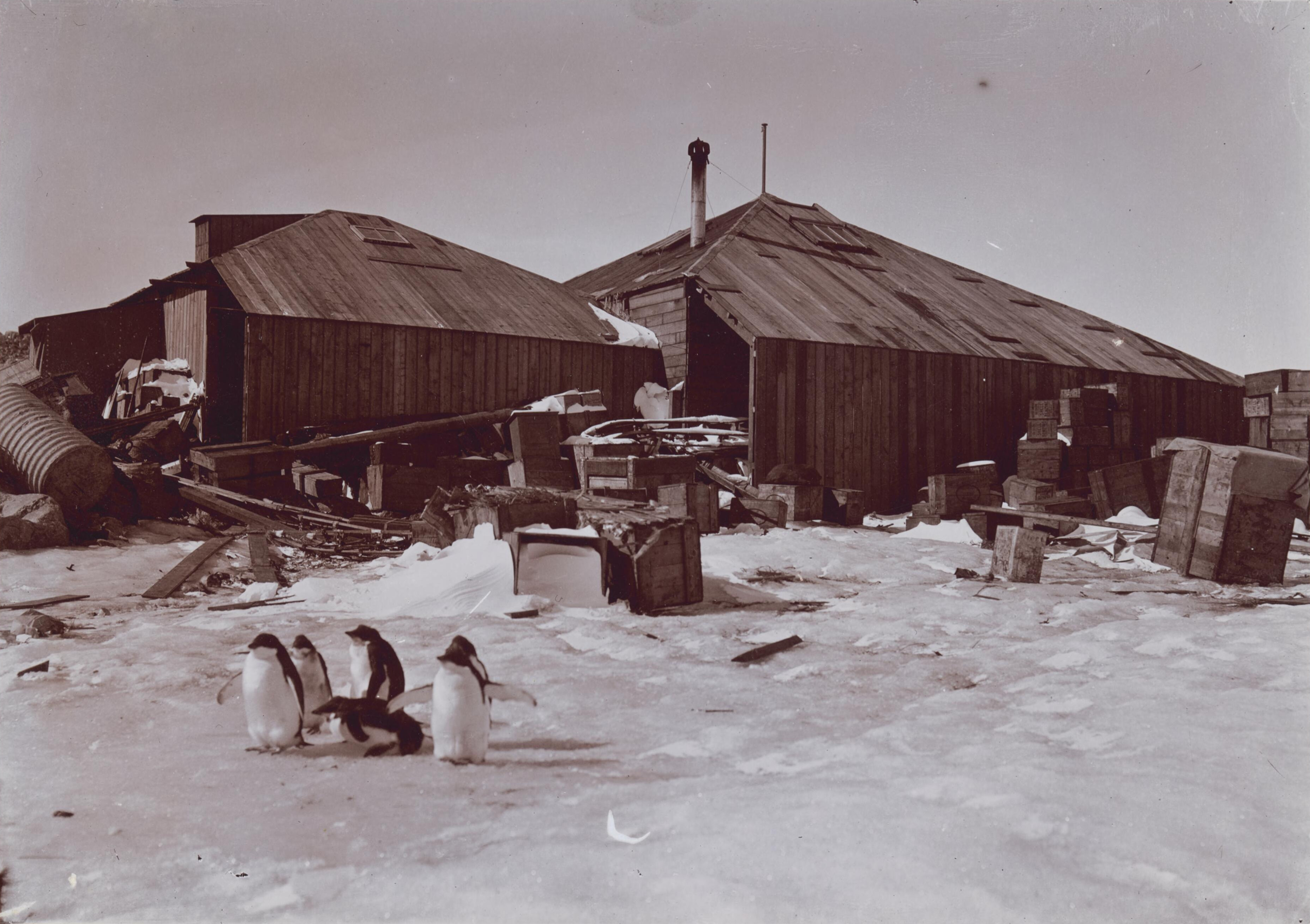
Mawson Huts

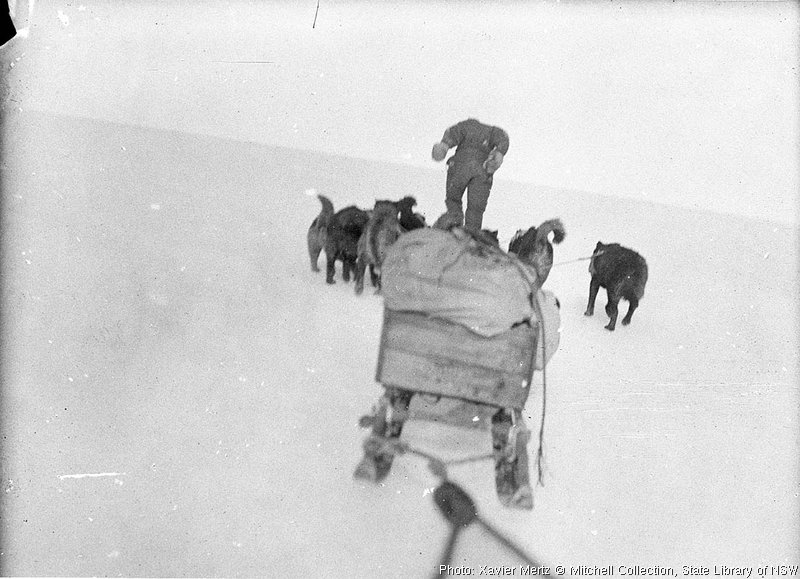
Mertz fotografiert auf einer Erkundung im Dezember 1912 seinen Kollegen Ninnes

- Nach der Entdeckung von Georg-V.-Land und Königin-Mary-Küste erreicht die Australasiatische Antarktisexpedition unter der Leitung von Douglas Mawson am 12. Januar Kap Denison in der Commonwealth-Bucht. Die Männer errichten ihre Hauptbasis Mawson’s Huts, wo achtzehn Mann den Winter von 1912 verbringen. Sie bauen außerdem Quartiere auf der Macquarie-Insel und eine Westbasis auf dem Shackleton-Schelfeis. Die Teams aller drei Basen führen routinemäßige wissenschaftliche und meteorologische Beobachtungen durch, die detailliert in den umfangreichen Berichten festgehalten werden, die aber erst zwischen 1922 und 1942 publiziert werden. Sie richten weiters die erste drahtlose Funkverbindung der Antarktis ein, die mit Hobart verbunden ist. In der zweiten Hälfte des Jahres 1912 werden fünf große Schlittenfahrten von der Hauptbasis und zwei von der Westbasis aus unternommen, um bisher unbekanntes Territorium zu erforschen. Auf einer solchen Schlittenfahrt stürzt Belgrade Ninnis mit sechs Hunden und dem Schlitten mit dem Großteil der Lebensmittel in eine Gletscherspalte und kommt dabei ums Leben. Die Überlebenden Mawson und Xavier Mertz beginnen eine brutale Heimreise ins 500 Kilometer entfernte Basislager, auf der sie sich von den übrigen Hunden ernähren.

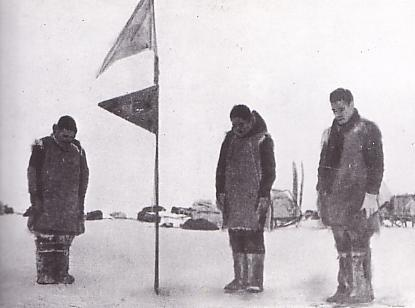
Die Japanische Expedition an ihrem südlichsten Punkt am Yamato-Schneefeld

- 16. Januar: Der japanischen Antarktisexpedition unter der Leitung von Shirase Nobu gelingt die Landung auf dem antarktischen Kontinent, wobei die Japaner Roald Amundsens Schiff Fram antreffen. Sie stoßen etwa 160 Meilen südlich von ihrem Schiffslandeplatz bis zum Yamato-Schneefeld vor, wo sie aufgrund widriger Wetterverhältnisse und schwindender Kräfte am 29. Januar umkehren müssen. Am 20. Juni kehrt die Expedition nach Yokohama zurück.
- 30. Januar: Die Zweite Deutsche Antarktisexpedition auf der Deutschland unter Wilhelm Filchner entdeckt das Prinzregent-Luitpold-Land im Kaiser-Wilhelm-Schelfeis. Der am 9. Februar begonnene Bau eines Stationshauses scheitert jedoch am 17. Februar und am 6. März wird die Expedition bis 26. November im Packeis eingeschlossen. Sie erreicht Südgeorgien erst wieder am 19. Dezember, wo Filchner die Expedition für beendet erklärt. Diese Auflösung der Expedition in Grytviken findet „unter meutereiähnlichen Begleiterscheinungen“ statt.

#### Arktisforschung
- 06. April: Der grönländisch-dänische Polarforscher Knud Rasmussen bricht zu seiner Ersten Thule-Expedition auf und überquert in der Folge zweimal den Grönländischen Eisschild.
- 19. Juli: Die dänischen Polarforscher Ejnar Mikkelsen und Iver Iversen werden nach zwei unfreiwilligen Überwinterungen in Nordostgrönland vom norwegischen Robbenfänger Sjöblomsten gerettet.

#### Luftfahrt
- 01. März: Der US-Amerikaner Albert Berry springt als erster Mensch mit einem Fallschirm aus einem Flugzeug. Sein anschließender Kommentar dazu lautet: „Nie wieder!“ Der Fallschirm wurde von Thomas Wesley Benoist und dem Piloten Tony Jannus entwickelt.

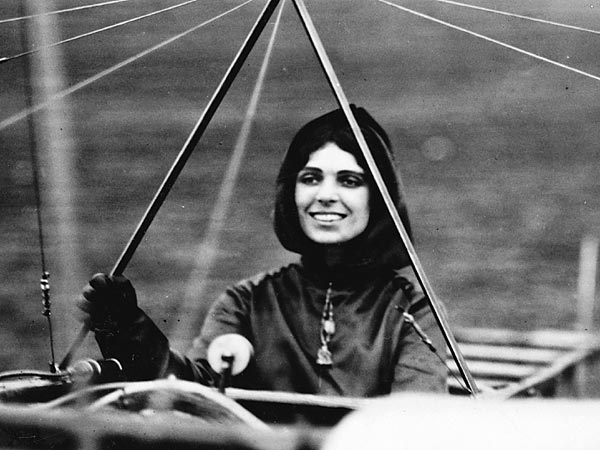
Harriet Quimby in ihrem Bleriot-Eindecker

- 16. April: In einem Blériot-Eindecker überquert die erste Frau den Ärmelkanal. Die Amerikanerin Harriet Quimby gelangt in einem 59 Minuten dauernden Flug von Dover an einen 40 km von Calais entfernten Strand in Frankreich.
- Juni: Der von Gleb Jewgenjewitsch Kotelnikow entwickelte Rucksackfallschirm wird von einem Testspringer mehrfach erfolgreich getestet. Am 9. Oktober erfolgt der erste Versuch aus einem Flugzeug.
- Die deutschen Flugpioniere Henrich Focke, Georg Wulf und Hans Kolthoff konstruieren gemeinsam das Motorflugzeug A 4.

#### Astronomie

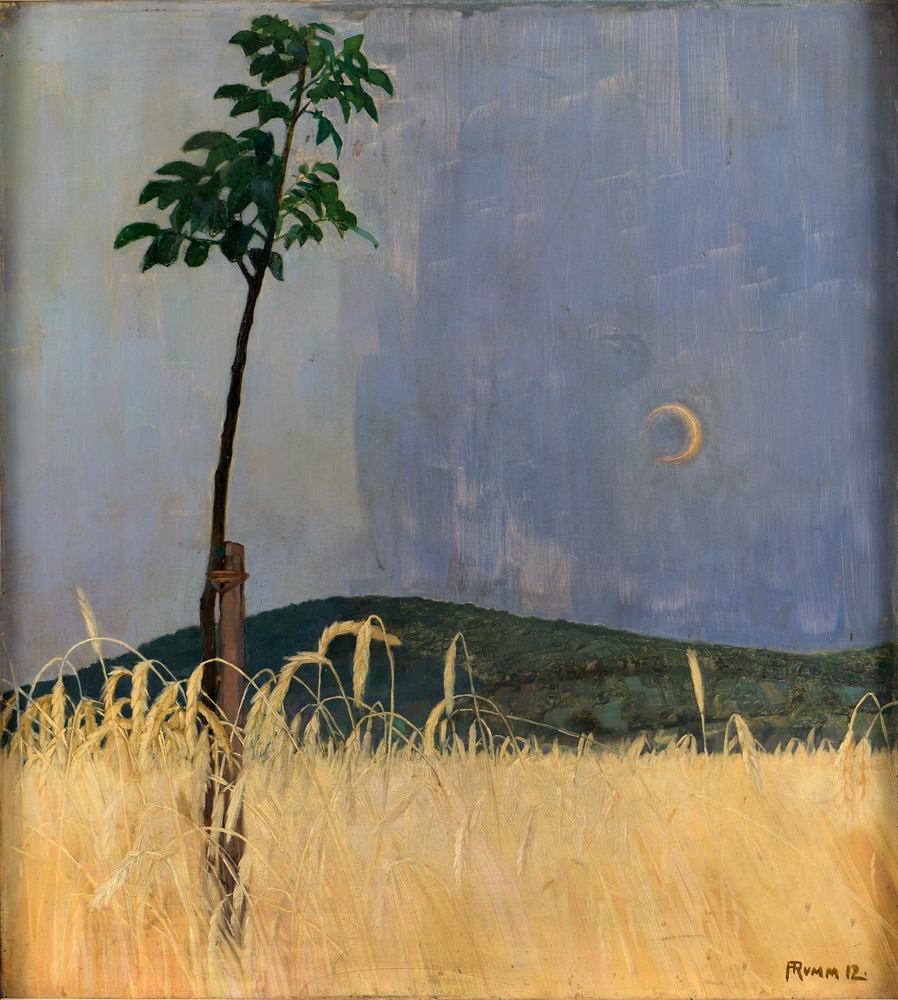
August Rumm: Beginnende Sonnenfinsternis, 1912

- 17. April: Eine ringförmige Sonnenfinsternis überzieht Deutschland in den Mittagsstunden vom Niederrhein bis zur Insel Rügen. Im Ruhrgebiet ist sie mit einer Sonnenbedeckung von 99,9 % fast total. Bei klarem Wetter herrschten ideale Beobachtungsbedingungen.
- 07. August: Victor Franz Hess entdeckt die Höhenstrahlung (Kosmische Strahlung) mit Hilfe von Ballonfahrten in der Erdatmosphäre. Er veröffentlicht die Entdeckung in der Physikalischen Zeitschrift 13 (1912), 1084.

##### Liste der 1912 entdeckten Asteroiden
| Nr. und Name    | Durchmesser (km) | Datum der Entdeckung | Entdecker             |
| --------------- | ---------------- | -------------------- | --------------------- |
| (727) Nipponia  | 32,2             | 11. Februar          | Adam Massinger        |
| (728) Leonisis  | ?                | 16. Februar          | Johann Palisa         |
| (729) Watsonia  | 49,2             | 9. Februar           | Joel Hastings Metcalf |
| (730) Athanasia | ?                | 10. April            | Johann Palisa         |
| (731) Sorga     | 41,8             | 15. April            | Adam Massinger        |
| (732) Tjilaki   | 37,6             | 15. April            | Adam Massinger        |
| (733) Mocia     | 88,7             | 16. September        | Gustav Witt           |
| (734) Benda     | 70,8             | 11. Oktober          | Johann Palisa         |
| (735) Marghanna | 74,3             | 9. Dezember          | Heinrich Vogt         |
| (736) Harvard   | 16,7             | 16. November         | Joel Hastings Metcalf |
| (737) Arequipa  | 44,1             | 7. Dezember          | Joel Hastings Metcalf |

#### Chemie und Physik

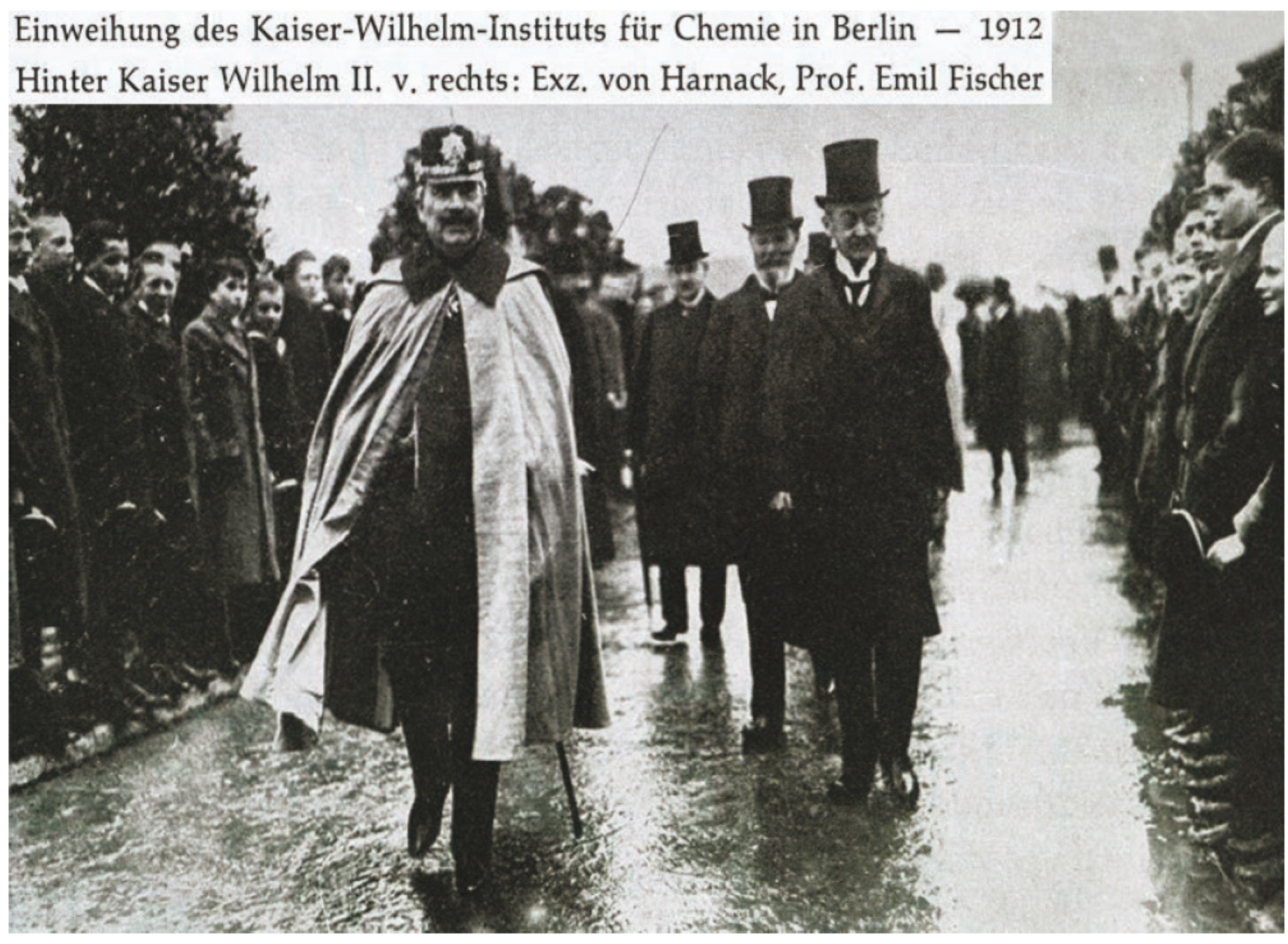
Einweihung der ersten KWG-Institute durch Kaiser Wilhelm

- Oktober: Das von der Kaiser-Wilhelm-Gesellschaft zur Förderung der Wissenschaften errichtete Kaiser-Wilhelm-Institut für Chemie und das Kaiser-Wilhelm-Institut für physikalische Chemie und Elektrochemie werden eröffnet.
- Max von Laue entdeckt zusammen mit Walter Friedrich und Paul Knipping die Beugung von Röntgenstrahlen an Kristallen (veröffentlicht in: Münchener Berichte 1912, 303). Damit sind sowohl der Wellencharakter der Röntgenstrahlung als auch die Gitterstruktur der Kristalle nachgewiesen.
- Der deutsche Chemiker Anton Köllisch synthetisiert für das Chemieunternehmen Merck erstmals den Ecstasy-Wirkstoff MDMA.

#### Geologie und Paläontologie
- 06. Januar: Alfred Wegener stellt während eines Treffens der Geologischen Vereinigung im Frankfurter Senckenberg-Museum erstmals seine Gedanken zur Kontinentalverschiebung in der Öffentlichkeit vor.

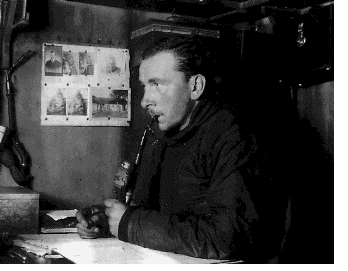
Expeditionsteilnehmer Alfred Wegener im Winter 1912/13 in Grönland

- 07. Juli: Eine dänische Expedition unter der Leitung von Johan Peter Koch macht sich von Island aus zur Grönlanddurchquerung 1913 auf den Weg. Der Hafen Danmarkshavn wird als Ausgangspunkt der Expedition auserkoren. Am 12. Oktober wird auf dem Gletscher Storstrømmen eine Überwinterungshütte errichtet, in der die Expeditionsteilnehmer den Großteil des Winters verbringen.
- 18. Dezember: Charles Dawson und Arthur Smith Woodward präsentieren von ihnen gefundene Knochen des Piltdown-Menschen vor der Geological Society of London in der Annahme, es handele sich um die Überreste einer bisher unbekannten Form der Vorfahren des Menschen. Die Sensation entpuppt sich im Jahr 1953 als wissenschaftliche Fälschung.

#### Lehre und Forschung
- 10. September: Die University of Memphis entsteht als West Tennessee State Normal School.
- 19. Dezember: Die Universidade Federal do Paraná entsteht in Curitiba im brasilianischen Bundesstaat Paraná.

#### Technische Entwicklungen
- 11. September: In Berlin wird die Diesel-Sulzer-Klose-Thermolokomotive für die Preußischen Staatseisenbahnen fertiggestellt, die weltweit erste Diesellokomotive.
- Die Internationale Feuerlösch-Gesellschaft mbH präsentiert in Berlin den ersten „Schnell-Trocken-Feuerlöscher“. Das patentierte Löschverfahren revolutioniert die Brandbekämpfung und kann als Vorläufer aller modernen mobilen Feuerlöscher angesehen werden.

### Kultur

#### Architektur

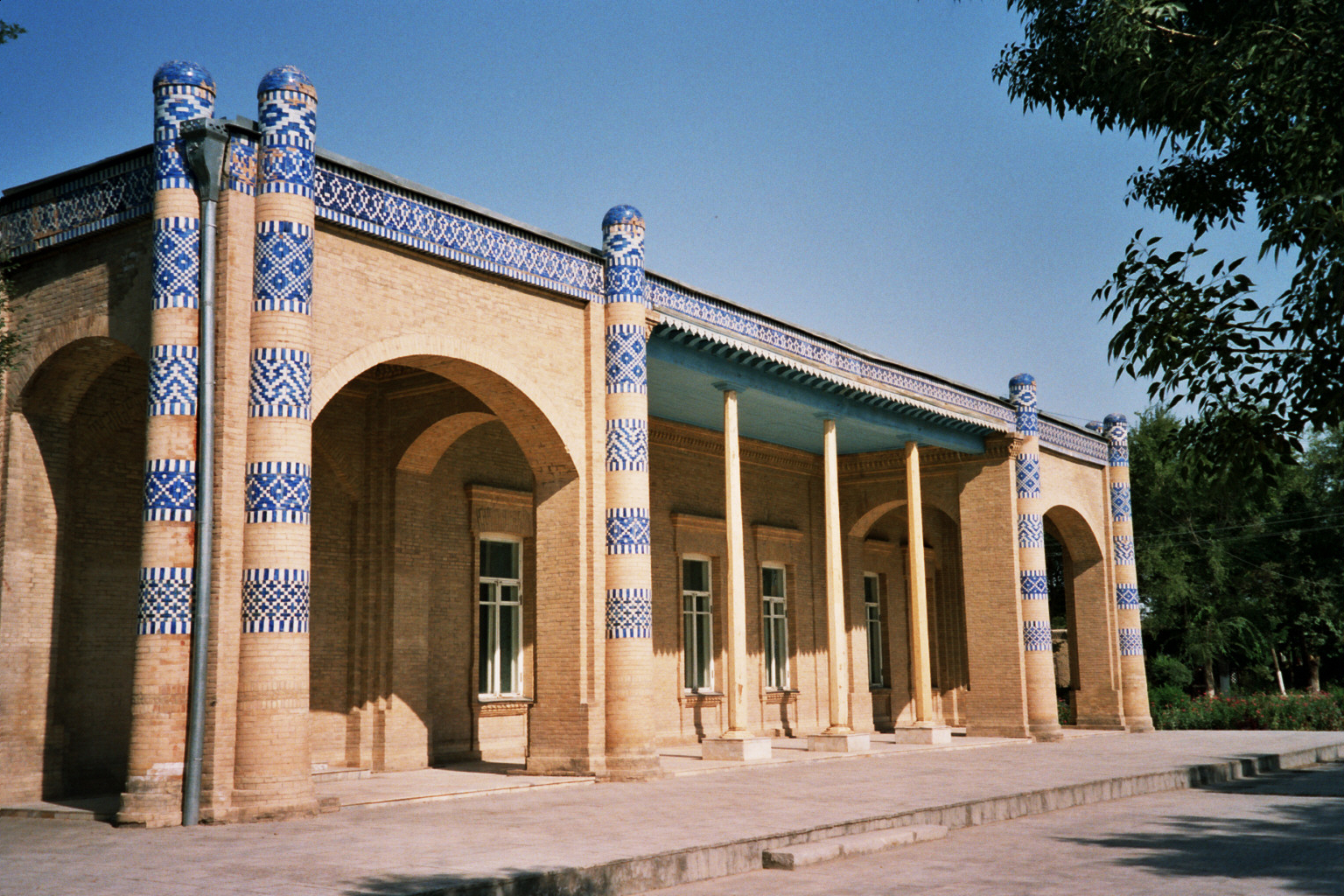
Ansicht des Nurulla-Bei-Palastes

Der von Said Muhammad Rahim II., dem Khan des Khanats Chiwa in Auftrag gegebene Nurulla-Bei-Palast wird zwei Jahre nach seinem Tod fertiggestellt und von seinem Sohn Esfendijar als Residenz genutzt. Die gesamte Palastanlage erstreckt sich auf einer Fläche von 198 mal 143 Metern und umfasst eine kleine Parkanlage und mehrere Gebäude. Die Anlage ist von einer Ziegelmauer umschlossen, die von kleinen, ebenfalls aus Ziegeln gebauten Türmen gekrönt ist. Insgesamt ist die Architektur des Gebäudes geprägt von einem Stilmix aus traditioneller orientalischer Architektur und europäischen Stilelementen.

#### Bildende Kunst

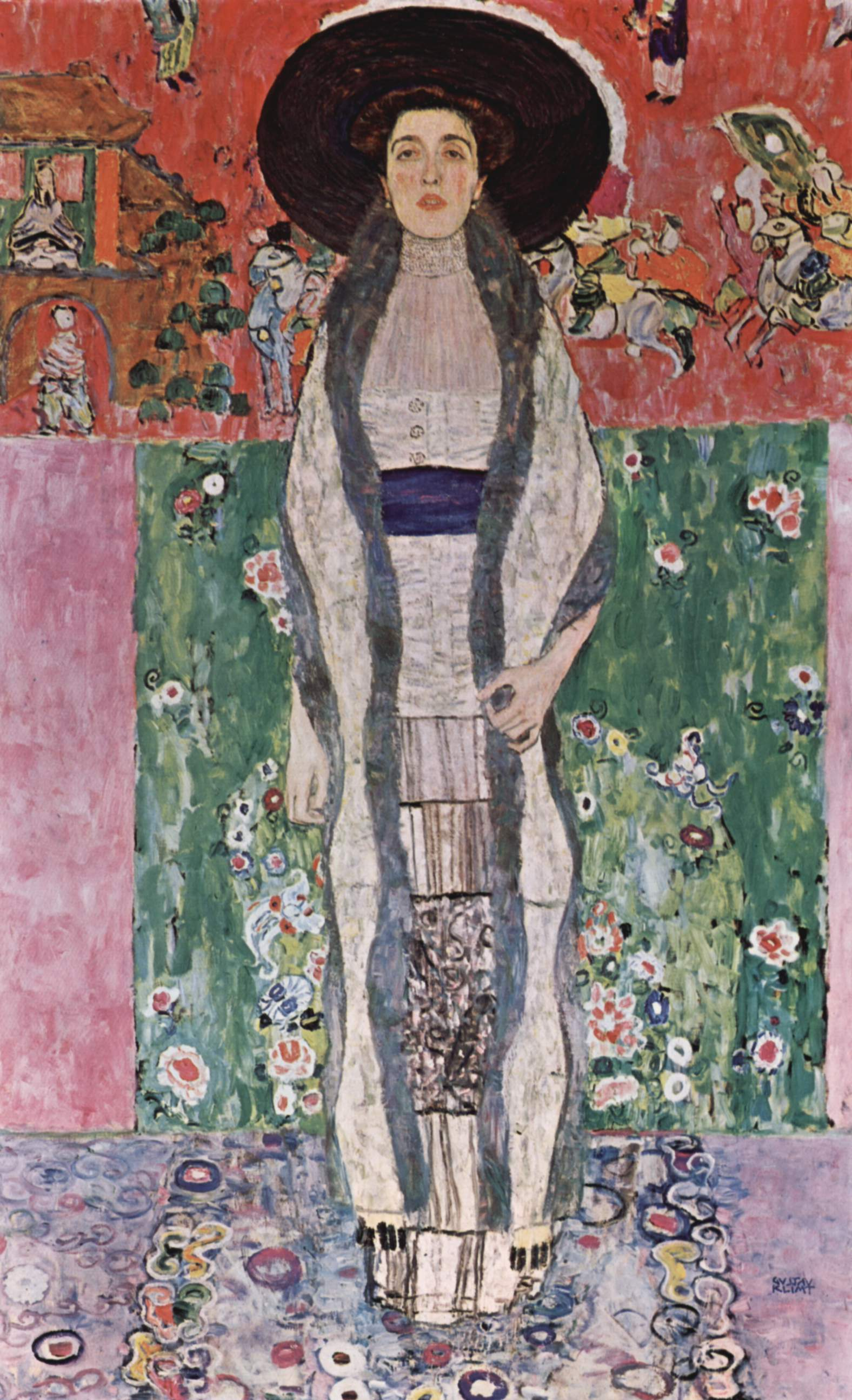
Gustav Klimt: Adele Bloch-Bauer II

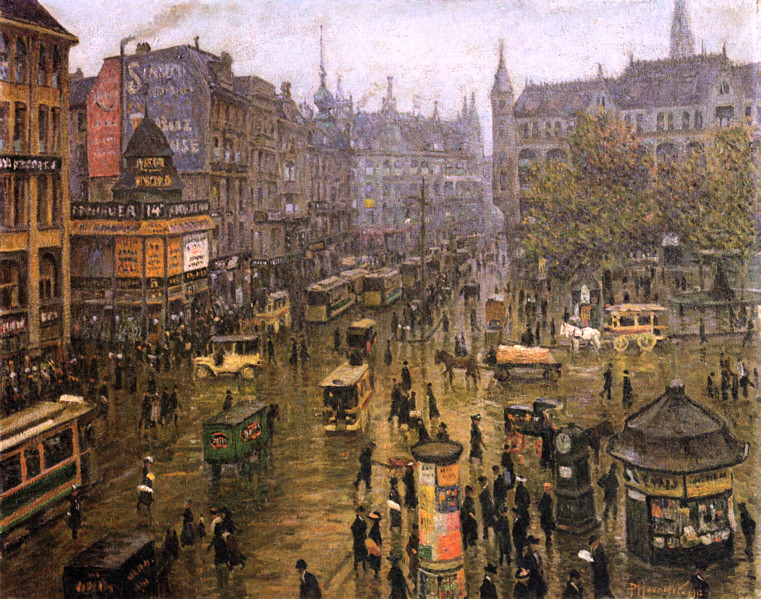
Berlin 1912, dargestellt im Gemälde Spittelmarkt von Paul Hoeniger

- Januar: Marcel Duchamp malt Nu descendant un escalier no. 2, ein Schlüsselwerk der klassischen Moderne, das er im Pariser Salon des Indépendants zur vom 20. März bis 16. Mai stattfindenden Ausstellung einreicht.
- 25. Mai bis 30. September: In Köln findet eine Ausstellung des Sonderbundes statt.
- Marianne von Werefkin, Mitglied der expressionistischen Künstlergruppe Neue Künstlervereinigung München, malt in Tempera auf Karton das sozialkritische Gemälde Fabrikstadt.
- Die Bezeichnung Orphismus für die Bilder Robert Delaunays wird von dem Schriftsteller Guillaume Apollinaire geprägt, der im selben Jahr eine Einführung zur Delaunay-Ausstellung in der Galerie Der Sturm von Herwarth Walden gibt. Er sieht darin die Überwindung des Kubismus.
- Georges Braque und Pablo Picasso entwickeln die Papier collé-Technik, eine Frühform der Collage.

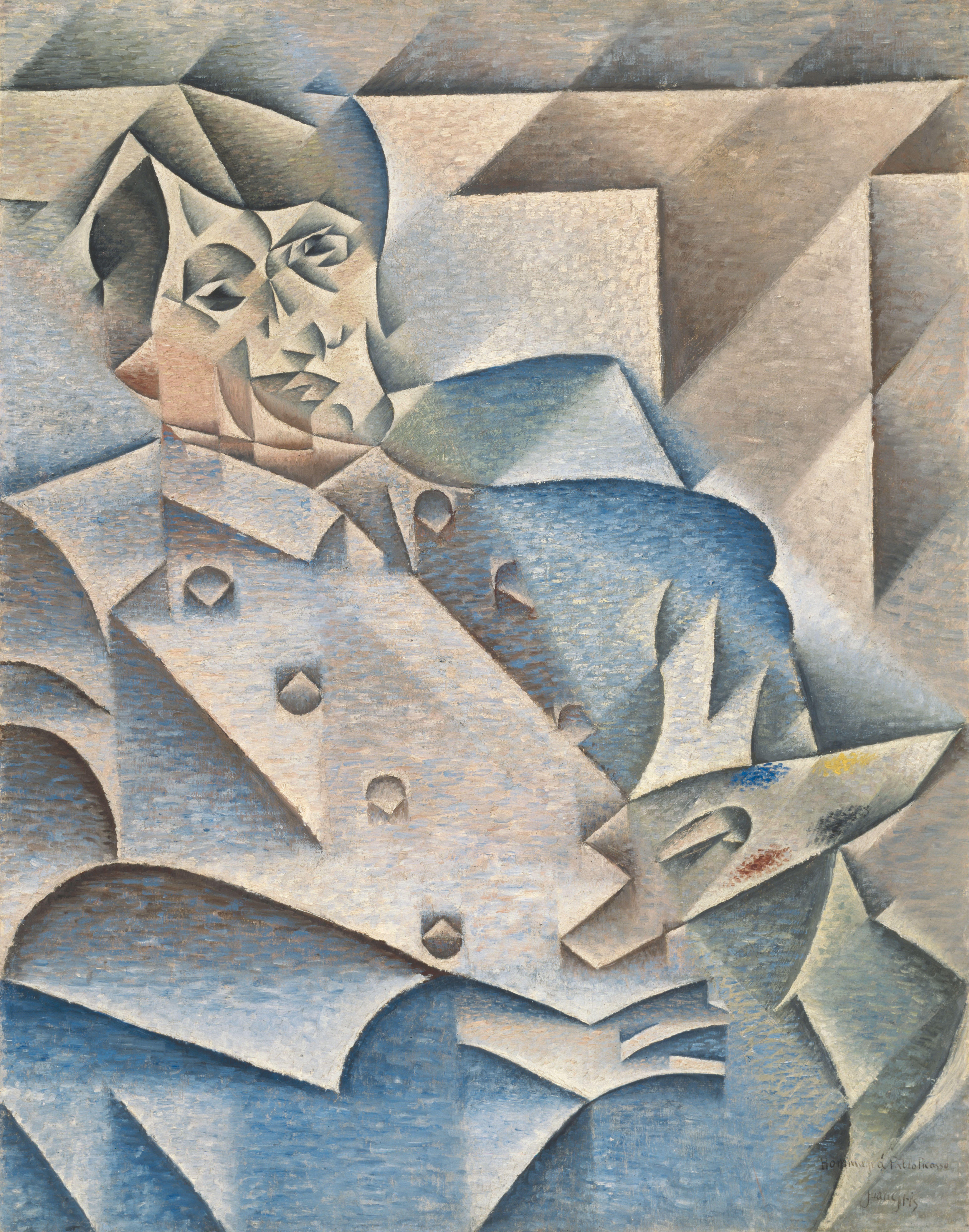
Juan Gris: Hommage à Picasso

- Juan Gris malt eine Hommage an Pablo Picasso.
- Kunstausstellungshalle am Marientor in Nürnberg wird errichtet.

#### Film
- 12. Februar: Im Filmstudio Babelsberg beginnen die Dreharbeiten zum Stummfilm Der Totentanz, die innerhalb weniger Tage abgeschlossen sind. Die Uraufführung erfolgt am 7. September.
- 30. April: Carl Laemmle, Mark Dintenfass, Charles O. Baumann, Adam Kessel, Pat Powers, William Swanson, David Horsley, Robert H. Cochrane und Jules Brulatour gründen die Universal Film Manufacturing Company, aus der die Filmproduktionsgesellschaft Universal Pictures hervorgeht.
- 8. Mai: William Wadsworth Hodkinson, Adolph Zukor, Jesse L. Lasky gründen die Famous Players Film Company, aus der die Filmproduktionsgesellschaft Paramount Pictures hervorgeht.

#### Musik und Theater
- 31. Januar: Der Sänger Jack Judge trägt in Stalybridge zum ersten Mal das von ihm komponierte Lied It’s a Long Way to Tipperary vor, das in der Zeit des Ersten Weltkriegs durch britische Soldaten weltweit bekannt wird.
- 03. Februar: Am Neuen Theater am Zoo in Berlin wird Leo Falls Operette Der liebe Augustin, eine Überarbeitung seiner durchgefallenen Oper Irrlicht aus dem Jahre 1905, uraufgeführt. In dieser Fassung ist dem Stück mit dem Libretto von Ernst Welisch und Rudolf Bernauer schließlich Erfolg beschieden.

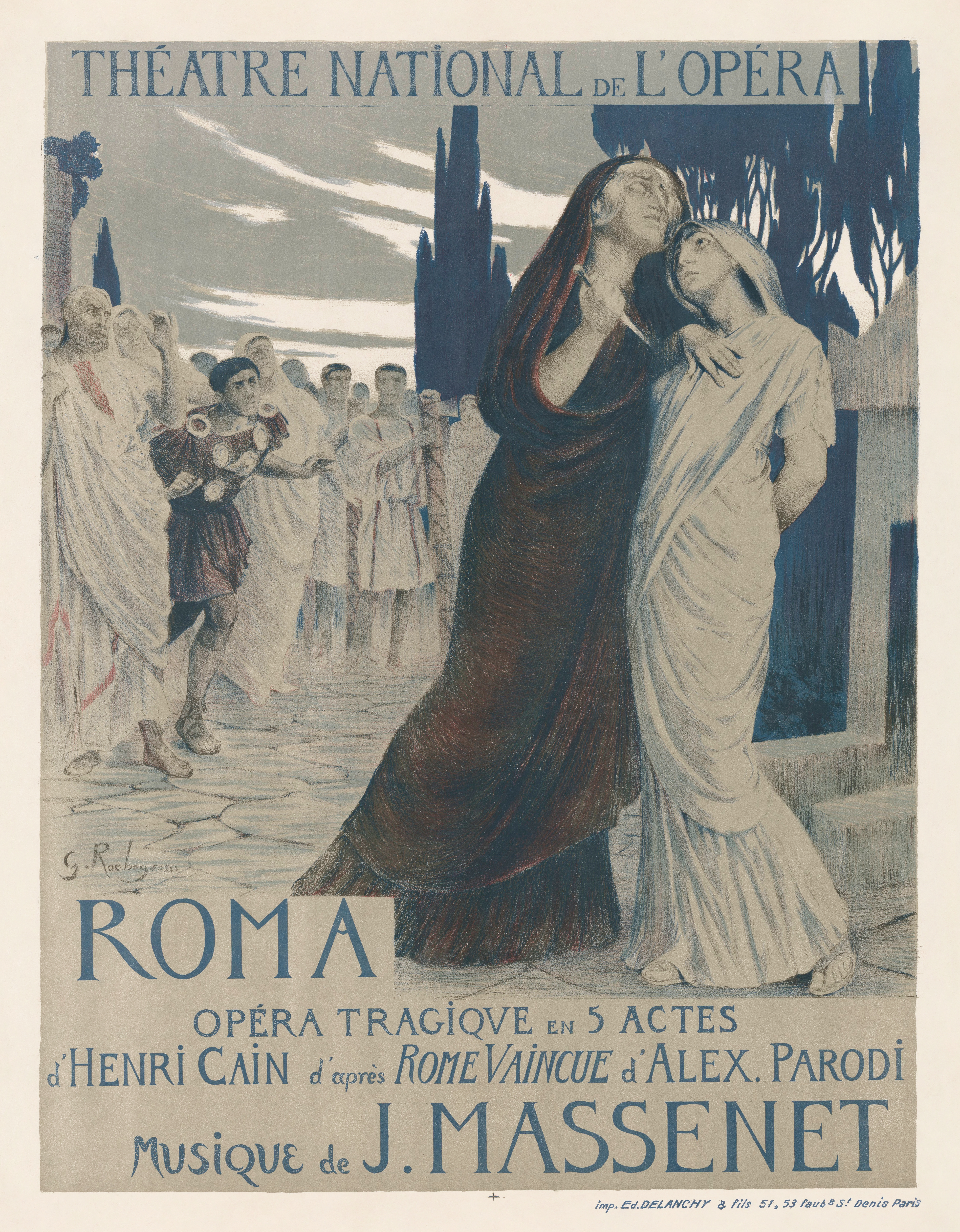
Plakat zu Roma von Georges-Antoine Rochegrosse

- 17. Februar: Die Uraufführung der Oper Roma von Jules Massenet erfolgt in Monte Carlo.
- 14. März: Die Oper Mona wird uraufgeführt.
- 15. Juli: Der Komponist Sergei Sergejewitsch Prokofjew präsentiert in Moskau als Pianist sein 1. Klavierkonzert bei der Uraufführung.
- 18. August: Mit der in Frankfurt am Main uraufgeführten Oper Der ferne Klang feiert Franz Schreker seinen ersten Erfolg.
- 11. Oktober: Die Operette Der Zigeunerprimas von Emmerich Kálmán auf ein Libretto von Fritz Grünbaum und Julius Wilhelm hat ihre Uraufführung am Johann Strauß-Theater in Wien.
- 25. Oktober: Die Erstfassung der Oper Ariadne auf Naxos von Richard Strauss mit dem Libretto von Hugo von Hofmannsthal wird im Kleinen Haus des Hoftheaters Stuttgart uraufgeführt.

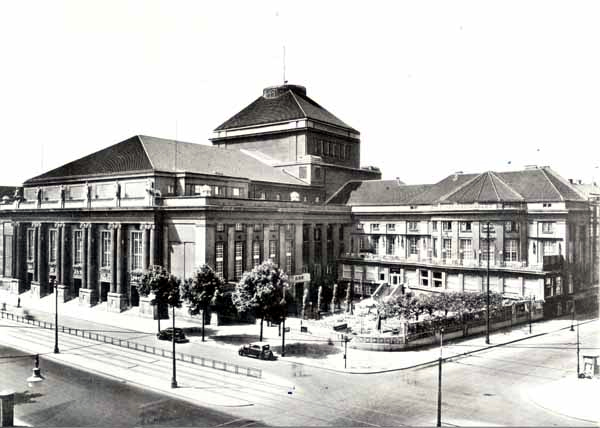
Das Deutsche Opernhaus 1912

- 07. November: Das von Heinrich Seeling erbaute Deutsche Opernhaus in Charlottenburg wird mit einer Aufführung von Ludwig van Beethovens Oper Fidelio unter der Leitung von Ignatz Waghalter eröffnet.
- 22. November: In Oslo wird Det Norske Teatret gegründet, das überwiegend Stücke in Nynorsk und norwegischen Dialekten aufführt. Die erste Leiterin ist Hulda Garborg.
- 28. November: Das Theaterstück Professor Bernhardi von Arthur Schnitzler wird mit Erfolg in Berlin uraufgeführt.
- 07. Dezember: Peterchens Mondfahrt, ein Märchenspiel in sechs Bildern von Gerdt von Bassewitz wird im Alten Theater Leipzig uraufgeführt.
- 20. Dezember: Die Uraufführung der Operette Rosenstock und Edelweiss von Franz Lehár auf ein Libretto von Julius Bauer findet im Kabarett Hölle im Keller des Theaters an der Wien in Wien statt.

#### Sonstiges

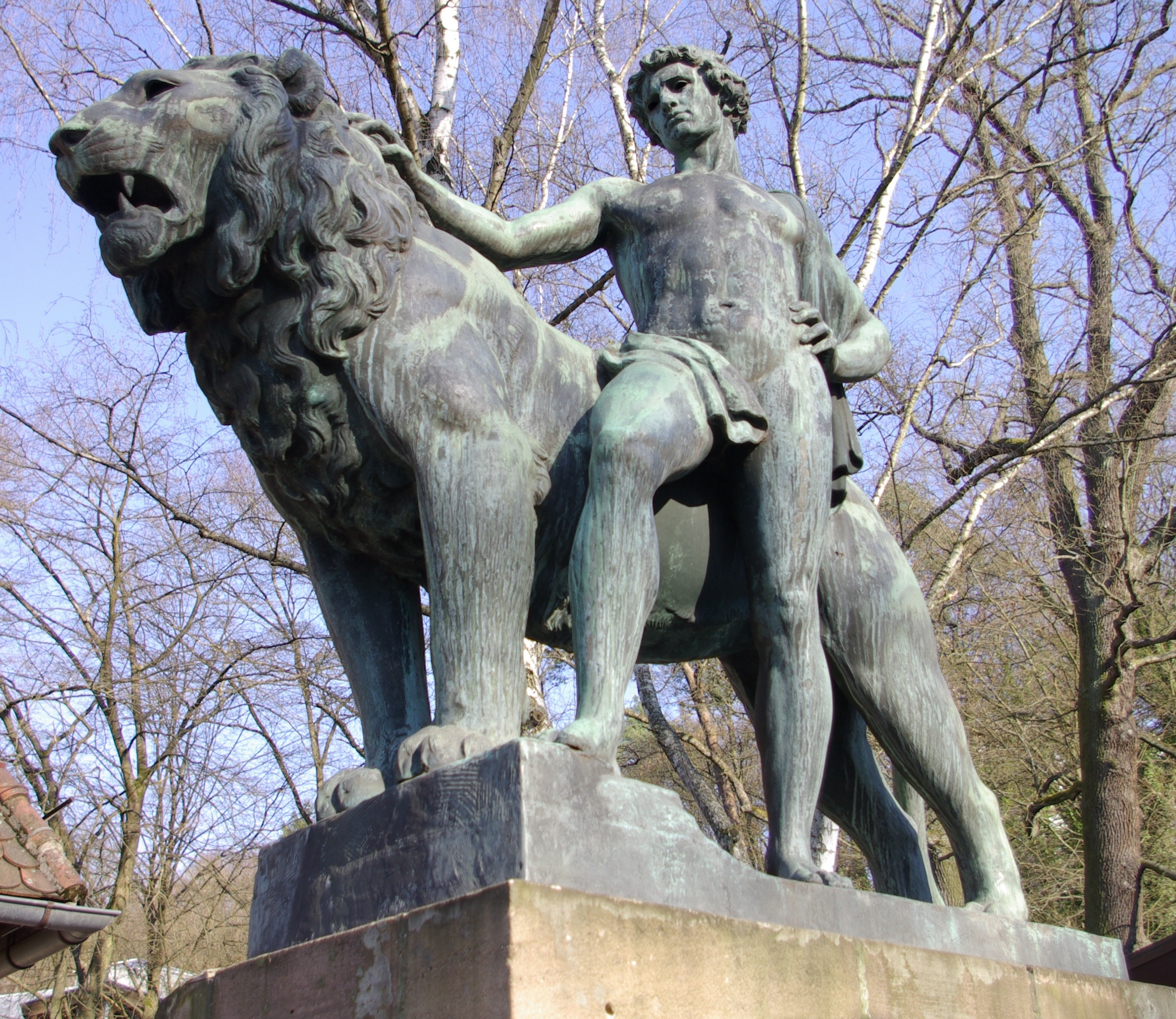
Die von Philipp Kittler gestaltete Figurengruppe mit Löwen

- 11. Mai: Der Tiergarten Nürnberg wird auf dem Gelände der Bayerischen Landesausstellung von 1906 am Luitpoldhain eröffnet.
- Mai–Juli: Bei den Olympischen Spielen in Stockholm werden auch Kunstwettbewerbe abgehalten. In der Disziplin Literatur gewinnt Pierre de Coubertin unter dem Pseudonym Georges Hohrod und Martin Eschbach die Goldmedaille für seine Ode an den Sport.
- 03. Oktober: Der Börsenverein der Deutschen Buchhändler gründet mit der Stadt Leipzig und dem Königreich Sachsen die Deutsche Bücherei.
- 06. Dezember: Der deutsche Archäologe Ludwig Borchardt entdeckt in Tell El-Amarna die 3000 Jahre alte Büste der Nofretete, Gattin des Echnaton.
- Das Deutsche Hygiene-Museum in Dresden wird eröffnet.

### Gesellschaft
- 10. August: Virginia Stephen heiratet Leonard Sydney Woolf.

### Religion
- 07. Juni: In der Enzyklika Lacrimabili statu geht Papst Pius X. auf die Situation der Indianer in Südamerika ein und fordert Bischöfe und Priester auf, sich schützend auf die Seite der Unterdrückten zu stellen.
- 24. September: Der von den deutschen Bischöfen im Gewerkschaftsstreit angerufene Papst Pius X. plädiert in der Enzyklika Singulari quadam dafür, die Mitgliedschaft katholischer Arbeiter in interkonfessionellen Gewerkschaften zu dulden.
- 13. Oktober: Die Basilika St. Anna im oberbayerischen Wallfahrtsort Altötting wird geweiht.
- 29. Oktober: Felix von Hartmann wird zum Erzbischof von Köln gewählt.
- 28. Dezember: Gründung der Anthroposophischen Gesellschaft.
- Dezember: Das Gebet des heiligen Franziskus erscheint erstmals in der französischen spirituellen Zeitung La Clochette.

### Katastrophen
- 20. März: An der Küste des australischen Bundesstaats Western Australia wird der Passagierdampfer Koombana von einem Zyklon versenkt. Alle 138 Menschen an Bord sterben
- 14. April: Um etwa 23:40 Uhr rammt der Luxusdampfer Titanic im Nordatlantik einen Eisberg. Das Schiff der White Star Line unter Kapitän Edward John Smith wird auf der Steuerbordseite aufgerissen.
- 15. April: Die Titanic versinkt um 2:20 Uhr im Atlantik. Zwischen 1490 und 1517 Menschen sterben. Die Carpathia, die als erstes beim Unglücksort eintrifft, findet nur noch Rettungsboote mit ungefähr 700 Überlebenden vor.
- 28. Juli: Landungsbrücke in Binz auf Rügen stürzt ein, 17 Tote darunter 2 Kinder
- 08. August: Durch ein Schlagwetter sterben in Bochum auf der Zeche Lothringen mehr als 110 Bergleute.
- 09. August: Bei einem Erdbeben der Stärke 7,8 im europäischen Teil des Osmanischen Reichs, dessen Epizentrum im Marmarameer liegt, kommen rund 3.000 Menschen ums Leben.

Kleinere Unglücksfälle sind in den Unterartikeln von Katastrophe und in der Liste von Katastrophen aufgeführt.

### Natur und Umwelt

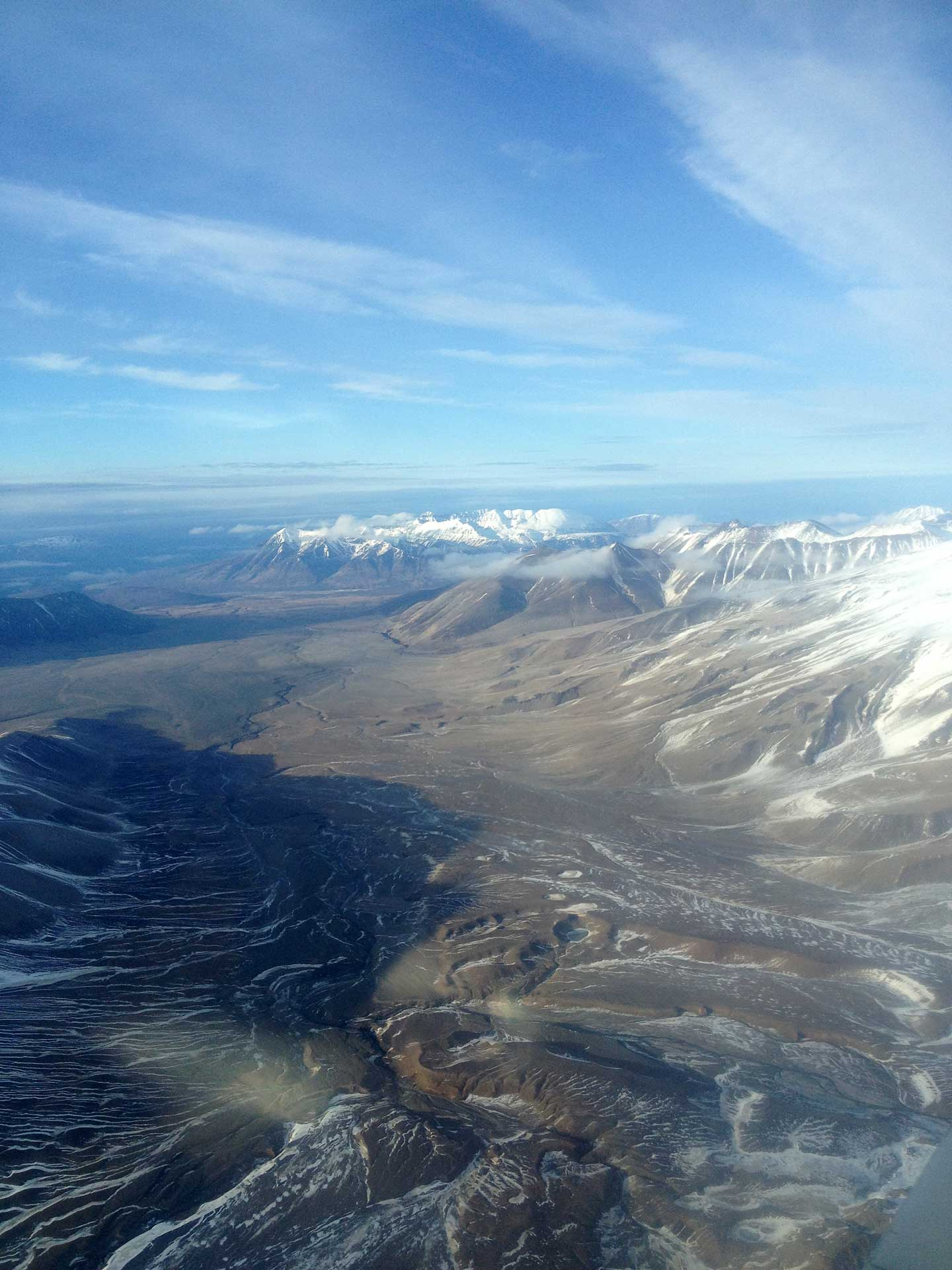
Valley of Ten Thousand Smokes

- 06. Juni bis 8. Juni: In Alaska kommt es durch den Vulkan Novarupta zum größten Vulkanausbruch des 20. Jahrhunderts. Da das Gebiet praktisch menschenleer ist, kommt kein Mensch zu Schaden. Es entsteht das Valley of Ten Thousand Smokes.
- 19. Juli: Über der Stadt Holbrook (Arizona) zerbricht ein etwa 190 Kilogramm schwerer niedergehender Meteorit in Einzelteile.

### Sport

#### Olympische Spiele
- 05. Mai: In Stockholm werden die V. Olympischen Sommerspiele eröffnet. Der Großteil der Sportveranstaltungen findet allerdings erst zwischen dem 29. Juni und 27. Juli statt.
- 10. November: Das Deutsche Sportabzeichen wird von der Hauptversammlung des Deutschen Reichsausschusses für Olympische Spiele unter dem Namen Auszeichnung für vielfältige Leistung auf dem Gebiet der Leibesübungen geschaffen.

#### Vereinsgründungen
- 02. April: Durch die Fusion des 1893 gegründeten Stuttgarter FV 93 mit dem Fußballverein Kronen-Club Cannstatt entsteht in Stuttgart-Cannstatt der Verein für Bewegungsspiele Stuttgart 1893 e. V..
- 05. Mai: Der österreichische Fußballverein SV Ried wird gegründet.
- 17. Juli: Die International Amateur Athletics Federation (heute: World Athletics) wird in Stockholm als Dachverband der nationalen Leichtathletik-Verbände gegründet.
- 29. November: Der Fußballclub Amisia Meppen wird gegründet.
- 22. Dezember: In der Lombardei wird der Fußballverein Calcio Lecco gegründet.

#### Sonstiges
- 18. Mai: Der US-Amerikaner George Horine überquert in Palo Alto im Hochsprung als Erster die Höhe von zwei Metern.
- Holstein Kiel wird deutscher Meister im Fußball.

Einträge von Leichtathletik-Weltrekorden siehe unter der jeweiligen Disziplin in den Listen für Herren-Rekorde bis 1970 bzw. Damen-Rekorde bis 1970. Die erste offizielle Weltrekord-Liste wurde allerdings erst 1914 veröffentlicht.

### Nobelpreise
| Preis                                   | Person                        | Land                                                                            | Begründung für die Preisvergabe | Bild              |
| --------------------------------------- | ----------------------------- | ------------------------------------------------------------------------------- | --- | ----------------- |
| Nobelpreis für Physik                   | Gustaf Dalén (1869–1937)      | Schweden                                                                        | „für seine Erfindung selbstwirkender Regulatoren, die in Kombination mit Gasakkumulatoren zur Beleuchtung von Leuchttürmen und Leuchttonnen verwendet werden“                                            | Gustaf Dalén      |
| Nobelpreis für Chemie                   | Victor Grignard (1871–1935)   | Frankreich                                                                      | „für das von ihm aufgefundene sog. Grignard’sche Reagenz, das in den letzten Jahren in hohem Grad den Fortschritt der organischen Chemie gefördert hat“                                                  | Victor Grignard   |
| Nobelpreis für Chemie                   | Paul Sabatier (1854–1941)     | Frankreich                                                                      | „für seine Methode, organische Verbindungen bei Gegenwart fein verteilter Metalle zu hydrieren, wodurch der Fortschritt der organischen Chemie in den letzten Jahren in hohem Grad gefördert worden ist“ | Paul Sabatier     |
| Nobelpreis für Physiologie oder Medizin | Alexis Carrel (1873–1944)     | Frankreich                                                                      | „als Anerkennung seiner Arbeiten über die Gefäßnaht sowie über Gefäß- und Organtransplantationen“ | Alexis Carrel     |
| Nobelpreis für Literatur                | Gerhart Hauptmann (1862–1946) | Deutsches Reich (geboren in Ober Salzbrunn, Königreich Preußen, Deutscher Bund) | „vornehmlich für seine reiche, vielseitige, hervorragende Wirksamkeit auf dem Gebiete der dramatischen Dichtung“                                                                                         | Gerhart Hauptmann |
| Friedensnobelpreis (verliehen 1913)     | Elihu Root (1845–1937)        | Vereinigte Staaten                                                              | Autor verschiedener Schiedsverträge | Elihu Root        |

## Geboren

### Januar

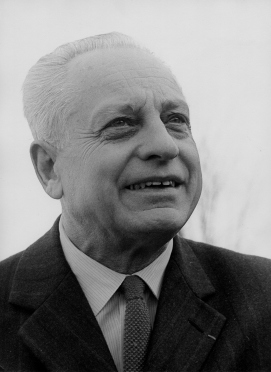
André Amellér (1980)

- 01. Januar: Chertek Amyrbitowna Antschimaa-Toka, tuwinische Politikerin († 2008)
- 01. Januar: Vittorio Belmondo, italienischer Unternehmer, Industrieller und Automobilrennfahrer († 1962)
- 01. Januar: Rafael Sánchez Cestero, dominikanischer Sänger († 1999)
- 02. Januar: André Amellér, französischer Komponist und Musikpädagoge († 1990)
- 02. Januar: Jaspar von Oertzen, deutscher Schauspieler, Regisseur, Autor und Politiker († 2008)
- 02. Januar: Barbara Pentland, kanadische Komponistin († 2000)
- 03. Januar: Wolf von Aichelburg, rumänisch-deutscher Schriftsteller († 1994)
- 03. Januar: Federico Borrell García, spanischer Soldat († 1936)
- 03. Januar: Abdel Moneim Wahibi, ägyptischer Basketballspieler, -schiedsrichter und Sportfunktionär († 1988)
- 04. Januar: Marta Hoepffner, deutsche Fotografin († 2000)
- 04. Januar: Stephen McGill, schottischer Bischof († 2005)
- 05. Januar: Klaus Buhé, deutscher Ingenieur, Jazz-Gitarrist, Banjospieler, Saxophonist, freischaffender Komponist und Musikpädagoge († 1996)
- 05. Januar: Doris Carter, australische Hochspringerin († 1999)
- 06. Januar: Celso Emilio Ferreiro, spanisch-galicischer Schriftsteller und Journalist († 1979)
- 06. Januar: Pawoł Nowotny, sorbischer Literaturhistoriker und Volkskundler († 2010)
- 06. Januar: Hans Richter-Haaser, deutscher Pianist († 1980)
- 07. Januar: Charles Samuel Addams, US-amerikanischer Cartoonist († 1988)
- 07. Januar: Günter Wand, deutscher Dirigent († 2002)
- 08. Januar: José Ferrer, puerto-ricanischer Schauspieler, Regisseur († 1992)
- 08. Januar: Lawrence E. Walsh, US-amerikanischer Jurist († 2014)
- 09. Januar: Juliette Huot, kanadische Schauspielerin († 2001)
- 09. Januar: Ernst Kolb, österreichischer Politiker und Jurist († 1978)
- 09. Januar: Elias Zoghbi, ägyptischer, melkitisch griechisch-katholischer Alterzbischof von Baalbek († 2008)
- 10. Januar: Maria Mandl, österreichische Wächterin im Vernichtungslager Auschwitz-Birkenau († 1948)
- 12. Januar: Pipí Franco, dominikanischer Sänger und Komponist († 1978)
- 12. Januar: Dinmuchamed Kunajew, sowjetischer Politiker († 1993)
- 13. Januar: Rose Girone, US-amerikanische Supercentenarian († 1912)
- 14. Januar: Rudolf Hagelstange, deutscher Schriftsteller († 1984)
- 14. Januar: Tillie Olsen, US-amerikanische Schriftstellerin († 2007)
- 15. Januar: Michel Debré, französischer Politiker († 1996)
- 15. Januar: Horace Lindrum, australischer Snooker- und Billardspieler († 1974)
- 16. Januar: Heinrich Drimmel, österreichischer Politiker und Jurist († 1991)
- 16. Januar: Fritz Eisenhuth, deutscher Agrarwissenschaftler und Hochschullehrer († 1991)
- 16. Januar: Franz Tumler, österreichischer Schriftsteller († 1998)
- 16. Januar: Guo Jie, chinesischer Leichtathlet († 2015)
- 17. Januar: Bob Zurke, US-amerikanischer Jazzmusiker (Pianist, Komponist) († 1944)
- 18. Januar: René Gabriëls, belgischer Karambolageweltmeister und Billardtischhersteller († 1982)
- 18. Januar: Ivan A. Getting, US-amerikanischer Physiker († 2003)
- 18. Januar: Wilhelm Herz, deutscher Motorradrennfahrer, Motorradweltrekordhalter († 1998)
- 18. Januar: Daniel T. McCarty, US-amerikanischer Politiker († 1953)
- 18. Januar: Wendell H. Meade, US-amerikanischer Politiker († 1986)
- 19. Januar: Leonid Witaljewitsch Kantorowitsch, Nobelpreisträger für Wirtschaftswissenschaften († 1986)
- 20. Januar: Egon Schein, deutscher Leichtathlet und Olympiateilnehmer († 1977)
- 21. Januar: Konrad Bloch, deutscher Biochemiker und Nobelpreisträger († 2000)
- 21. Januar: Petermax Müller, deutscher Automobilrennfahrer und -händler († 2002)
- 22. Januar: Francisco Cabañas, mexikanischer Boxer († 2002)
- 23. Januar: Susan French, US-amerikanische Schauspielerin († 2003)
- 25. Januar: Lucho Bermúdez, kolumbianischer Komponist († 1994)
- 27. Januar: Marc Daniels, US-amerikanischer Filmregisseur, Filmproduzent und Drehbuchautor († 1989)
- 28. Januar: Ursula Herking, deutsche Schauspielerin († 1974)
- 28. Januar: Jackson Pollock, US-amerikanischer Maler († 1956)
- 30. Januar: Helmut Hugo Alfred Augustin, deutscher Pfarrer († 1952)
- 30. Januar: Barbara Tuchman, US-amerikanische Reporterin und Autorin († 1989)
- 00. Januar: Isser Harel, israelischer Geheimdienstchef († 2003)

### Februar
- 01. Februar: Albin Kitzinger, deutscher Fußballspieler († 1970)
- 01. Februar: August Sturm, österreichischer Turner († 1990)
- 02. Februar: Millvina Dean, Überlebende des Titanicuntergangs († 2009)
- 02. Februar: Hans Leussink, deutscher Bundesminister für Bildung und Wissenschaft († 2008)
- 03. Februar: Odysseas Angelis, griechischer Offizier und Politiker († 1987)
- 03. Februar: Dan Kazuo, japanischer Schriftsteller († 1976)
- 03. Februar: Colin Richardson, britischer Autorennfahrer († 1984)
- 04. Februar: Jaroslav Netušil, tschechoslowakischer Autorennfahrer († 1982)
- 04. Februar: Louis-Albert Kardinal Vachon, Erzbischof von Quebec († 2006)
- 05. Februar: Tex Atchison, US-amerikanischer Country-Musiker († 1982)
- 06. Februar: Eva Braun, Lebensgefährtin und Ehefrau von Adolf Hitler († 1945)
- 07. Februar: Helmut Angermeyer, deutscher Theologe († 1992)
- 07. Februar: Lev Aronson, deutscher Cellist, Cellolehrer und Komponist († 1988)
- 07. Februar: Alfred Desenclos, französischer Komponist († 1971)
- 07. Februar: Franz Fuchs, österreichischer Politiker und Landtagsabgeordneter († 1968)
- 07. Februar: Matthias Heidemann, deutscher Fußballspieler († 1970)
- 07. Februar: Roy Sullivan, Überlebender von sieben Blitzeinschlägen († 1983)
- 08. Februar: Horst Ademeit, deutscher Militärpilot († 1944)
- 08. Februar: Šimon Jurovský, tschechischer Komponist († 1963)
- 09. Februar: Futabayama Sadaji, japanischer Sumōringer und der 35. Yokozuna († 1968)
- 10. Februar: Herbert Baum, deutsch-jüdischer Widerstandskämpfer gegen den Nationalsozialismus († 1942)
- 11. Februar: Juan Carlos Aramburu, Erzbischof von Tucumán und Buenos Aires († 2004)
- 11. Februar: Rudolf Firkušný, tschechischer Pianist († 1994)
- 11. Februar: Rudolf Stahl, deutscher Feldhandballspieler († 1984)
- 12. Februar: Keith Bissell, kanadischer Komponist, Dirigent und Musikpädagoge († 1992)
- 12. Februar: Takeda Taijun, japanischer Schriftsteller († 1976)
- 13. Februar: Antonia Pozzi, italienische Dichterin († 1938)
- 14. Februar: Josef Schwammberger, SS-Oberscharführer († 2004)
- 15. Februar: Pietro Ferraris, italienischer Fußballspieler († 1991)
- 15. Februar: Karl Kreutzberg, deutscher Handballspieler († 1977)
- 16. Februar: Isaac Nemiroff, US-amerikanischer Komponist, Musikpädagoge und -Wissenschaftler († 1977)
- 16. Februar: Peggie Sampson, kanadische Cellistin, Gambistin und Musikpädagogin († 2004)
- 17. Februar: Andre Norton, US-amerikanische Schriftstellerin († 2005)
- 18. Februar: Heinz Kühn, deutscher Politiker und Ministerpräsident von Nordrhein-Westfalen († 1992)
- 19. Februar: Viktoras Ašmenskas, litauischer Ingenieur, Segelflieger, Pilot und Widerstandskämpfer († 2016)
- 19. Februar: Thomas Mancuso, US-amerikanischer Mediziner († 2004)
- 20. Februar: Pierre Boulle, französischer Schriftsteller († 1994)
- 20. Februar: Muriel Humphrey, US-amerikanische Senatorin und Politikergattin († 1998)
- 21. Februar: Sally Kessler, deutscher Kommunalpolitiker und Überlebender des Holocaust († 1985)
- 23. Februar: Aenne Brauksiepe, deutsche Politikerin († 1997)
- 24. Februar: Ida Krehm, kanadische Pianistin, Dirigentin und Musikpädagogin († 1998)
- 24. Februar: Ulrich de Maizière, Generalinspekteur der Bundeswehr († 2006)
- 25. Februar: Émile Allais, französischer Skirennläufer († 2012)
- 25. Februar: Eugen Kipp junior, deutscher Fußballspieler
- 26. Februar: Hans Sachs, deutscher Oberstaatsanwalt († 1993)
- 26. Februar: István Vincze, ungarischer Mathematiker († 1999)
- 27. Februar: Lawrence Durrell, britischer Schriftsteller († 1990)
- 27. Februar: Eliška Kleinová, tschechische Klavierpädagogin († 1999)
- 28. Februar: Clara Petacci, Freundin von Benito Mussolini († 1945)
- 29. Februar: Gaetano Amata, italienischer Filmschaffender

### März

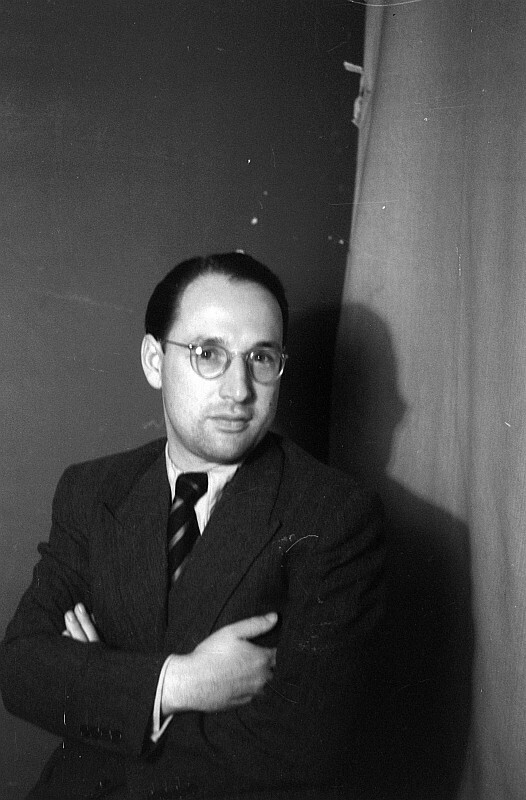
Klaus Gysi, 1946

- 01. März: Walter Davis, US-amerikanischer Blues-Musiker († 1963)
- 01. März: Mario Genta, italienischer Fußballspieler († 1993)

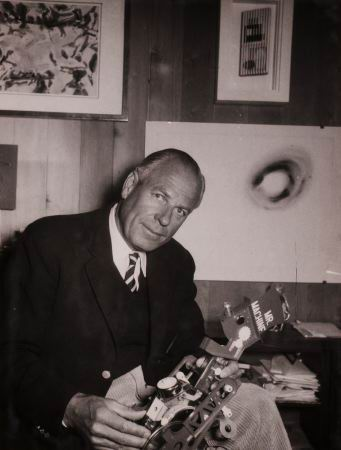
Teto Ahrenberg

- 02. März: Teto Ahrenberg, schwedischer Unternehmer und Kunstsammler († 1989)
- 03. März: Lauro Amadò, Schweizer Fußballspieler († 1971)
- 03. März: Klaus Gysi, deutscher Politiker, Minister für Kultur († 1999)
- 04. März: Afro Basaldella, italienischer Maler († 1976)
- 04. März: Willy Steuri, Schweizer Skirennfahrer († 1978)
- 05. März: Francis David Langhorne Astor, britischer Journalist und Zeitungsverleger († 2001)
- 06. März: Bořivoj Zeman, sowjetischer Filmregisseur und Drehbuchautor († 1991)
- 07. März: Willy Schröder, deutscher Leichtathlet und Olympiateilnehmer († 1990)
- 08. März: Aloys Odenthal, Widerstandskämpfer in der Zeit des Nationalsozialismus († 2003)
- 08. März: Preston Smith, US-amerikanischer Politiker († 2003)
- 08. März: Meldrim Thomson, US-amerikanischer Politiker († 2001)
- 10. März: Paul Janes, deutscher Fußballspieler († 1987)
- 11. März: Karl Kleinjung, Stasi-General († 2003)
- 11. März: Hanns-Gero von Lindeiner, deutscher Forstmann, Jäger, Diplomat und Politiker († 1984)
- 11. März: Veva Tončić, österreichische bildende Künstlerin († 1992)
- 12. März: Joel Mason, US-amerikanischer American-Football-Spieler, Basketballtrainer († 1995)
- 12. März: Sixten Sason, schwedischer Fahrzeugdesigner († 1967)
- 12. März: Bruno Uher, österreichischer Komponist († 1976)
- 13. März: Olga Nikolajewna Anstej, russische Schriftstellerin, Lyrikerin und Übersetzerin († 1985)
- 13. März: Félix Morisseau-Leroy, haitianischer Schriftsteller († 1998)
- 13. März: Carl Raddatz, deutscher Film- und Theaterschauspieler († 2004)
- 14. März: John Amery, britischer Faschist († 1945)
- 14. März: Les Brown, US-amerikanischer Big-Band-Leader († 2001)
- 14. März: Werner-Viktor Toeffling, Maler und Bühnenbildner († 2001)
- 14. März: W. Willard Wirtz, US-amerikanischer Politiker († 2010)
- 15. März: Louis Paul Boon, belgischer Schriftsteller († 1979)
- 15. März: Lightnin’ Hopkins, US-amerikanischer Country Blues-Gitarrist († 1982)
- 15. März: Leopold Schmidt, österreichischer Volkskundler, Kulturwissenschaftler und Erzählforscher († 1981)
- 16. März: Clyde Elmer Anderson, US-amerikanischer Politiker († 1998)
- 16. März: Josef Arents, deutscher Radrennfahrer († 1984)
- 17. März: Benno Adolph, deutscher Mediziner († 1967)
- 17. März: W. Haydon Burns, US-amerikanischer Politiker († 1987)
- 17. März: Joe Stydahar, US-amerikanischer American-Football-Spieler und -Trainer († 1977)
- 17. März: Fidel Wagner, deutscher Skilangläufer und Nordischer Kombinierer († 1945)
- 19. März: Adolf Adam, deutscher Prälat, Pastoraltheologe und Liturgiewissenschaftler († 2005)
- 19. März: Sophie Bothilde Jensen, deutsch-dänische Malerin († 2007)
- 19. März: Donald Johan Kuenen, niederländischer Biologe († 1995)
- 19. März: Adolf Galland, deutscher Luftwaffenoffizier und Jagdflieger († 1996)
- 20. März: Harry F. Klinefelter, US-amerikanischer Endokrinologe († 1990)
- 21. März: André Laurendeau, kanadischer Schriftsteller, Essayist, Journalist und Politiker († 1968)
- 22. März: Karl Malden, US-amerikanischer Schauspieler († 2009)
- 22. März: Agnes Martin, US-amerikanische Künstlerin († 2004)

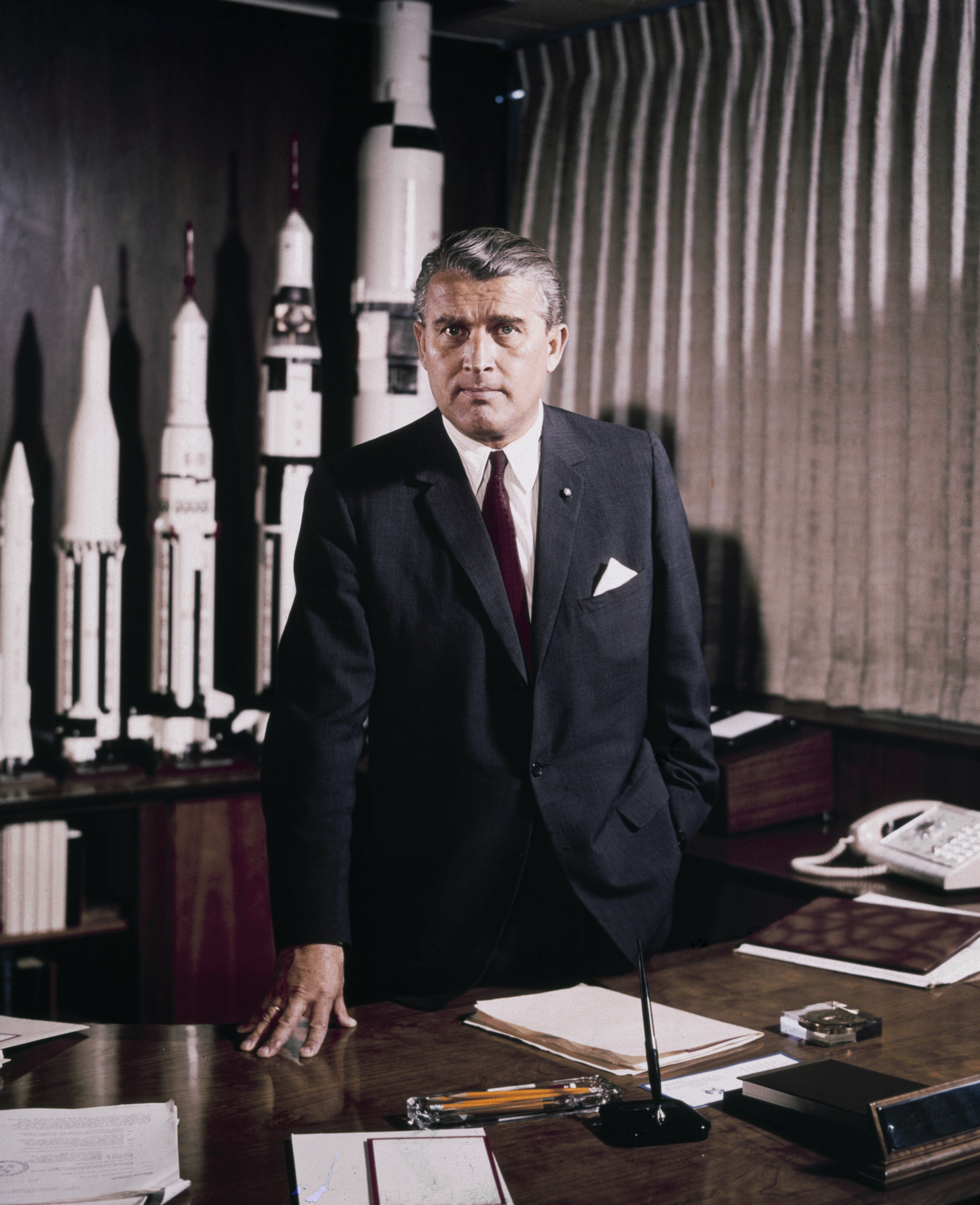
Wernher von Braun, 1964

- 23. März: Wernher von Braun, deutsch-amerikanischer Raketentechniker, Raumfahrtpionier († 1977)
- 25. März: Melita Norwood, sowjetische Spionin († 2005)
- 25. März: Shimamura Toshimasa, japanischer Schriftsteller († 1981)

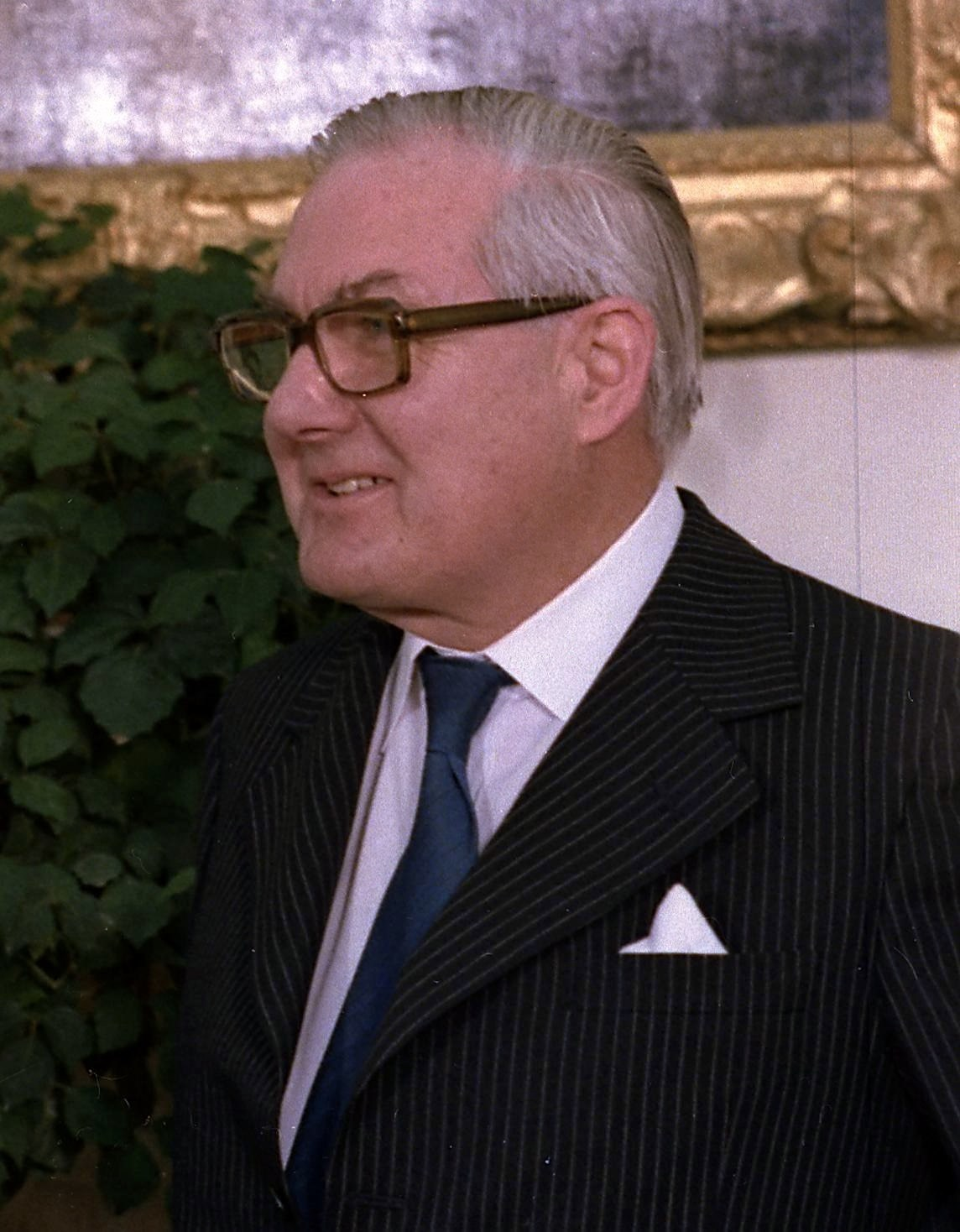
James Callaghan

- 27. März: James Callaghan, britischer Premierminister († 2005)
- 27. März: Fernand Ciatti, luxemburgischer Boxer († 1989)
- 28. März: Léon-Gontran Damas, guyanischer Schriftsteller († 1978)
- 28. März: Marina Michailowna Raskowa, sowjetische Pilotin († 1943)
- 29. März: Ernst von Delius, deutscher Automobilrennfahrer († 1937)
- 29. März: Izydor Gąsienica-Łuszczek, polnischer nordischer Skisportler († 1992)
- 29. März: Hanna Reitsch, deutsche Flugpionierin und Fliegerin († 1979)
- 31. März: Hermann Höcherl, deutscher Politiker († 1989)

### April
- 01. April: Léon Dernier, belgischer Automobilrennfahrer († 1969)
- 01. April: Yoshida Ken’ichi, japanischer Schriftsteller († 1977)
- 01. April: Joseph Parecattil, Erzbischof von Ernakulam und Kardinal († 1987)
- 01. April: Edmund Sundhoff, deutscher Wirtschaftswissenschaftler († 1998)
- 03. April: Rudolf Alexander Agricola, deutscher Bildhauer († 1990)
- 03. April: Richard Alan John Asher, britischer Mediziner († 1969)
- 04. April: Wilfried de Beauclair, deutscher Ingenieur und Informatiker († 2020)
- 05. April: Ricardo Manuel Arias Espinoza, 29. Staatspräsident von Panama († 1993)
- 05. April: Carlos Guastavino, argentinischer Komponist († 2000)
- 06. April: David Lloyd, walisischer Sänger (Tenor) († 1969)
- 06. April: Hans Sautter, deutscher Ophthalmologe († 1984)
- 06. April: Robert Schollemann, französischer Automobilrennfahrer († 2008)
- 06. April: Endre Székely, ungarischer Komponist († 1989)
- 06. April: Oscar Thiffault, kanadischer Folksänger († 1998)
- 08. April: Alois Brunner, SS-Organisator des Massenmordes an den Juden in Wien, Griechenland und Frankreich († unbekannt)
- 08. April: Walentin Chorell, finnlandschwedischer Schriftsteller und Drehbuchautor († 1983)
- 08. April: Sonja Henie, norwegische Eiskunstläuferin († 1969)
- 09. April: Lew Sinowjewitsch Kopelew, russischer Schriftsteller († 1997)
- 09. April: Franz Seybold, deutscher Fußballspieler und -trainer († 1978)
- 11. April: Gusti Wolf, österreichische Kammerschauspielerin († 2007)
- 11. April: Luise Schapp, deutsche Politikerin (CDU) († 2016)
- 12. April: Fritz Arlt, deutscher Funktionär († 2004)
- 13. April: Antonie Bitsch, deutsche Malerin († 1989)
- 13. April: Bernhard von Glisczynski, deutscher Architekt († 1992)
- 14. April: Edward Astley, britischer Adliger († 2007)
- 14. April: Joie Chitwood, US-amerikanischer Automobilrennfahrer († 1988)
- 14. April: Robert Doisneau, französischer Fotograf († 1994)
- 14. April: Béla Király, ungarischer General und Historiker († 2009)
- 15. April: Kim Il-sung, kommunistischer Machthaber Nordkoreas († 1994)
- 17. April: Marta Eggerth, ungarische Operettensängerin und Filmschauspielerin († 2013)
- 18. April: Hermann Arnold, deutscher Medizinalbeamter († 2005)
- 18. April: Karl Merz, deutscher Fußballspieler
- 18. April: Max Waldmeier, Schweizer Astronom und Sonnenforscher († 2000)
- 19. April: Carl Heinz Löwen, deutscher Arzt († 1997)

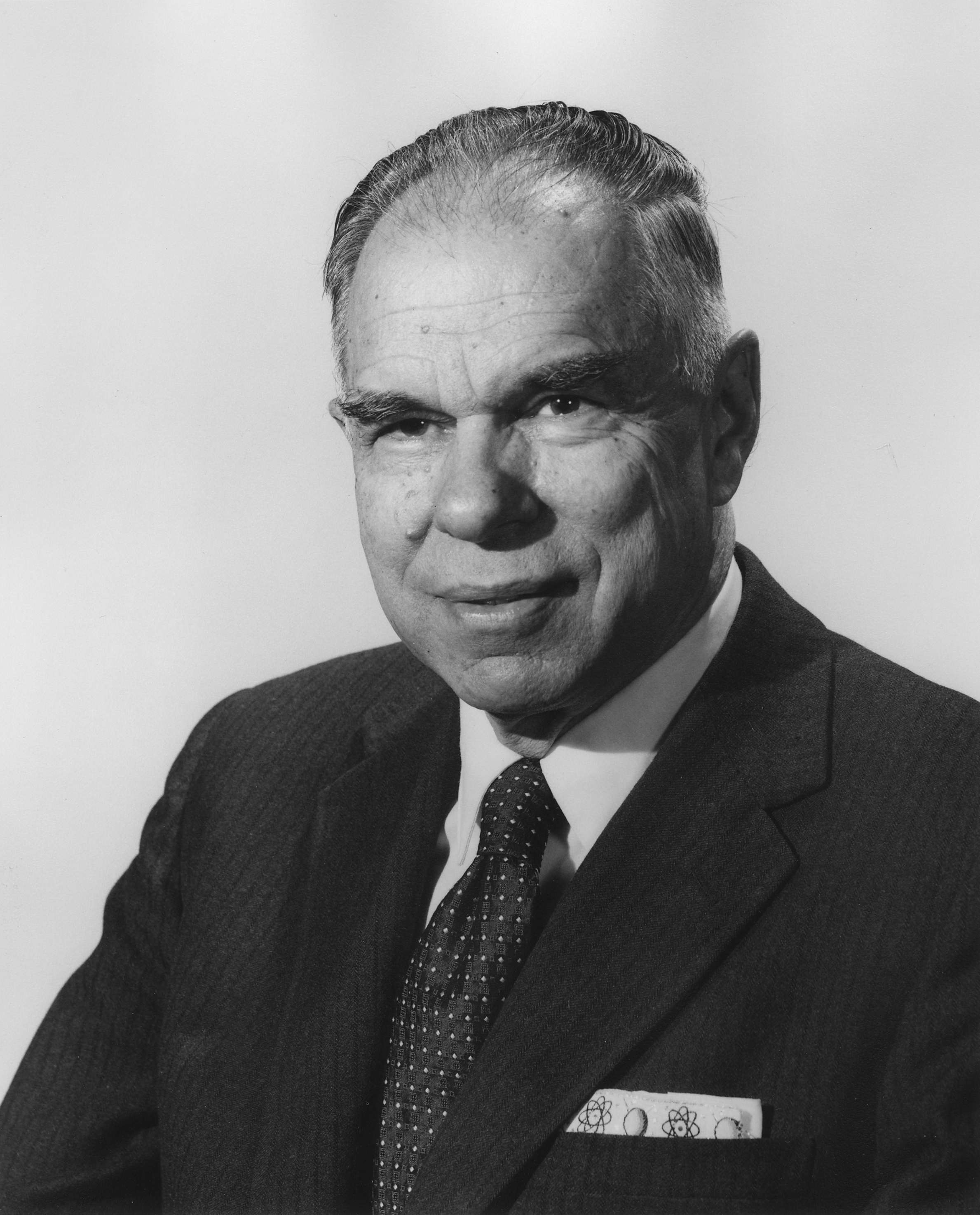
Glenn T. Seaborg

- 19. April: Glenn T. Seaborg, US-amerikanischer Chemiker und Atomphysiker († 1999)
- 19. April: Gerhart Ziller, Minister für Maschinenbau und Minister für Schwermaschinenbau der DDR († 1957)
- 21. April: Eve Arnold, US-amerikanische Fotografin († 2012)
- 21. April: Feike Pieter Asma, niederländischer Organist, Dirigent und Komponist († 1984)
- 21. April: Marcel Camus, französischer Regisseur († 1982)
- 21. April: Felipe Bojalil Gil, mexikanischer Sänger und Komponist († 1956)
- 21. April: Hermann Withalm, österreichischer Politiker († 2003)
- 22. April: Helmut Artzinger, deutscher Politiker († 1996)
- 22. April: Kathleen Ferrier, englische Sängerin († 1953)
- 22. April: Shindō Kaneto, japanischer Filmregisseur und Drehbuchautor († 2012)
- 23. April: Bernard Brindel, US-amerikanischer Komponist, Musikpädagoge und Geiger († 1997)
- 24. April: Franz Eckerle, deutscher Offizier und Kunstflieger († 1942)
- 25. April: Peter Surava, Schweizer Journalist († 1995)
- 26. April: Alfred Elton van Vogt, kanadischer Science-Fiction-Autor († 2000)
- 27. April: Jean Danne, französischer Automobilrennfahrer († 1959)
- 27. April: Paraschkew Chadschiew, bulgarischer Komponist († 1992)
- 27. April: Zohra Segal, indische Tänzerin und Schauspielerin († 2014)
- 28. April: József Sir, ungarischer Sprinter und Olympionike († 1996)
- 29. April: Margarete Arnhold, deutsche Pädagogin und Politikerin († 2003)
- 29. April: Werner Hahlweg, deutscher Militärhistoriker und Militärwissenschaftler († 1989)
- 29. April: Moshe Landau, israelischer Richter († 2011)
- 29. April: Karl Lottes, deutscher Motorradrennfahrer († 1997)
- 30. April: Rudolf Pörtner, deutscher Schriftsteller und Historiker († 2001)

### Mai

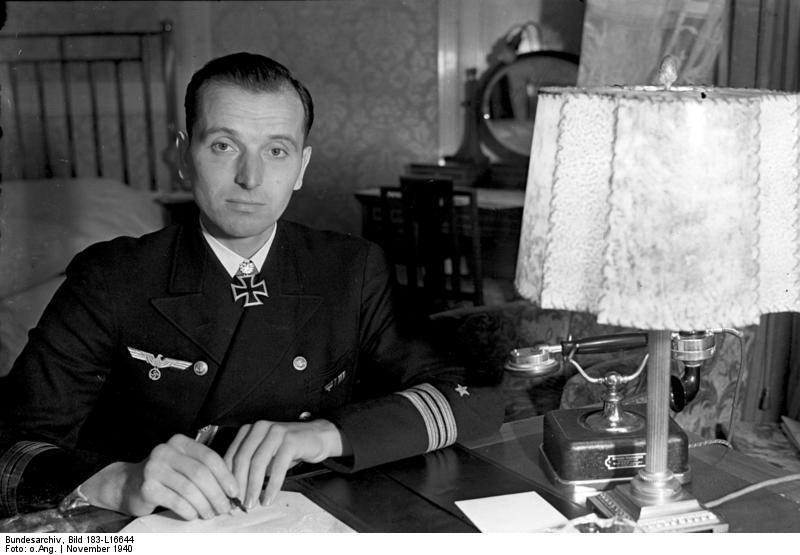
Otto Kretschmer (1940)

- 01. Mai: Eugene Kash, kanadischer Geiger, Dirigent und Musikpädagoge († 2004)
- 01. Mai: Otto Kretschmer, deutscher U-Boot-Kommandant († 1998)
- 02. Mai: Karl Adam, deutscher Rudertrainer († 1976)
- 02. Mai: Axel Springer, Gründer und Inhaber des Axel Springer-Verlags († 1985)
- 02. Mai: Marten Toonder, niederländischer Comiczeichner († 2005)
- 03. Mai: Virgil Keel Fox, US-amerikanischer Organist († 1980)
- 03. Mai: Ubaldo Monico, Schweizer Pädagoge und Künstler († 1983)
- 03. Mai: Felix Slavik, österreichischer Mechaniker und Politiker († 1980)
- 05. Mai: William Dale Archerd, US-amerikanischer Serienmörder († 1977)
- 05. Mai: Peter Jokostra, Schriftsteller und Literaturkritiker († 2007)
- 06. Mai: Ellen Müller-Preis, österreichische Florettfechterin († 2007)
- 07. Mai: Herbert Agricola, deutscher Maler, Grafiker und Plakatkünstler († 1998)
- 07. Mai: Sitson Ma, chinesischer Violinvirtuose und Komponist († 1987)
- 08. Mai: Guillermo Abadía Morales, kolumbianischer Folklorist († 2010)
- 08. Mai: Gertrud Fussenegger, österreichische Schriftstellerin († 2009)
- 09. Mai: Pedro Gregorio Armendáriz Hastings, mexikanischer Schauspieler († 1963)
- 09. Mai: Arnošt Kreuz, tschechoslowakischer Fußballspieler († 1974)
- 09. Mai: Lilly Kröhnert, deutsche Malerin und Bildhauerin († 1996)
- 09. Mai: Frank Seiboth, deutscher Politiker († 1994)
- 10. Mai: Adrian Aeschbacher, Schweizer Pianist († 2002)
- 12. Mai: Archibald Cox, US-amerikanischer Jurist, Sonderermittler in der Watergate-Affäre († 2004)
- 13. Mai: Gil Evans, kanadischer Jazzmusiker († 1988)
- 13. Mai: Ernst Hess, Schweizer Dirigent, Komponist und Musikwissenschaftler († 1968)
- 13. Mai: Hans-Werner von Massow, deutscher Fernschachfunktionär († 1988)
- 15. Mai: Arthur Victor Berger, US-amerikanischer Komponist, Musikpädagoge und -kritiker († 2003)
- 15. Mai: Max Kämpf, Schweizer Maler und Zeichner († 1982)
- 16. Mai: Pjotr Andrejewitsch Abrassimow, Botschafter der UdSSR in der DDR († 2009)
- 16. Mai: Alfred Aston, französischer Fußballspieler († 2003)
- 16. Mai: Studs Terkel, US-amerikanischer Schriftsteller und Radiomoderator († 2008)
- 17. Mai: Friedrich Arnold, deutscher Politiker († 1969)
- 17. Mai: Ace Parker, US-amerikanischer American-Football-Spieler († 2013)
- 17. Mai: Sándor Végh, französischer Dirigent und Violinist ungarischer Abstammung († 1997)
- 17. Mai: Percy Young, britischer Musikschriftsteller und Komponist († 2004)
- 18. Mai: Richard Brooks, US-amerikanischer Regisseur († 1992)
- 18. Mai: Perry Como, US-amerikanischer Sänger († 2001)
- 18. Mai: Hermann Langbein, Gerechter unter den Völkern († 1995)
- 18. Mai: Georg von Opel, deutscher Automobilunternehmer und Sportfunktionär († 1971)
- 18. Mai: Walter Sisulu, südafrikanischer Politiker und Antiapartheid-Kämpfer († 2003)
- 19. Mai: Alice Franz, deutsche Schauspielerin und Synchronsprecherin († 2011)
- 19. Mai: Wilhelm Hofmeister, deutscher Designer († 1978)
- 19. Mai: Pietro Palazzini, Kardinal der römisch-katholischen Kirche († 2000)
- 20. Mai: Nereo Rocco, italienischer Fußballspieler und -trainer († 1979)
- 21. Mai: Pedro Ortiz Dávila, puerto-ricanischer Sänger († 1986)
- 22. Mai: Herbert Charles Brown, US-amerikanisch-britischer Chemiker, Nobelpreisträger († 2004)
- 23. Mai: Harry Åhman, schwedischer Fernschachmeister und Schachorganisator († 1992)
- 23. Mai: Jean Françaix, französischer Pianist und Komponist († 1997)
- 23. Mai: Hugo Haß, deutscher Generalmajor († 2000)
- 24. Mai: Alfred Andriola, US-amerikanischer Comiczeichner († 1983)
- 24. Mai: Joseph Deuster, US-amerikanischer Schauspieler, Regisseur und Tänzer († 1993)
- 24. Mai: Nguyen Loc, Begründer der vietnamesischen Kampfkunst Vovinam Viêt Võ Dao († 1960)
- 25. Mai: Stephen Ailes, US-amerikanischer Politiker († 2001)
- 25. Mai: Marshall Wayne, US-amerikanischer Wasserspringer und Olympiasieger († 1999)
- 26. Mai: János Kádár, ungarischer kommunistischer Politiker († 1989)
- 26. Mai: Paul J. Krebs, US-amerikanischer Politiker († 1996)
- 27. Mai: John Cheever, US-amerikanischer Schriftsteller († 1982)
- 28. Mai: Jos Hanniken, belgischer Komponist und Dirigent († 1998)
- 28. Mai: Tom Scott, US-amerikanischer Komponist und Sänger († 1961)
- 28. Mai: Patrick White, australischer Literaturnobelpreisträger († 1990)
- 30. Mai: Lydia Auster, estnische Komponistin († 1993)
- 30. Mai: Julius Axelrod, US-amerikanischer Mediziner und Neurochemiker († 2004)
- 30. Mai: Hugh Griffith, britischer Schauspieler († 1980)
- 31. Mai: Alfred Amstad, Schweizer Bergsteiger († 1973)
- 31. Mai: Alfred Deller, englischer Sänger († 1979)
- 31. Mai: Dave O’Brien, US-amerikanischer Schauspieler, Drehbuchautor und Regisseur († 1969)
- 31. Mai: Otto Kurth, deutscher Schauspieler und Regisseur († 1996)
- 31. Mai: Georgi Iwanowitsch Petrow, russischer Ingenieur († 1987)
- 31. Mai: Martin Schwarzschild, US-amerikanischer Astrophysiker († 1997)
- 31. Mai: Chien-Shiung Wu, chinesisch-US-amerikanische Physikerin († 1997)

### Juni

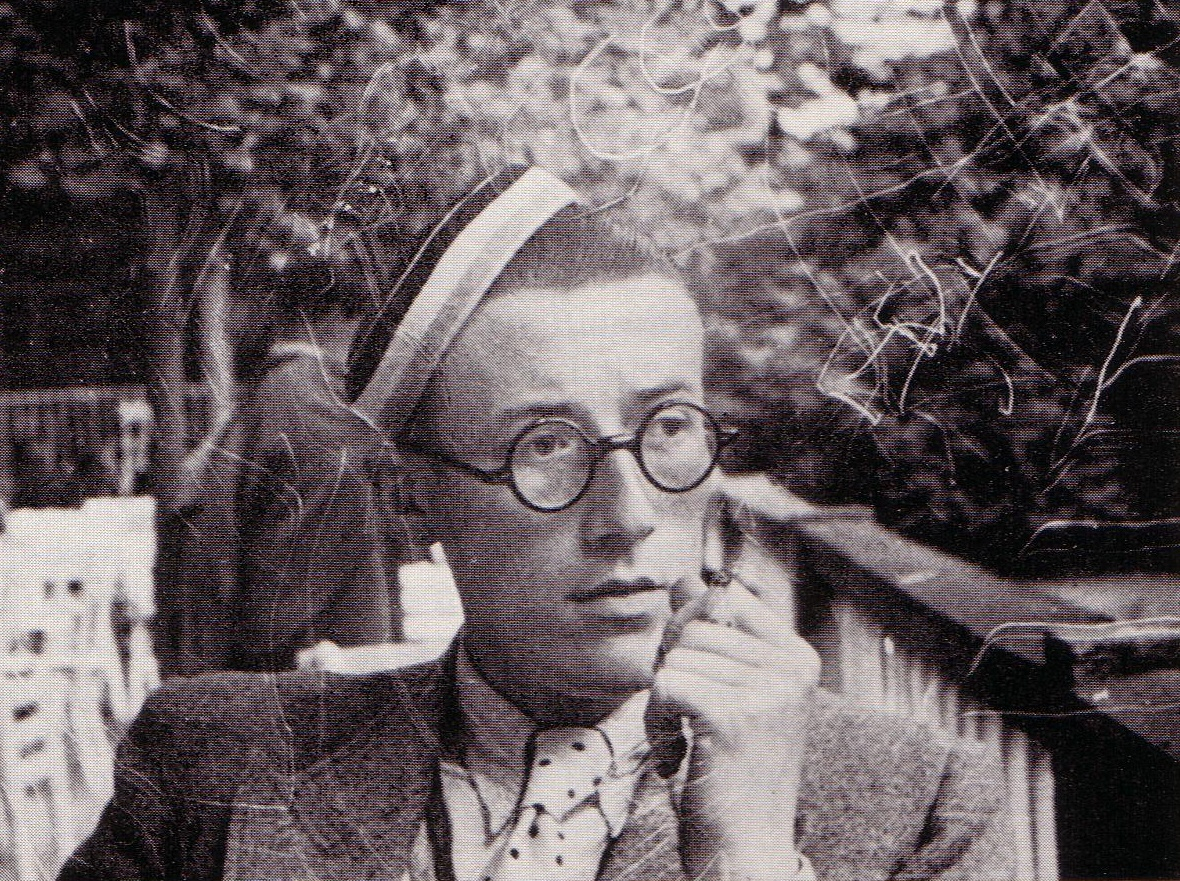
Wilhelm Tochtermann (1932)

- 01. Juni: Wolfgang Büttner, deutscher Schauspieler († 1990)
- 01. Juni: Herbert Tichy, österreichischer Schriftsteller und Bergsteiger († 1987)
- 03. Juni: Hermann Blazejezak, deutscher Leichtathlet und Olympiateilnehmer († 2008)
- 04. Juni: Maria Andergast, österreichische Schauspielerin († 1995)
- 04. Juni: Robert Jacobsen, dänischer Künstler († 1993)
- 04. Juni: Morimoto Kaoru, japanischer Dramatiker († 1946)
- 05. Juni: Dean Amadon, US-amerikanischer Ornithologe († 2003)
- 05. Juni: Ruth Hausmeister, deutsche Schauspielerin († 2012)
- 05. Juni: Josef Neckermann, deutscher Versandkaufmann und Dressurreiter († 1992)
- 05. Juni: Wilhelm Tochtermann, deutscher Arzt, Psychoanalytiker und Lyriker († 1974)
- 05. Juni: Alexandru Todea, rumänischer Erzbischof und Kardinal der römisch-katholischen Kirche († 2002)
- 06. Juni: Joan Hartigan Bathurst, australische Tennisspielerin († 2000)
- 07. Juni: Jeane Flieser, deutsche Malerin († 2007)
- 08. Juni: Henry Brandon, US-amerikanischer Schauspieler († 1990)
- 08. Juni: Walter Kennedy, US-amerikanischer Manager, zweiter Commissioner der NBA († 1977)
- 08. Juni: Yamashiro Tomoe, japanische Schriftstellerin († 2004)
- 09. Juni: Ingolf Dahl, US-amerikanischer Komponist und Dirigent († 1970)
- 09. Juni: Kenneth L. Pike, US-amerikanischer Linguist und Anthropologe († 2000)
- 10. Juni: Jean Lesage, kanadischer Politiker († 1980)
- 11. Juni: James Algar, US-amerikanischer Zeichentrickfilmer, Drehbuchautor, Filmregisseur und -produzent († 1998)
- 11. Juni: Muchtar Aschrafi, usbekisch-sowjetischer Komponist († 1975)
- 11. Juni: Raschid bin Said Al Maktum, Emir von Dubai († 1990)
- 11. Juni: Emil Juracka, österreichischer Feldhandballspieler († 1944)
- 12. Juni: Willi Brundert, deutscher Widerstandskämpfer und Kommunalpolitiker († 1970)
- 13. Juni: Avelar Brandão Vilela, brasilianischer Erzbischof und Kardinal († 1986)
- 13. Juni: Hector de Saint-Denys Garneau, kanadischer Lyriker und Essayist († 1943)
- 14. Juni: Annibale Bugnini, italienischer katholischer Geistlicher († 1982)
- 15. Juni: Friedrich Kaulbach, deutscher Philosoph († 1992)
- 15. Juni: Hans Kellner, deutscher Kommunalpolitiker († 2008)
- 15. Juni: Joseph J. Maraziti, US-amerikanischer Politiker († 1991)
- 15. Juni: John Nelson, britischer Generalmajor († 1993)
- 16. Juni: Enoch Powell, britischer Altphilologe und konservativer Politiker († 1998)
- 16. Juni: Gordon M. Gollob, deutscher Jagdflieger und General der Jagdflieger († 1987)
- 17. Juni: Myron Fohr, US-amerikanischer Automobilrennfahrer († 1994)
- 17. Juni: Donald Eugene Gillis, US-amerikanischer Komponist, Dirigent und Lehrer († 1978)
- 18. Juni: Friedrich Maurer, österreichischer Handballspieler († 1958)
- 19. Juni: Karl-Heinz Becker, deutscher Langstreckenläufer († 2001)
- 19. Juni: Alfred Jensch, Chefkonstrukteur bei Carl Zeiss in Jena († 2001)
- 21. Juni: Marga Spiegel, deutsche Holocaust-Überlebende († 2014)

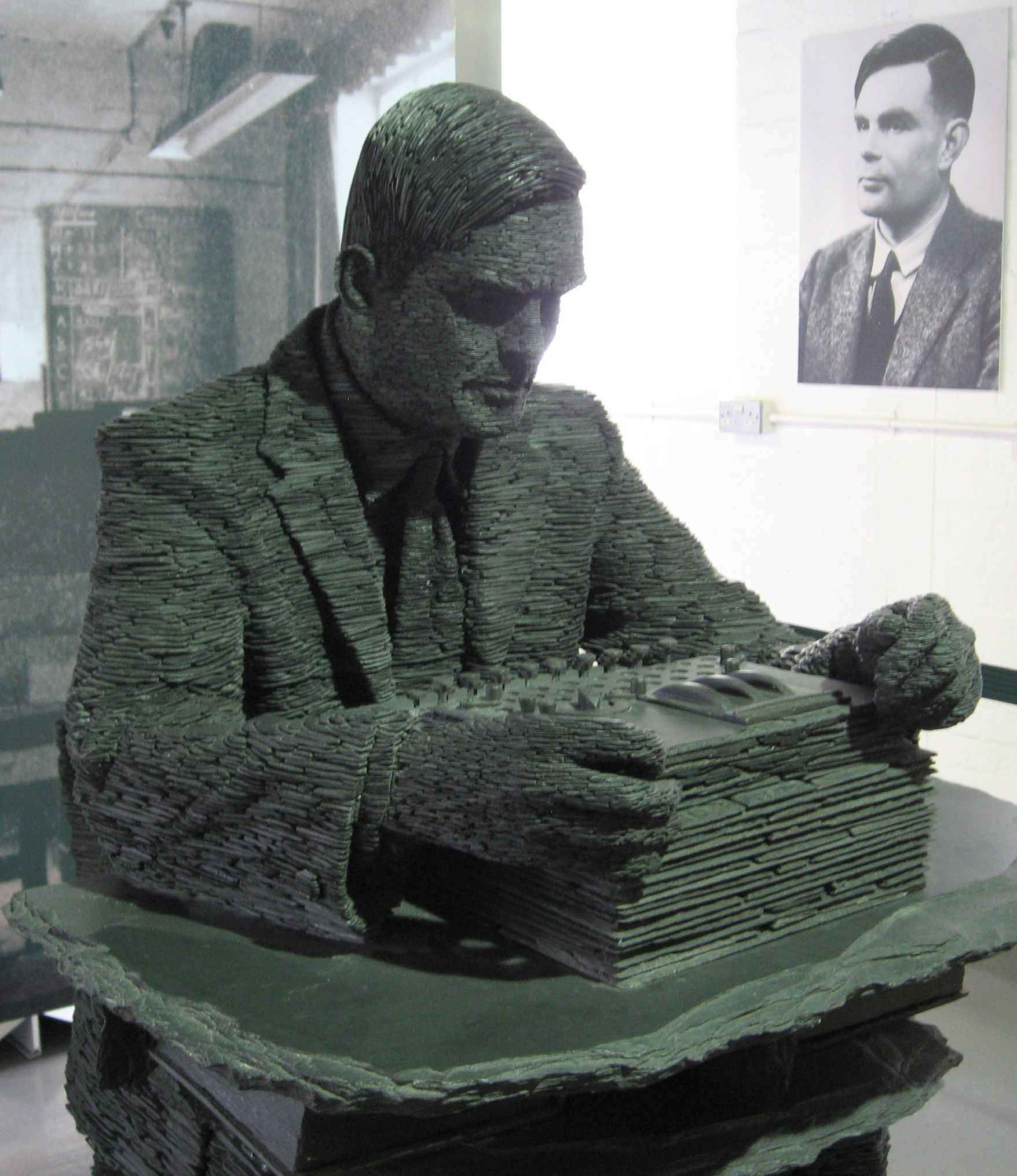
Alan Turing

- 23. Juni: Alan Turing, britischer Mathematiker und Kryptoanalytiker († 1954)
- 25. Juni: William T. Cahill, US-amerikanischer Politiker († 1996)
- 25. Juni: Milton Shapp, US-amerikanischer Politiker († 1994)
- 26. Juni: Edna Roxanne Atkins, kanadische Hürdenläuferin († 2002)
- 28. Juni: Eleazar de Carvalho, brasilianischer Komponist und Dirigent († 1996)
- 28. Juni: Stefan Dittrich, deutscher Politiker († 1988)
- 28. Juni: Karl Seebach, deutscher Mathematiker und Didaktiker († 2007)

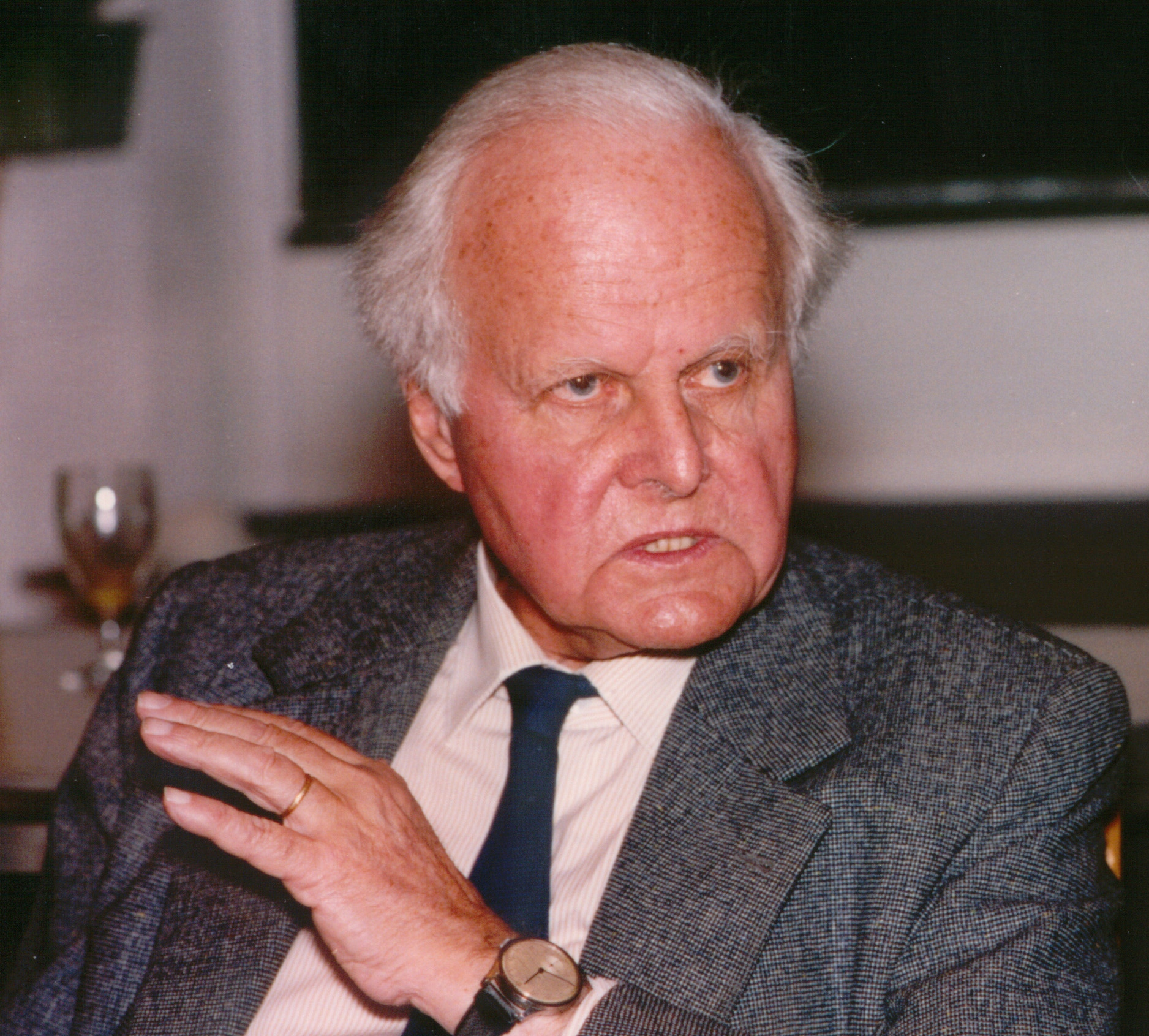
Carl Friedrich von Weizsäcker; Aufnahme 1993

- 28. Juni: Carl Friedrich von Weizsäcker, deutscher Physiker und Philosoph († 2007)
- 29. Juni: Lucie Aubrac, französische Widerstandskämpferin († 2007)
- 29. Juni: Hans Straden, deutscher Brigadegeneral († 2001)
- 30. Juni: Ludwig Bölkow, deutscher Ingenieur und Unternehmer († 2003)
- 30. Juni: Avigdor Dagan, tschechischer Dichter, Prosaist und Publizist jüdischer Herkunft († 2006)

### Juli
- 01. Juli: Madeleine Stern, US-amerikanische Antiquariats-Buchhändlerin und Autorin († 2007)
- 01. Juli: Inge von Wangenheim, deutsche Schriftstellerin und Schauspielerin († 1993)
- 02. Juli: Øystein Gaukstad, norwegischer Musikwissenschaftler und Bibliothekar († 1996)
- 02. Juli: Edwin L. Mechem, US-amerikanischer Politiker († 2002)
- 02. Juli: Bill Mitchell, US-amerikanischer Designer von Autokarosserien († 1988)
- 03. Juli: Elizabeth Taylor, britische Schriftstellerin († 1975)
- 04. Juli: Joe Bain, US-amerikanischer Ökonom († 1991)
- 04. Juli: Gerhard Schaffran, Bischof von Dresden-Meißen († 1996)
- 04. Juli: Fritz Schulz-Reichel, deutscher Komponist und Pianist († 1990)
- 06. Juli: Helmut Emil Richard Arntz, deutscher Indogermanist und Runologe († 2007)
- 06. Juli: Gerhard Ebeling, evangelischer Theologe († 2001)
- 06. Juli: Heinrich Harrer, österreichischer Autor, Forschungsreisender, Bergsteiger († 2006)
- 06. Juli: Molly Yard, US-amerikanische Frauenrechtlerin († 2005)
- 10. Juli: Hans Meyers, deutscher Künstler und Autor († 2013)
- 10. Juli: Piet Stalmeier, niederländischer Komponist und Dirigent († 1990)
- 11. Juli: Aino Taube, schwedische Film- und Theaterschauspielerin († 1990)
- 11. Juli: Sergiu Celibidache, rumänischer Dirigent († 1996)
- 11. Juli: Alois Lugger, österreichischer Politiker († 2005)
- 12. Juli: Anna Maria Peduzzi, Italienische Automobilrennfahrerin († 1979)
- 12. Juli: Sid Robin, US-amerikanischer Textdichter und Komponist († 1985)
- 12. Juli: Laurean Rugambwa, afrikanischer Kardinal der römisch-katholischen Kirche († 1997)
- 13. Juli: Paul Deitenbeck, deutscher Pfarrer und Schriftsteller († 2000)
- 14. Juli: Woody Guthrie, US-amerikanischer Gewerkschafter und Liedermacher († 1967)
- 14. Juli: Willard Motley, US-amerikanischer Schriftsteller († 1965)
- 17. Juli: Erwin Bauer, deutscher Automobilrennfahrer († 1958)
- 17. Juli: Art Linkletter, US-amerikanischer Hörfunk- und Fernsehmoderator († 2010)
- 17. Juli: Reggie Tongue, britischer Automobilrennfahrer und Flieger († 1992)
- 18. Juli: Clemens Heselhaus, deutscher Germanist und Literaturwissenschaftler († 2000)
- 18. Juli: Harry Levin, US-amerikanischer Literaturwissenschaftler und -kritiker († 1994)
- 18. Juli: Lilly Stepanek, österreichische Schauspielerin († 2004)
- 19. Juli: Peter Leo Gerety, US-amerikanischer römisch-katholischer Erzbischof († 2016)
- 19. Juli: Viktor Kühne, Schweizer Staatsbeamter († 2000)
- 19. Juli: Cornelis Soeteman, niederländischer Germanist († 2005)
- 20. Juli: Heinz Kohlhaas, deutscher Boxer († 1993)
- 21. Juli: Karl W. Deutsch, Politikwissenschaftler († 1992)
- 21. Juli: Jacques Poch, französischer Unternehmer und Automobilrennfahrer († 2009)
- 22. Juli: Luana Walters, US-amerikanische Schauspielerin († 1963)
- 23. Juli: Rafael Artzy, israelischer Mathematiker († 2006)
- 23. Juli: Mozaffar Baqai, iranischer Politiker († 1987)
- 24. Juli: Kurt Hager, Mitglied des Zentralkomitees und des Politbüros des ZK der SED († 1998)
- 25. Juli: Roland Gardner, britischer Autorennfahrer († 1989)
- 27. Juli: Igor Markevitch, russischer Komponist und Dirigent († 1983)
- 27. Juli: Richard Walenta, tschechoslowakisch-deutscher Bauarbeiter und Funktionshäftling († 1967)
- 28. Juli: Mário Américo, brasilianischer Masseur († 1990)
- 28. Juli: Willy Bandholz, deutscher Feldhandballspieler († 1999)
- 31. Juli: Harry Ayres, neuseeländischer Bergsteiger († 1987)
- 31. Juli: Milton Friedman, US-amerikanischer Wirtschaftswissenschaftler, Nobelpreisträger († 2006)

### August

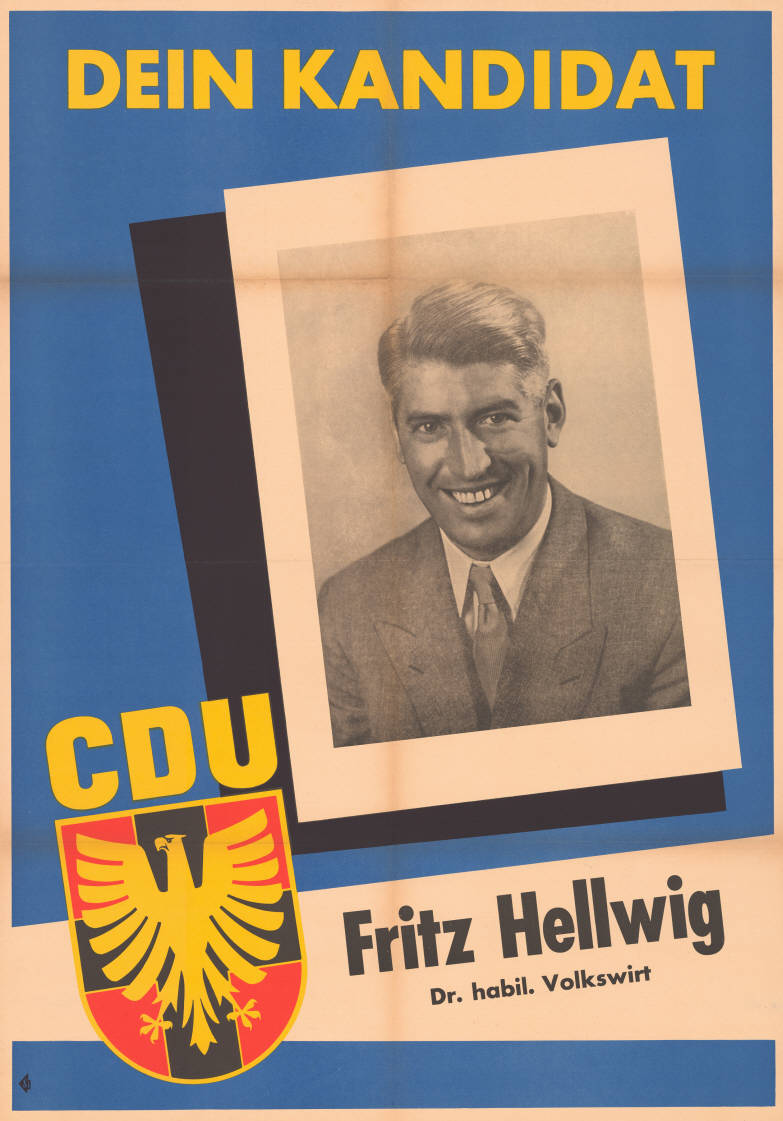
Fritz Hellwig, 1953

- 01. August: Gego, deutsch-venezolanische Künstlerin († 1994)
- 01. August: Damien Parer, australischer Kameramann und Fotograf († 1944)
- 01. August: Helmut Storch, deutscher Tierschützer und Storchenpfleger († 2005)
- 03. August: Fritz Hellwig, deutscher Politiker († 2017)
- 03. August: Otto Siffling, deutscher Fußballspieler († 1939)
- 04. August: Daniel Aaron, US-amerikanischer Historiker und Amerikanist († 2016)
- 04. August: David Raksin, US-amerikanischer Komponist von Filmmusik († 2004)
- 04. August: Raoul Wallenberg, schwedischer Diplomat († evtl. 1947)
- 05. August: Fridolin Aichner, deutsch-mährischer Lehrer und Schriftsteller († 1987)
- 05. August: Abbé Pierre, französischer Priester (bürgerlicher Name Henri Antoine Grouès); Gründer der Wohltätigkeitsorganisation Emmaus († 2007)
- 07. August: Wiltraut Rupp-von Brünneck, deutsche Richterin des Bundesverfassungsgerichts († 1977)
- 08. August: Daniel Mann, US-amerikanischer Regisseur († 1991)
- 09. August: Bojan Adamič, slowenischer Komponist und Dirigent († 1995)
- 09. August: Anne Brown, US-amerikanische Sopranistin († 2009)
- 10. August: Jorge Amado, brasilianischer Autor († 2001)
- 10. August: Romain Maes, belgischer Radrennfahrer († 1983)
- 10. August: Peter Nellen, deutscher Politiker († 1969)
- 11. August: Eva Ahnert-Rohlfs, deutsche Astronomin († 1954)
- 12. August: Wilhelm Baumann, deutscher Feldhandballspieler († 1990)
- 12. August: Samuel Fuller, US-amerikanischer Regisseur, Drehbuchautor und Schauspieler († 1997)
- 12. August: Feroze Gandhi, indischer Politiker und Journalist († 1960)
- 12. August: Rex Griffin, US-amerikanischer Old-Time- und Country-Musiker († 1958)
- 13. August: Ben Hogan, US-amerikanischer Golfspieler († 1997)
- 13. August: Salvador Edward Luria, US-amerikanischer Mikrobiologe († 1991)
- 14. August: Hilda Cameron, kanadische Leichtathletin († 2001)
- 14. August: Louis Joseph Moyse, französischer Flötist und Komponist († 2007)
- 14. August: Erwin Strittmatter, deutsch-sorbischer Schriftsteller († 1994)
- 15. August: Julia Child, US-amerikanische Köchin († 2004)
- 15. August: Wendy Hiller, britische Schauspielerin († 2003)
- 15. August: Donald Lash, US-amerikanischer Mittel- und Langstreckenläufer († 1994)
- 15. August: Guido Morselli, italienischer Schriftsteller († 1973)
- 17. August: Martinus Lambillion, niederländischer Boxer († 1994)
- 18. August: Volker Gwinner, deutscher Komponist und Organist († 2004)
- 18. August: Elsa Morante, italienische Schriftstellerin († 1985)
- 18. August: Otto Ernst Remer, deutscher Offizier der Wehrmacht († 1997)
- 19. August: Bolesław Lewandowski, polnischer Komponist und Dirigent († 1981)
- 19. August: Constance Worth, australische Schauspielerin († 1963)
- 20. August: Knyaz Hacıbəyov, aserbaidschanischer Dirigent († 1984)
- 21. August: Robert Lips, Schweizer Comiczeichner († 1975)

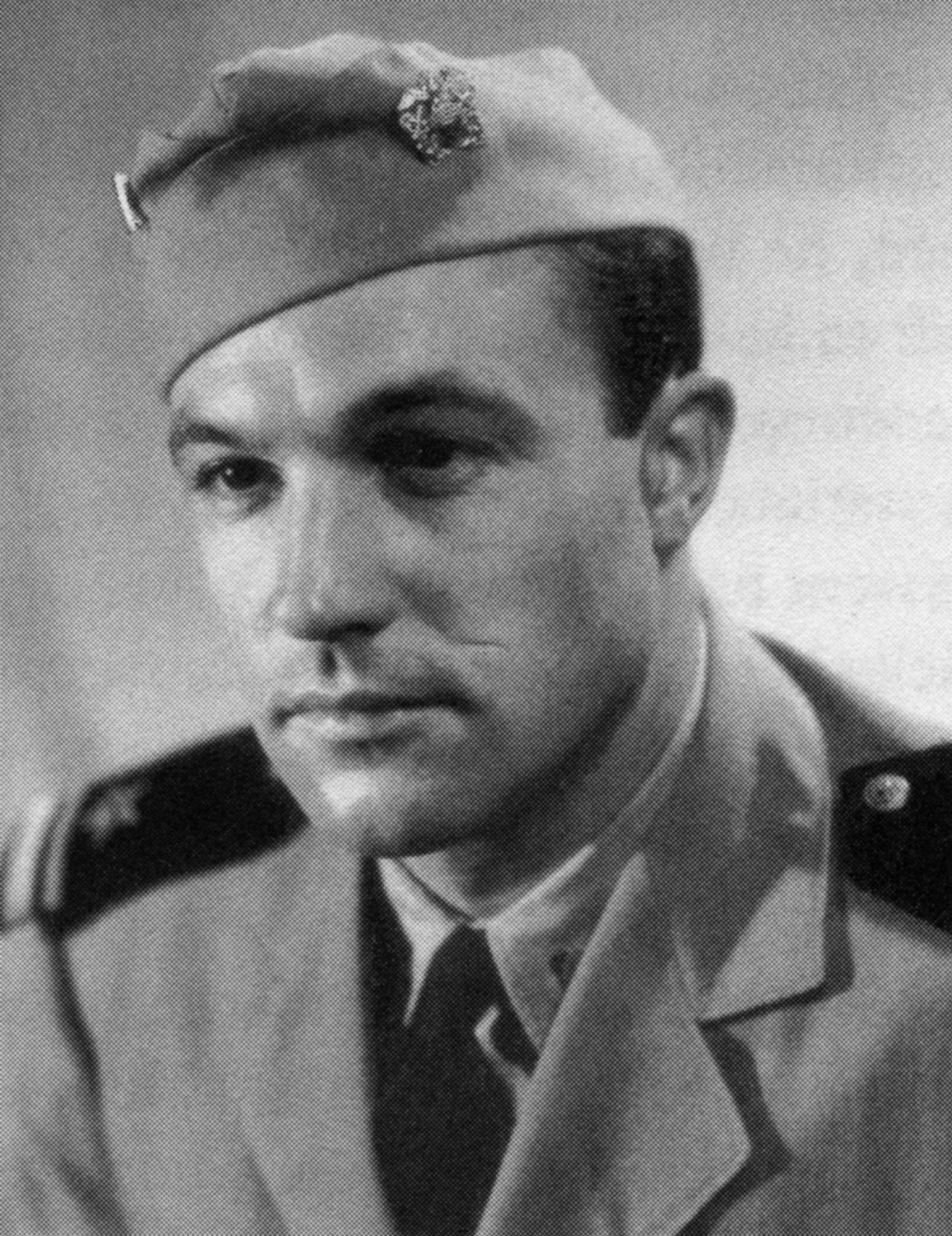
Gene Kelly um 1944 als Leutnant der U.S. Navy

- 22. August: Simone Schaller, US-amerikanische Leichtathletin († 2016)
- 23. August: Gene Kelly, US-amerikanischer Schauspieler und Tänzer († 1996)
- 23. August: Miya Shūji, japanischer Lyriker († 1986)
- 23. August: Alexei Iwanowitsch Sudajew, russischer Erfinder († 1946)
- 23. August: Igor Trubezkoi, französischer Sportler russischer Abstammung († 2008)
- 24. August: Otto Šling, tschechoslowakischer Politiker († 1952)

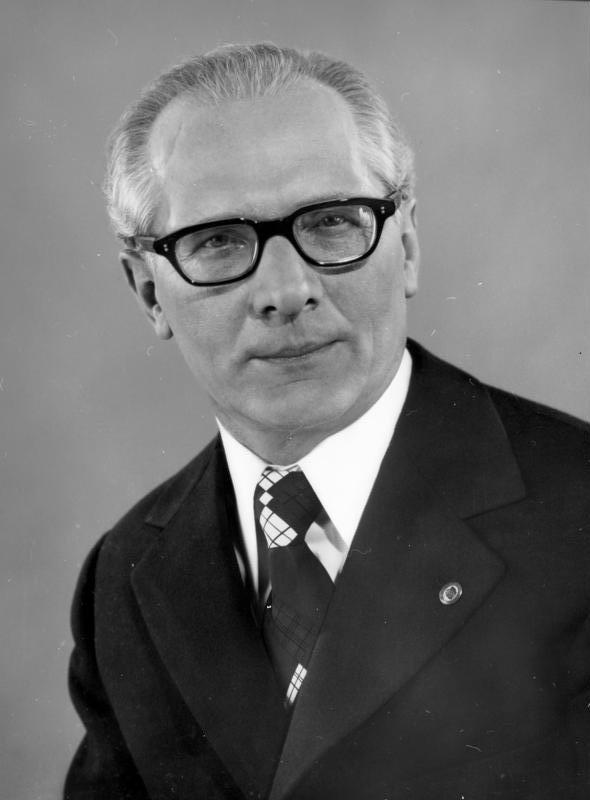
Erich Honecker, 1976

- 25. August: Erich Honecker, deutscher Politiker († 1994)
- 25. August: Charles Lenz, Schweizer Zollbeamter († 2008)
- 25. August: Fukuda Tsuneari, japanischer Dramatiker, Übersetzer und Literaturkritiker († 1994)
- 26. August: John Tinniswood, britischer Supercentenarian († 2024)
- 27. August: Ruth Cohn, Begründerin der Themenzentrierten Interaktion († 2010)
- 28. August: Gerhard Latzel, deutscher Problemkomponist († 1980)
- 28. August: Henning Strümpell, deutscher General († 2003)
- 29. August: Sohn Kee-chung, erster koreanischer Medaillengewinner bei Olympischen Spielen († 2002)
- 29. August: Emil Schumacher, deutscher Maler († 1999)
- 30. August: Edward Mills Purcell, US-amerikanischer Physiker († 1997)
- 30. August: Pierre Stasse, belgischer Automobilrennfahrer († 1971)
- 31. August: Helmut Hamann, deutscher Leichtathlet († 1941)

### September
- 01. September: Charles Owen, US-amerikanischer Perkussionist und Musikpädagoge († 1985)
- 05. September: John Cage, US-amerikanischer Komponist († 1992)

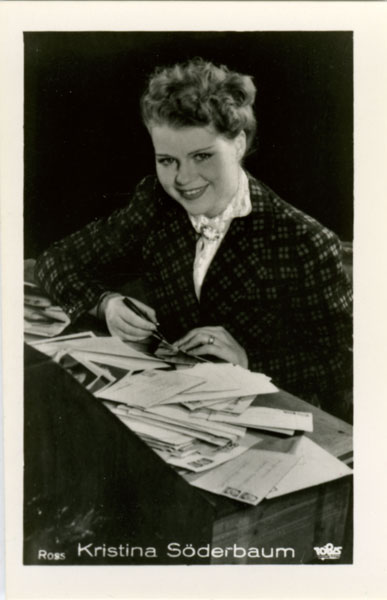
Kristina Söderbaum, 1937

- 05. September: Kristina Söderbaum, schwedisch-deutsche Schauspielerin († 2001)
- 06. September: Miguel Andreolo, uruguayisch-italienischer Fußballspieler († 1981)
- 06. September: Hermann Junack, deutscher Forstmann († 1992)
- 06. September: Nicolas Schöffer, ungarisch-französischer Bildhauer († 1992)
- 06. September: Miguelito Valdés, kubanischer Sänger, Bandleader und Schauspieler († 1978)
- 07. September: Alan Mills, kanadischer Sänger, Schauspieler und Autor († 1977)
- 07. September: David Packard, US-amerikanischer Unternehmer († 1996)
- 08. September: Jacques Péron, französischer Automobilrennfahrer († 1988)
- 08. September: Marie-Dominique Philippe, französischer Dominikaner († 2006)
- 09. September: Jean-Louis Leuba, Schweizer evangelischer Geistlicher und Hochschullehrer († 2005)
- 09. September: Heinrich Welker, deutscher Physiker († 1981)
- 10. September: B. D. Jatti, kommissarischer indischer Staatspräsident († 2002)
- 11. September: Gisèle van Waterschoot van der Gracht, niederländische Malerin († 2013)
- 12. September: Jürgen Bennecke, deutscher General († 2002)
- 13. September: Reta Shaw, US-amerikanische Schauspielerin († 1982)
- 14. September: Eduard Alexandrowitsch von Falz-Fein, liechtensteinischer Unternehmer, Journalist und Sportfunktionär († 2018)
- 15. September: Mario Camorani, italienischer Schachproblemkomponist († 1996)
- 15. September: Gisela Hernández Gonzalo, kubanische Musikwissenschaftlerin und Komponistin († 1971)
- 16. September: György Sárosi, ungarischer Fußballspieler und -trainer († 1993)
- 17. September: Hans Andreas, deutscher Mediziner († 1982)
- 17. September: Glen Stewart Morley, kanadischer Dirigent, Komponist und Cellist († 1996)
- 18. September: Sarah Palfrey Cooke, US-amerikanische Tennisspielerin († 1996)
- 18. September: Kurt Lotz, deutscher Wirtschaftsführer, Vorstandsvorsitzender der Volkswagen AG († 2005)
- 19. September: Kurt Sanderling, deutscher Dirigent († 2011)
- 20. September: Georg Umbenhauer, deutscher Radrennfahrer († 1970)
- 21. September: Chuck Jones, US-amerikanischer Comiczeichner († 2002)
- 21. September: Kurt Egon Kauffmann, deutscher Brigadegeneral des Heeres († 1991)

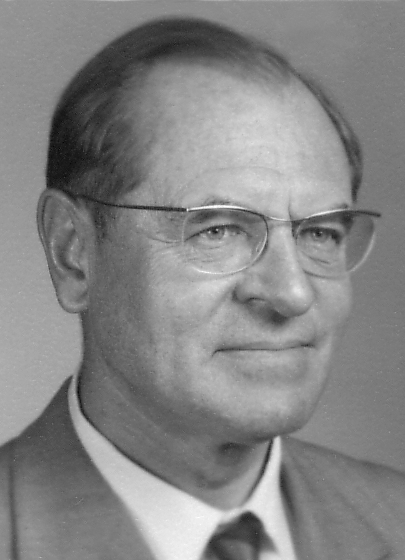
Herbert F. Mataré, 1950

- 22. September: Herbert François Mataré, deutscher Physiker († 2011)
- 24. September: Erland Herkenrath, Schweizer Handballspieler († 2003)
- 24. September: Fritz Hinderer, deutscher Astronom und Astrophysiker († 1991)
- 27. September: Arturo Ardao, uruguayischer Philosoph, ideengeschichtlicher Historiker und Journalist († 2003)
- 27. September: Léon Gauthier, christkatholischer Bischof der Schweiz 1972 bis 1986 († 2003)
- 27. September: Maria Luise Thurmair, Südtiroler Autorin von Gedichten und Kirchenliedern († 2005)
- 27. September: Heinz Wengler, deutscher Radrennfahrer († 1942)
- 28. September: Raban Adelmann, deutscher Politiker († 1992)
- 28. September: Ōhara Tomie, japanische Schriftstellerin († 2000)
- 29. September: Lukas Ammann, Schweizer Schauspieler († 2017)
- 29. September: Michelangelo Antonioni, italienischer Filmregisseur, Autor und Maler († 2007)
- 29. September: Paul Ogorzow, deutscher Serienmörder († 1941)

### Oktober
- 01. Oktober: Anders Ejnar Andersen, dänischer Landwirt und Politiker († 2006)
- 01. Oktober: Walter Becher, deutscher Politiker († 2005)
- 01. Oktober: Klaus Kahlenberg, Sprecher des letzten Wehrmachtberichts († 2006)
- 01. Oktober: Kathleen Ollerenshaw, britische Mathematikerin und Politikerin († 2014)
- 02. Oktober: Anthony Rayappa Arulappa, Erzbischof von Madras-Mylapore († 1996)
- 03. Oktober: Fritz Tobias, deutscher Beamter und Autor († 2011)
- 04. Oktober: Heinrich Oskar Kühner, Schweizer Pfarrer und Autor († 2002)
- 05. Oktober: Karl Hass, deutscher SS-Offizier, verurteilt als Kriegsverbrecher († 2004)
- 06. Oktober: Erwin Weiss, österreichischer Komponist († 2004)
- 06. Oktober: Gordon Wilkins, britischer Journalist und Automobilrennfahrer († 2007)
- 07. Oktober: Vilmos Tátrai, ungarischer Geiger, Dirigent und Musikpädagoge († 1999)
- 07. Oktober: Fernando Belaúnde Terry, peruanischer Politiker († 2002)
- 07. Oktober: Peter Walker, britischer Automobilrennfahrer († 1984)
- 08. Oktober: Anton Benya, österreichischer Politiker und Elektromechaniker († 2001)
- 08. Oktober: Kurt Dietzel, deutscher Mediziner und Hochschullehrer († 2002)
- 08. Oktober: Ralph Kemplen, britischer Filmeditor und Regisseur († 2004)
- 09. Oktober: Friedrich Beermann, deutscher Politiker († 1975)
- 09. Oktober: Konrad Siebach, deutscher Kontrabassist und Kontrabass-Lehrer († 1995)
- 10. Oktober: John Austrheim, norwegischer Wirtschaftsmanager und Politiker († 1995)
- 10. Oktober: Johnny Rodríguez, puerto-ricanischer Sänger und Komponist († 1997)
- 11. Oktober: Fedora Alemán, venezolanische Sängerin († 2018)
- 11. Oktober: Erich Arndt, deutscher Pfarrer († 2012)
- 12. Oktober: Edward Hidalgo, US-amerikanischer Jurist und Politiker († 1995)
- 12. Oktober: Toña la Negra, mexikanische Sängerin († 1982)
- 13. Oktober: Thomas Doe, US-amerikanischer Bobfahrer († 1969)
- 13. Oktober: Hugo Weisgall, US-amerikanischer Komponist und Dirigent († 1997)
- 14. Oktober: Frank Curtis, britischer Automobilrennfahrer († 1972)
- 14. Oktober: Walter Gotschke, deutscher Automobil-Illustrator († 2000)
- 14. Oktober: Lew Gumiljow, russischer Historiker und Ethnologe († 1992)
- 14. Oktober: Theodor Kitt, deutscher Bobfahrer
- 14. Oktober: Albert Richter, deutscher Radrennfahrer († 1940)
- 14. Oktober: Helmut Schelsky, deutscher Soziologe († 1984)
- 15. Oktober: Carl D. Perkins, US-amerikanischer Politiker († 1984)
- 15. Oktober: Bruno Winzer, deutscher Offizier
- 16. Oktober: Vic Abens, luxemburgischer Widerstandskämpfer und Politiker († 1993)
- 16. Oktober: Clifford P. Hansen, US-amerikanischer Politiker († 2009)
- 16. Oktober: Lotti Huber, jüdische deutsche Tänzerin, Schauspielerin und Bestsellerautorin († 1998)
- 16. Oktober: Ludwig Schwarzer, österreichischer Maler († 1989)
- 17. Oktober: Johannes Paul I., italienischer Papst († 1978)
- 18. Oktober: Aurelio Sabattani, italienischer Geistlicher († 2003)
- 19. Oktober: Fritz Viktor Arens, deutscher Kunsthistoriker und Denkmalpfleger († 1986)
- 20. Oktober: Almiro Bergamo, italienischer Ruderer († 1994)
- 20. Oktober: Marcel Couraud, französischer Dirigent († 1986)
- 21. Oktober: Don Byas, Jazz-Tenorsaxophon-Spieler († 1972)
- 21. Oktober: Walter Hamelehle, deutscher Motorradrennfahrer († 1946)
- 21. Oktober: Alfredo Piàn, argentinischer Automobilrennfahrer († 1990)
- 21. Oktober: Georg Solti, ungarischer Dirigent († 1997)
- 22. Oktober: Lucien Gekiere, belgischer Komponist und Dirigent († 1990)
- 23. Oktober: Helmut Beumann, deutscher Historiker († 1995)
- 24. Oktober: Hermann Graf, deutscher Jagdflieger († 1988)
- 24. Oktober: Johannes Petzold, deutscher Kirchenmusiker († 1985)
- 25. Oktober: Josef Angermann, österreichischer Schriftsetzer und Kommunist († 1944)
- 25. Oktober: Abdelkader Ben Bouali, algerischer Fußballspiele († 1997)
- 25. Oktober: Jack Kent Cooke, kanadischer Unternehmer († 1997)
- 25. Oktober: Alfred Klingler, deutscher Feldhandballspieler (†)
- 25. Oktober: Luigi Raimondi, Kardinal der römisch-katholischen Kirche († 1975)
- 26. Oktober: Hellmut Arnold, deutscher Geologe und Paläontologe († 1986)
- 26. Oktober: Don Siegel, US-amerikanischer Regisseur († 1991)
- 27. Oktober: Conlon Nancarrow, mexikanischer Komponist († 1997)
- 27. Oktober: Heinz Nickelsburg, deutscher Tischtennisspieler († 2001)
- 28. Oktober: Richard Doll, britischer Krebsforscher († 2005)
- 28. Oktober: Alfred Schmalzer, österreichischer Handballspieler († 1944)
- 28. Oktober: Philibert Tsiranana, madagassischer Präsident († 1978)
- 29. Oktober: Jakob Scheuring, deutscher Leichtathlet († 2001)
- 29. Oktober: Henryk Trzonek, polnischer Bratschist († 1943)
- 31. Oktober: Heinz Adler, deutscher Politiker († 1990)
- 31. Oktober: Jean Améry, österreichischer Schriftsteller († 1978)
- 31. Oktober: Hermann „Hannes“ Hansen, deutscher Feldhandballspieler († 1944)
- 31. Oktober: Ollie Johnston, US-amerikanischer Trickfilmzeichner († 2008)

### November

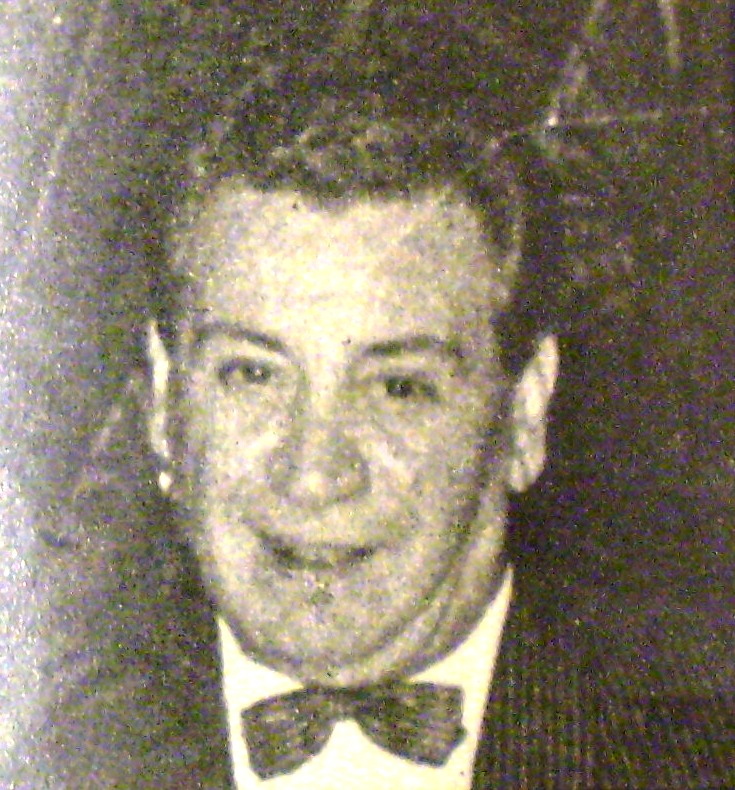
Alfredo De Angelis (1968)

- 01. November: Gunther Plaut, kanadischer Reformrabbiner und Autor († 2012)
- 02. November: James Bickford, US-amerikanischer Bobfahrer († 1989)
- 03. November: Mieczysław Drobner, polnischer Komponist, Dirigent, Musikwissenschaftler und -pädagoge († 1986)
- 03. November: Alfredo Stroessner, paraguayischer Militär und Politiker († 2006)
- 04. November: Francisco Constanzo, uruguayischer Boxer
- 04. November: Enrique González Mántici, kubanischer Dirigent, Violinist und Komponist († 1974)
- 04. November: Wadim Nikolajewitsch Salmanow, russischer Komponist († 1978)
- 05. November: Carl Baumann, deutscher Künstler († 1996)
- 06. November: King Kolax, US-amerikanischer Jazztrompeter († 1991)
- 06. November: Leonardo Pedroza, venezolanischer Musiker und Orchesterleiter († 1976)
- 06. November: Marcel Saucier, kanadischer Geiger, Komponist und Musikpädagoge († 1997)
- 07. November: Ernst Lehner, deutscher Fußballspieler († 1986)
- 07. November: Trude Marlen, österreichische Schauspielerin († 2005)
- 08. November: Ernest Lenart, deutscher Schauspieler († 2005)
- 08. November: Stylianos Pattakos, griechischer Militär und Politiker († 2016)
- 08. November: Berent Schwineköper, deutscher Archivar und Historiker († 1993)
- 10. November: Jean-Hilaire Aubame, gabunischer Politiker († 1989)
- 10. November: Hermann Zander, deutscher Ruderer († 1973)
- 11. November: Nina Andrycz, polnische Schauspielerin und Schriftstellerin († 2014)
- 12. November: Bernardino Echeverría Ruiz, Erzbischof von Guayaquil und Kardinal († 2000)

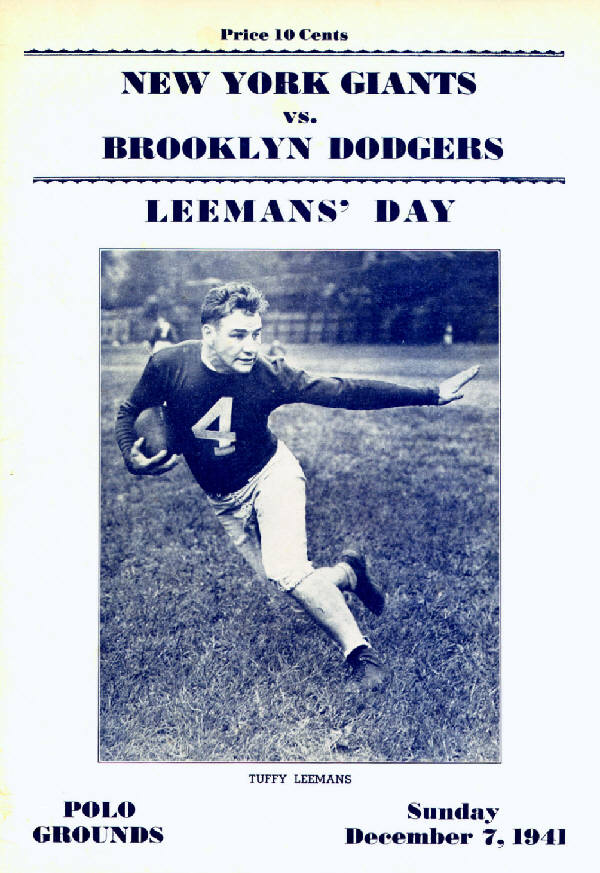
Tuffy Leemans

- 12. November: Tuffy Leemans, US-amerikanischer American-Football-Spieler († 1979)
- 13. November: Leopold Kretzenbacher, österreichischer Volkskundler und Kulturhistoriker († 2007)
- 14. November: Gerhard Heintze, deutscher lutherischer Theologe († 2006)
- 14. November: Barbara Hutton, Enkelin und Erbin von Frank Winfield Woolworth († 1979)
- 15. November: Erich Mirek, deutscher Schauspieler († 2004)
- 16. November: Moma Marković, jugoslawischer Funktionär († 1992)
- 17. November: Hans Geiger, deutscher Politiker († 1986)
- 17. November: Erhart Krumpholz, deutscher Motorradrennfahrer († 2008)
- 18. November: Walter Schulz, deutscher Philosoph († 2000)
- 19. November: George Emil Palade, US-amerikanischer Mediziner und Zellbiologe († 2008)

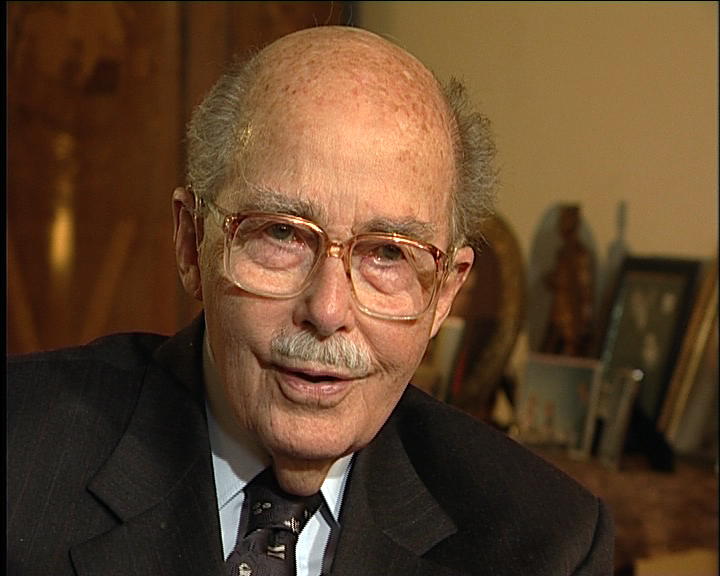
Otto von Habsburg, 2004

- 20. November: Otto von Habsburg, deutsch-österreichischer Politiker und Autor († 2011)
- 21. November: Pierre Grimal, französischer Altphilologe († 1996)
- 21. November: Eleanor Powell, US-amerikanische Tänzerin, Sängerin und Schauspielerin († 1982)
- 22. November: Goede Gendrich, deutscher Forstmann und Jagdschriftsteller († 2000)
- 22. November: Rudolf Heydel, deutscher Automobilrennfahrer († 1936)
- 23. November: Franz Amrehn, deutscher Politiker († 1981)
- 23. November: Jean Hengen, Erzbischof von Luxemburg († 2005)
- 25. November: Günther Becker, deutscher Entomologe und Holzforscher († 1980)
- 25. November: Francis Durbridge, englischer Krimi-Schriftsteller († 1998)
- 25. November: Gerhard Frank, deutscher Rabbiner († 1944)
- 26. November: Lor Olsommer, Schweizer Künstlerin († 1999)
- 26. November: Gunnar Sønstevold, norwegischer Komponist († 1991)
- 27. November: Samuel Mitja Rapoport, österreichisch-amerikanisch-deutscher Biochemiker († 2004)
- 28. November: Heinz Galinski, Präsident des Zentralrates der Juden in Deutschland († 1992)
- 28. November: Morris Louis, US-amerikanischer Maler († 1962)
- 29. November: Ai Xia, chinesische Schauspielerin († 1934)
- 29. November: Günther Smend, deutscher Offizier, Widerstandskämpfer († 1944)
- 29. November: John Marks Templeton, britischer Fondsmanager, Gründer des Templeton Growth Fonds († 2008)
- 30. November: Walter Jackson Ong, kanadischer Geistlicher († 2003)

### Dezember

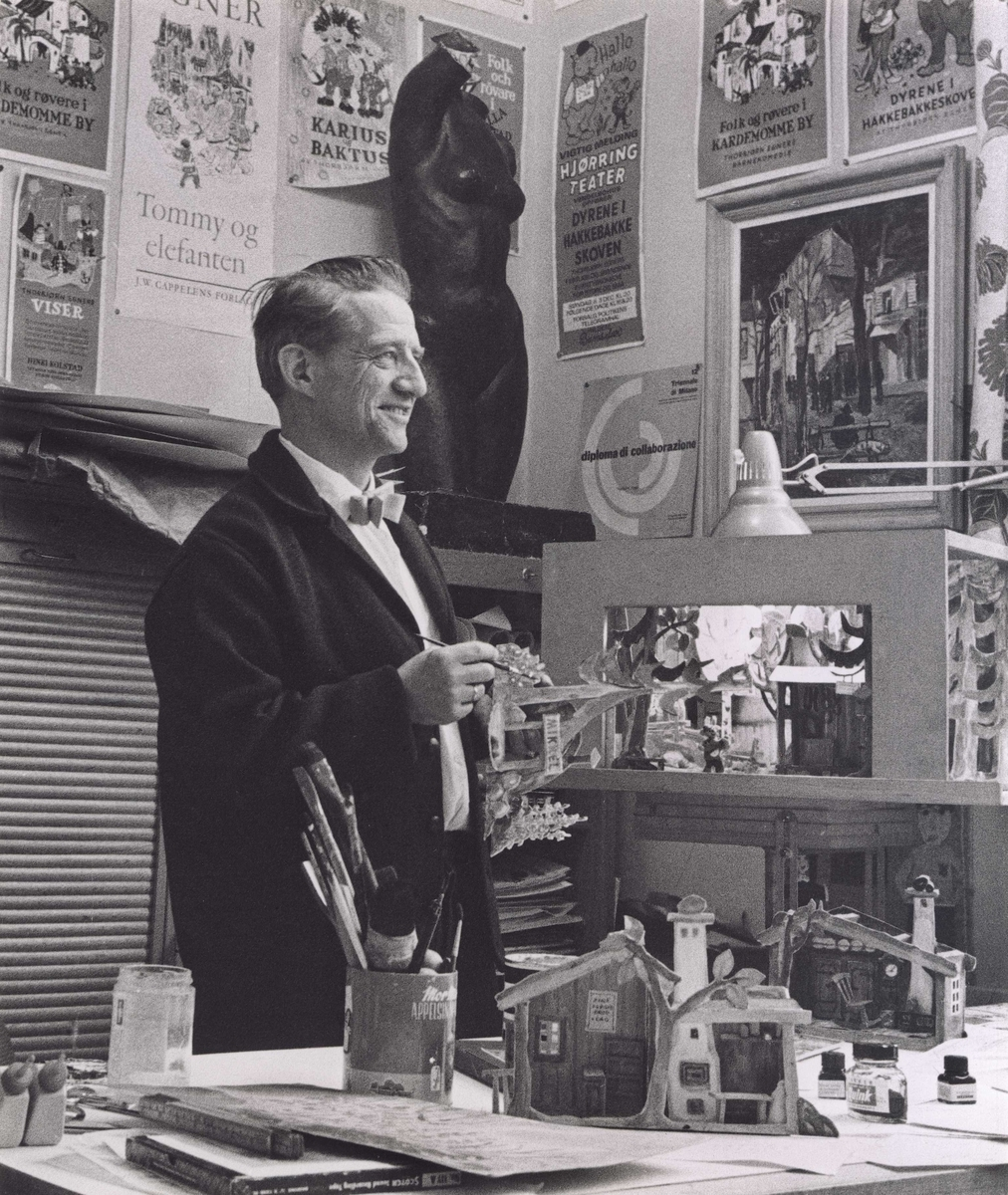
Thorbjørn Egner, um 1960

- 01. Dezember: Hans Hauschulz, deutscher Politiker der SED († 1951)
- 01. Dezember: Minoru Yamasaki, US-amerikanischer Architekt († 1986)
- 02. Dezember: Herbert Bramfeldt, deutscher Moderner Fünfkämpfer († 1983)
- 03. Dezember: Helmut Kindler, deutscher Verleger († 2008)
- 07. Dezember: Marcel Leineweber, luxemburgischer Kunstturner († 1969)
- 08. Dezember: John Howard, britischer Major († 1999)
- 08. Dezember: Jura Soyfer, österreichischer Schriftsteller († 1939)
- 08. Dezember: Will Walls, US-amerikanischer American-Football-Spieler und -Trainer († 1993)
- 10. Dezember: Philip Hart, US-amerikanischer Politiker († 1976)
- 10. Dezember: Gerhard Müller, deutscher Jurist, Präsident des Bundesarbeitsgerichts († 1997)
- 11. Dezember: Carlo Ponti, italienischer Filmproduzent († 2007)
- 12. Dezember: Heinz Auspurg, deutscher Grafiker und Stadtplaner († 2001)
- 12. Dezember: Thorbjørn Egner, norwegischer Kinderbuchautor († 1990)
- 12. Dezember: Henry Melody Jackson Jr., US-amerikanischer Boxer († 1988)
- 13. Dezember: Dušan Antonijević, jugoslawischer Schauspieler († 1986)
- 13. Dezember: Luiz Gonzaga, brasilianischer Sänger, Akkordeonspieler und Komponist († 1989)
- 15. Dezember: Ray Eames, US-amerikanische Designerin und Namensgeberin für Klubsessel „Eames Lounge Chair“ († 1988)
- 17. Dezember: Hellmut Haase-Altendorf, deutscher Komponist und Pianist († 1990)
- 17. Dezember: Mary Henderson, kanadische Sängerin und Musikpädagogin († 2006)
- 17. Dezember: Edward Short, Baron Glenamara, britischer Politiker († 2012)
- 19. Dezember: Rudolf Meimberg, deutscher Wirtschaftswissenschaftler und Hochschullehrer († 2011)
- 20. Dezember: Dorothy Brookshaw, kanadische Leichtathletin († 1962)
- 20. Dezember: Walter Henn, deutscher Architekt, Bauingenieur und Hochschullehrer († 2006)
- 20. Dezember: Avelino Muñoz, panamaischer Pianist, Organist, Dirigent, Arrangeur und Komponist († 1962)
- 21. Dezember: Walter Krause, deutscher Politiker († 2000)
- 22. Dezember: Franzleo Andries, deutscher Komponist, Musikproduzent und Schlagertexter († 1979)
- 22. Dezember: Lady Bird Johnson, US-amerikanische First Lady († 2007)
- 22. Dezember: Rudolf Jubelt, deutscher Mineraloge, Petrograph und Hochschullehrer († 1980)
- 22. Dezember: Oscar Moret, Schweizer Komponist und Hochschullehrer († 2003)
- 24. Dezember: Ernst Aly, deutscher Kaufmann und Funktionär der Hitler-Jugend († 2007)
- 25. Dezember: Thomas E. Fairchild, US-amerikanischer Jurist und Politiker († 2007)
- 26. Dezember: Luis Fontés, britischer Automobilrennfahrer und Flieger († 1940)
- 26. Dezember: Johnny Friedlaender, Wegbereiter der modernen Farbradierung († 1992)
- 26. Dezember: Richard L. Neuberger, US-amerikanischer Politiker († 1960)
- 27. Dezember: Hermann Höhn, deutscher evangelischer Pfarrer († 1997)
- 28. Dezember: Teuvo Ensio Aura, finnischer Politiker († 1999)
- 28. Dezember: Ewa Bonacka, polnische Schauspielerin und Regisseurin († 1992)
- 28. Dezember: Karl G. Grell, deutscher Zoologe († 1994)
- 28. Dezember: Georg Klaus, deutscher Philosoph, Schachspieler und Schachfunktionär († 1974)
- 29. Dezember: Peter Boschung, Schweizer Mediziner, Mundart-Schriftsteller und Kulturpolitiker († 1999)
- 29. Dezember: Eliza Branco, brasilianische Frauen- und Friedensaktivistin († 2001)
- 29. Dezember: Peggy Glanville-Hicks, australische Komponistin († 1990)
- 29. Dezember: Luís Torras, spanischer Maler († 2024)
- 30. Dezember: John D. Hoblitzell, US-amerikanischer Politiker († 1962)
- 30. Dezember: Arthur Sarnoff, US-amerikanischer Zeichner († 2000)
- 31. Dezember: Pierre Amandry, französischer Klassischer Archäologe († 2006)
- 31. Dezember: John Frost, britischer Generalmajor und Luftwaffenoffizier († 1993)
- 31. Dezember: Johana Harris, kanadische Pianistin, Komponistin und Musikpädagogin († 1995)

### Genaues Geburtsdatum unbekannt
- Walther Ammann, deutscher Rechtsanwalt († 1969)
- Gholam Reza Azhari, iranischer General und Premierminister († 2001)
- Mehdi Barkeshli, iranischer Musikwissenschaftler und Physiker († 1988)
- Herbert Pepper, französischer Musikethnologe und Komponist († 2001)
- Juan R. Posadas, argentinischer trotzkistischer Ideologe und Ufologe († 1981)
- Juan Bruno Tarraza, kubanischer Pianist und Komponist († 2001)

## Gestorben

### Januar/Februar
- 03. Januar: Jakob Amsler-Laffon, Schweizer Mathematiker, Physiker, Ingenieur und Fabrikant (* 1823)
- 03. Januar: Felix Dahn, deutscher Professor für Rechtswissenschaften, Schriftsteller, Historiker (* 1834)
- 04. Januar: Isaac Delgado, Zuckerhändler und Philanthrop in New Orleans (* 1839)
- 04. Januar: Francis T. Nicholls, US-amerikanischer Politiker (* 1834)
- 10. Januar: Werner Weber, Schweizer Unternehmer und Politiker (* 1851)
- 12. Januar: Clara von Rappard, Schweizer Malerin (* 1857)
- 14. Januar: Leonid Alexandrowitsch Arbusow, russischer Historiker (* 1848)
- 14. Januar: Josue Jean Philippe Valeton der Jüngere, niederländischer Theologe und Orientalist (* 1848)
- 14. Januar: Otto Liebmann, deutscher Philosoph (* 1840)
- 15. Januar: Henry du Pré Labouchère, britischer Politiker (* 1831)
- 16. Januar: Georg Heym, deutscher Schriftsteller, Vertreter des frühen Expressionismus (* 1887)
- 18. Januar: Hermann Winkelmann, deutscher Opernsänger (* 1847)
- 20. Januar: Auguste Chantre, Schweizer evangelischer Geistlicher und Hochschullehrer (* 1836)
- 22. Januar: Lucien Rérolle, Karambolageweltmeister, Rechtsanwalt und Autor (* 1863)
- 25. Januar: Karl Junker, deutscher Maler, Bildhauer und Architekt (* 1850)
- 26. Januar: Cesare Pollini, italienischer Pianist, Komponist, Dirigent, Musikpädagoge und Konzertveranstalter (* 1858)
- 28. Januar: Eloy Alfaro, ecuadorianischer Militär und Politiker (* 1842)
- 29. Januar: Herman Bang, dänischer Schriftsteller (* 1857)
- 30. Januar: Luis Cordero Crespo, Präsident von Ecuador (* 1833)
- 30. Januar: Julius Pagel, deutscher Arzt und Medizinhistoriker (* 1851)
- 01. Februar: Hugo Bußmeyer, deutscher Komponist (* 1842)
- 02. Februar: Josef Ettlinger, deutscher Journalist und Literaturhistoriker (* 1869)
- 07. Februar: Edward Wilmot Blyden, liberianischer Staatsmann und Panafrikanist (* 1832)
- 07. Februar: Marius Nygaard, norwegischer Philologe (* 1838)

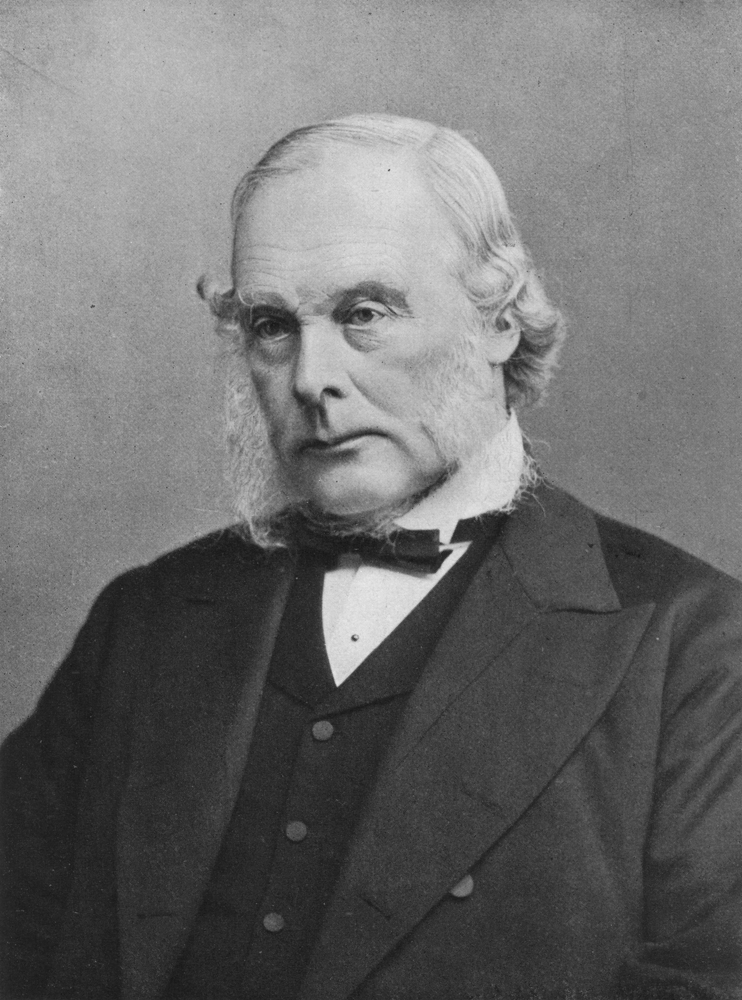
Joseph Lister, 1. Baron Lister

- 10. Februar: Joseph Lister, britischer Mediziner (* 1827)
- 13. Februar: Alphonse Schmitt, elsässischer Organist und Komponist (* 1875)
- 14. Februar: Sigismund Rahmer, deutscher Arzt, Schriftsteller und Herausgeber (* 1863)
- 16. Februar: William M. Lanning, US-amerikanischer Politiker (* 1849)
- 16. Februar: Nikolai von Japan, russischer Mönch und orthodoxer Erzbischof von Tokio und Japan (* 1836)
- 16. Februar: Emil Stoffella, österreichischer Internist (* 1835)
- 17. Februar: Johann Jakob Abegg, Schweizer Politiker und Unternehmer (* 1834)
- 17. Februar: Alois Lexa Freiherr von Aehrenthal, österreichisch-ungarischer Politiker (* 1854)
- 17. Februar: Edgar Evans, walisischer Polarforscher (* 1876)
- 21. Februar: Émile Lemoine, französischer Mathematiker und Ingenieur (* 1840)
- 21. Februar: Osborne Reynolds, britischer Physiker (* 1842)
- 22. Februar: Richard Andree, deutscher Geograph und Ethnograph (* 1835)
- 29. Februar: Heinrich Nissen, deutscher Althistoriker (* 1839)

### März/April

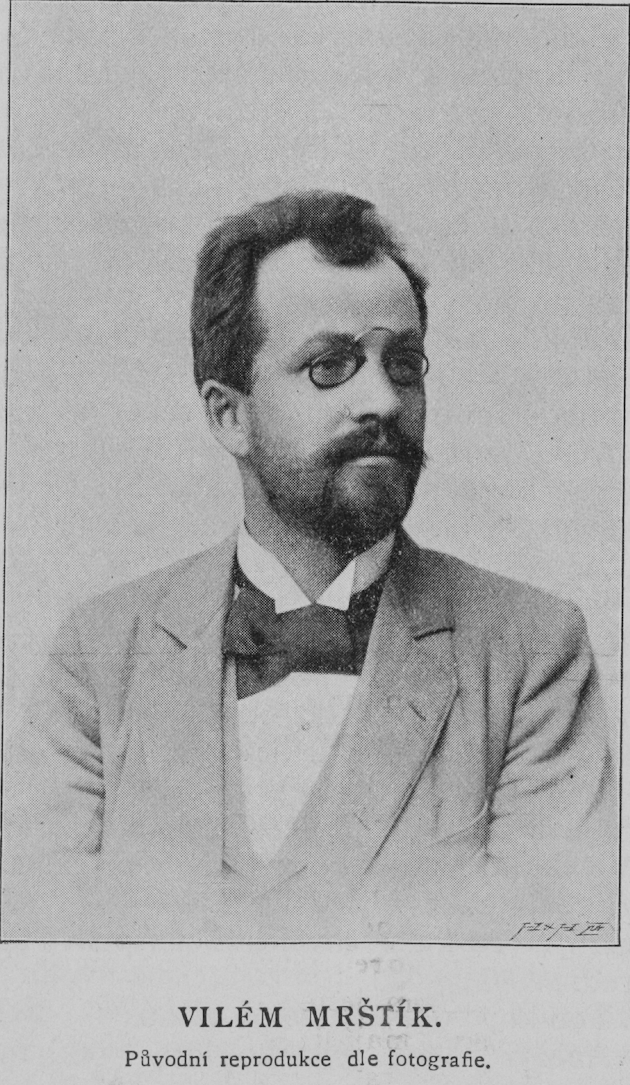
Vilém Mrštík (1897)

- 02. März: Vilém Mrštík, tschechischer Schriftsteller, Dramaturg, Übersetzer und Literaturkritiker (* 1863)
- 04. März: Otto Kübler, deutscher Pädagoge und Klassischer Philologe (* 1827)
- 05. März: Rochus von Liliencron, Germanist und Musikhistoriker (* 1820)
- 06. März: Heinrich Kämpchen, deutscher Schriftsteller (* 1847)
- 07. März: Philipp Jacob Auer, deutscher Politiker (* 1831)
- 07. März: Eugène Dandiran, Schweizer evangelischer Geistlicher und Hochschullehrer (* 1825)
- 08. März: Paul Eduard Richard Sohn, deutscher Maler (* 1834)
- 15. März: Cesare Arzelà, italienischer Mathematiker (* 1847)
- 16. März: Elizabeth Adela Forbes, kanadische Malerin des Spätimpressionismus (* 1859)
- 17. März: Lawrence Oates, britischer Polarforscher (* 1880)
- 20. März: Ernst von Heynitz, deutscher Offizier, Farmer und Gutsbesitzer (* 1840)
- 22. März: John Willock Noble, US-amerikanischer Jurist und Politiker (* 1831)
- 28. März: August Thon, deutscher Rechtswissenschaftler (* 1839)
- 29. März: Henry Robertson Bowers, britischer Polarforscher (* 1883)
- 29. März: Edward Adrian Wilson, englischer Polarforscher, Arzt und Ornithologe (* 1872)
- 29. März: Robert Falcon Scott, britischer Marineoffizier und Südpolarforscher (* 1868)

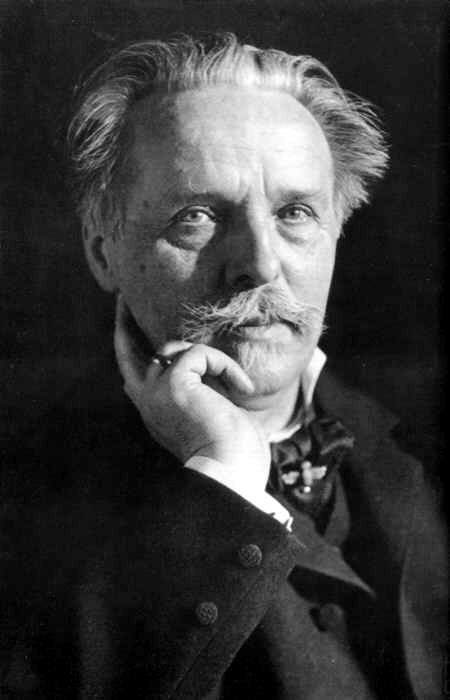
Karl May

- 30. März: Karl May, deutscher Schriftsteller (* 1842)
- 30. März: Emilio Teza, italienischer Romanist, Indogermanist, Orientalist, Philologe, Linguist, Literaturwissenschaftler und Übersetzer (* 1831)
- 31. März: Robert Love Taylor, US-amerikanischer Politiker (* 1850)
- 01. April: Franz Rezek, österreichischer Militärkapellmeister und Komponist (* 1847)
- 06. April: Josef Aichbichler, bayerischer Politiker (* 1845)
- 06. April: Giovanni Pascoli, italienischer Dichter (* 1855)
- 09. April: Gottfried Strasser, Pfarrer und Dichter (* 1854)
- 10. April: Ernst Christian Achelis, evangelischer Theologe (* 1838)
- 10. April: Alfred Eckbrecht von Dürckheim-Montmartin, deutscher Offizier (* 1850)
- 12. April: Clara Barton, US-amerikanische Philanthropin (* 1821)
- 15. April: Thomas Andrews, Schiffsarchitekt irischer Abstammung (* 1873)
- 15. April Joseph Dawson, Crewmitglied der Titanic (* 1888)
- 15. April: John Jacob Astor IV, US-amerikanischer Geschäftsmann, Erfinder und Schriftsteller (* 1864)
- 15. April: Carl Funke, deutscher Unternehmer (* 1855)
- 15. April: Jacques Futrelle, amerikanischer Schriftsteller (* 1875)
- 15. April: Benjamin Guggenheim, US-amerikanischer Geschäftsmann (* 1865)
- 15. April: William M. Murdoch, 1. Offizier der Titanic (* 1873)
- 15. April: Edward John Smith, Kapitän der Titanic (* 1850)
- 15. April: Isidor Straus, US-amerikanischer Geschäftsmann und Politiker (* 1845)
- 18. April: Samuel Zeller, Schweizer Lehrer, Seelsorger und Anstaltsleiter (* 1834)
- 19. April: Hugo Sholto Oskar Georg von Douglas, deutscher Schriftsteller, Unternehmer und Politiker (* 1837)
- 20. April: Pedro Lira, chilenischer Maler (* 1845)
- 20. April: Marian Sarah Ogilvie Farquharson, britische Autorin, Botanikerin, Mikroskopistin und Frauenrechtlerin (* 1846)

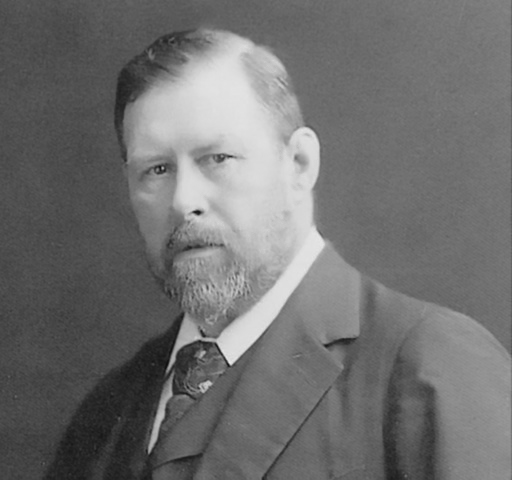
Bram Stoker

- 20. April: Bram Stoker, irischer Schriftsteller (* 1847)
- 21. April: Yung Wing, chinesischer Diplomat (* 1828)
- 22. April: Johann Jakob Bösch, Schweizer Unternehmer und Politiker (* 1849)
- 23. April: Friedrich Philipp von Abert, deutscher Erzbischof (* 1852)
- 25. April: Wacław Rolicz-Lieder, polnischer Lyriker (* 1866)
- 28. April: Johann Rudolf Rahn, Schweizer Denkmalpfleger und Kunstforscher (* 1841)
- 29. April: Subh-i-Azal, Führer der Bábisten (* 1831)
- 30. April: Cäcilie von Brockdorff, deutsche Malerin und Herausgeberin (* 1837)

### Mai/Juni
- 03. Mai: Rudolf von Benningsen, deutscher Kolonialbeamter und Gouverneur von Deutsch-Neuguinea (* 1859)
- 14. Mai: August Strindberg, schwedischer Schriftsteller und Dramatiker (* 1849)
- 14. Mai: Friedrich VIII., dänischer König von 1906 bis 1912 (* 1843)
- 16. Mai: Édouard Millaud, französischer Politiker (* 1834)
- 18. Mai: Ferdinand von Herff, deutschamerikanischer Arzt und Chirurg (* 1820)
- 18. Mai: Eduard Strasburger, deutsch-polnischer Botaniker und Professor (* 1844)
- 18. Mai: James D. Porter junior, US-amerikanischer Politiker (* 1827)
- 25. Mai: Austin Lane Crothers, US-amerikanischer Politiker (* 1860)
- 26. Mai: Amalie Maria, Gräfin von Württemberg (* 1865)
- 26. Mai: Jan Blockx, belgischer Komponist (* 1851)
- 28. Mai: Paul Émile Lecoq de Boisbaudran, französischer Chemiker (* 1838)

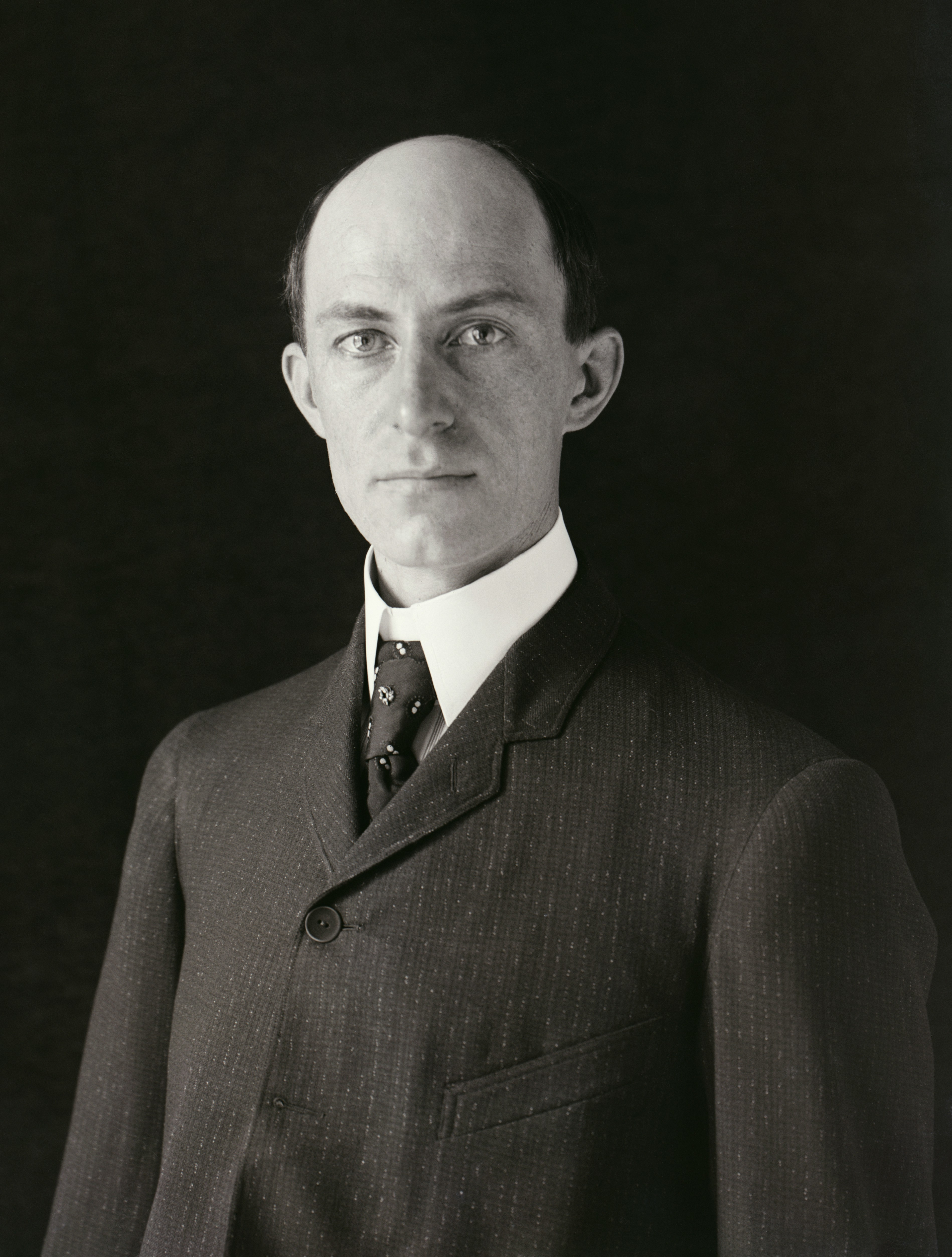
Wilbur Wright, 1905

- 30. Mai: Wilbur Wright, US-amerikanischer Flugpionier und Flugzeugbauer (* 1867)
- 01. Juni: Daniel Hudson Burnham, US-amerikanischer Stadtplaner und Architekt (* 1846)
- 04. Juni: Royal C. Taft, US-amerikanischer Politiker (* 1823)
- 05. Juni: Francis James Gillen, australischer Anthropologe und Ethnologe (* 1855)
- 05. Juni: George S. Nixon, US-amerikanischer Politiker (* 1860)
- 05. Juni: Quintin Steinbart, Schulleiter (* 1841)
- 06. Juni: Giulio Ricordi, italienischer Musikverleger und Komponist (* 1840)
- 10. Juni: Anton Aškerc, slowenischer Dichter und Priester (* 1856)
- 12. Juni: Frédéric Passy, französischer Friedensnobelpreisträger und Politiker (* 1822)
- 16. Juni: José Arechavaleta y Balpardo, spanischer Botaniker (* 1838)
- 22. Juni: Ion Luca Caragiale, rumänischer Schriftsteller (* 1852)
- 25. Juni: Lawrence Alma-Tadema, niederländischer Maler und Zeichner (* 1836)
- 26. Juni: Anthony C. Higgins, US-amerikanischer Politiker (* 1840)

### Juli/August

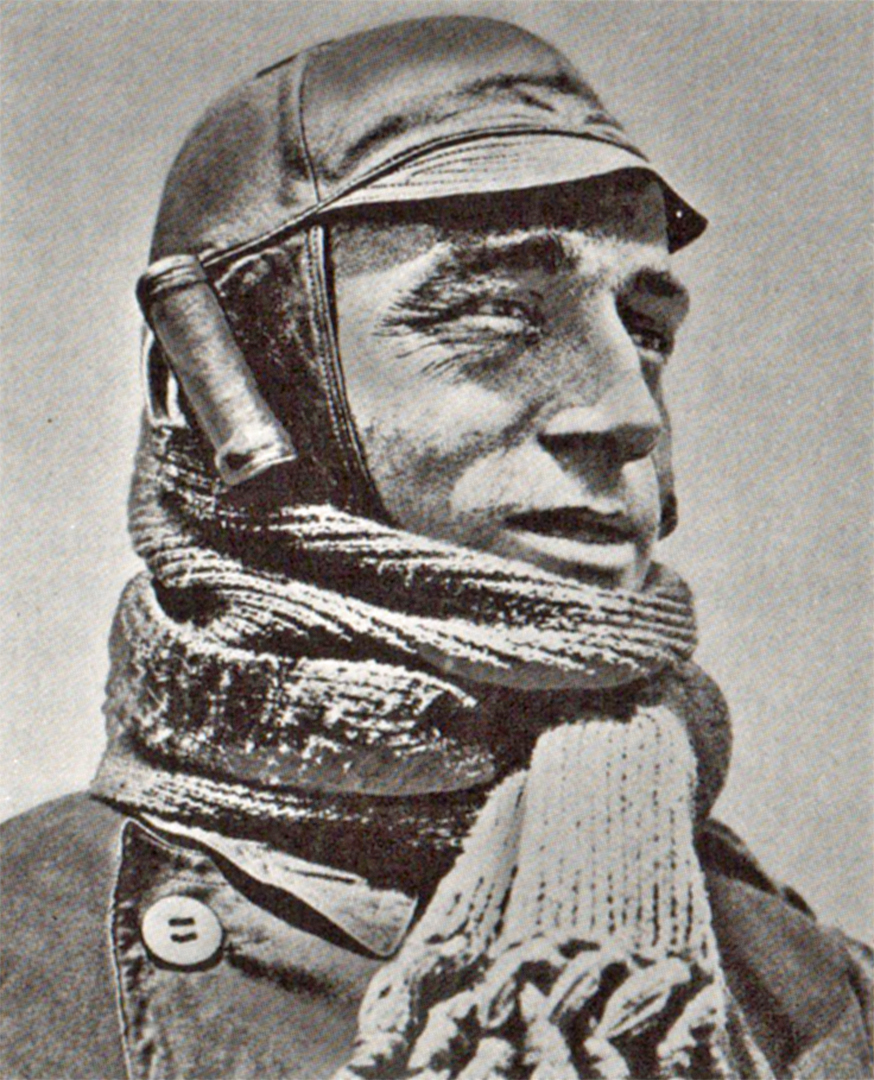
Benno König (1911)

- 01. Juli: Benno König, deutscher Luftfahrtpionier (* 1885)
- 01. Juli: Harriet Quimby, US-amerikanische Flugpionierin (* 1875)
- 04. Juli: Hinrich Wrage, deutscher Landschaftsmaler und Grafiker (* 1843)
- 10. Juli: Adolf Deucher, Schweizer Politiker (* 1831)
- 13. Juli: Ernst Goll, österreichischer Dichter (* 1887)
- 13. Juli: Marc-Emile Ruchet, Schweizer Politiker (* 1853)
- 13. Juli: Robert Stock, Pionier der Telekommunikation (* 1858)

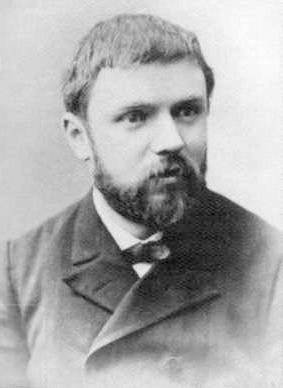
Henri Poincaré

- 17. Juli: Henri Poincaré, französischer Mathematiker und Theoretischer Physiker (* 1854)
- 21. Juli: Anton Paul Heilmann, österreichischer Maler und Illustrator (* 1850)
- 23. Juli: Alphonse Lavallée-Smith, kanadischer Komponist, Organist und Musikpädagoge (* 1873)
- 28. Juli: Abdurrahman Nureddin Pascha, Großwesir des Osmanischen Reiches (* 1833)
- 29. Juli: William D. Washburn, US-amerikanischer Politiker (* 1831)
- 30. Juli: Anton Fischer, Erzbischof von Köln, Kardinal (* 1840)
- 30. Juli: Mutsuhito, 122. Kaiser von Japan (* 1852)
- 07. August: François-Alphonse Forel, Schweizer Arzt und Naturforscher (* 1841)

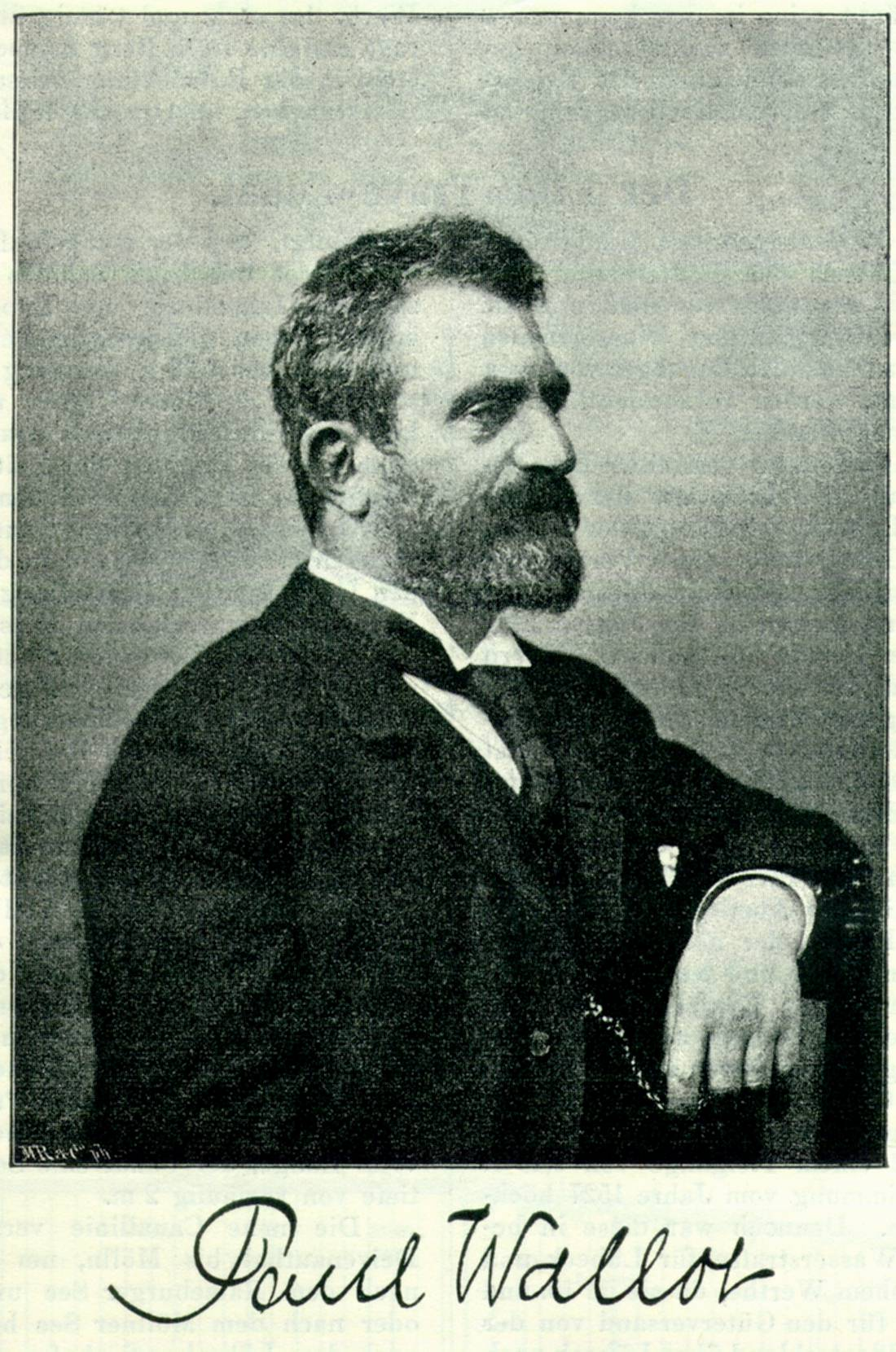
Paul Wallot

- 10. August: Paul Wallot, deutscher Architekt (* 1841)
- 12. August: Michele Saladino, italienischer Komponist und Musikpädagoge (* 1835)
- 13. August: Jules Massenet, französischer Opernkomponist (* 1842)
- 16. August: Carl Prüssing, deutscher Chemiker (* 1859)
- 16. August: Johann Martin Schleyer, katholischer Priester, Lyriker und Philanthrop (* 1831)
- 20. August: Jozef Samaša, Erzbischof von Eger und Kardinal (* 1828)
- 20. August: William Booth, Gründer und erster General der Heilsarmee (* 1829)
- 23. August: Carl Abegg-Arter, Schweizer Rohseidenhändler und Bankier (* 1836)
- 24. August: Moïse Saucier, kanadischer Pianist, Organist und Musikpädagoge (* 1840)
- 24. August: Alexei Suworin, russischer Verleger und Publizist (* 1834)

### September/Oktober
- 02. September: William Patrick Auld, australischer Winzer, Weinhändler und Entdecker (* 1840)
- 03. September: Nikolaus Müller, deutscher Altphilologe, Historiker und evangelischer Theologe (* 1857)
- 04. September: Johannes Engelmann, baltischer Jurist (* 1832)
- 07. September: Martin Kähler, deutscher protestantischer Theologe (* 1835)
- 07. September: Taoka Reiun, japanischer Kultur- und Literaturkritiker (* 1879)
- 09. September: Bertha Behrens, deutsche Schriftstellerin (* 1848)
- 13. September: Joseph Furphy, australischer Schriftsteller (* 1843)
- 13. September: Nogi Maresuke, General in der kaiserlichen Armee Japans (* 1849)
- 18. September: Hernando Money, US-amerikanischer Politiker (* 1839)
- 24. September: Adolf Marschall von Bieberstein, deutscher Politiker (* 1842)
- 28. September: John J. Patterson, US-amerikanischer Politiker (* 1830)
- 29. September: Franz Skutsch, deutscher Altphilologe (* 1865)
- 30. September: Thornton Chase, US-amerikanischer Autor (* 1847)
- 01. Oktober: Carl Carey Anderson, US-amerikanischer Politiker (* 1877)
- 01. Oktober: Louis Döllstädt, Weimarer Kaufmann und Gemeinderatsvorsitzender (* 1843)
- 06. Oktober: Auguste Beernaert, belgischer Politiker und Regierungschef (* 1829)
- 06. Oktober: William A. Peffer, US-amerikanischer Politiker (* 1831)
- 07. Oktober: Wilhelm Manchot, deutscher Architekt (* 1844)
- 07. Oktober: Jakob Minor, österreichischer Literaturhistoriker (* 1855)
- 11. Oktober: Theodor Krücke, deutscher Lehrer, Pastor und Politiker (* 19. Jh.)
- 12. Oktober: Karoline von Arnim, deutsche Schriftstellerin (* 1851)
- 17. Oktober: Weldon B. Heyburn, US-amerikanischer Politiker (* 1852)
- 19. Oktober: Marcell Driver, deutscher Jurist und Politiker (* 1852)
- 26. Oktober: Christian Horne, norwegischer Landwirt und Lehrer (* 1838)
- 28. Oktober: Werner von Bolton, Erfinder der metallischen Glühfäden (* 1868)
- 30. Oktober: Jan Gall, polnischer Komponist, Chorleiter und Musikpädagoge (* 1856)
- 31. Oktober: Amos Clark, US-amerikanischer Politiker (* 1828)

### November/Dezember

Anton von Perfall (1902)

- 01. November: John Emms, britischer Maler (* 1843)
- 02. November: Karl Rudolf Karrasz, rumäniendeutscher Komponist, Pianist und Musikpädagoge (* 1846)
- 03. November: Anton von Perfall, deutscher Jagd- und Heimatschriftsteller (* 1853)
- 03. November: George H. Utter, US-amerikanischer Politiker (* 1854)
- 06. November: Johan Cesar Godeffroy, deutscher Kaufmann und Hanseat (* 1838)
- 10. November: Ramón Corral, mexikanischer Politiker, Vizepräsident (* 1854)
- 11. November: Józef Wieniawski, polnischer Pianist und Komponist (* 1837)
- 12. November: John P. Jones, US-amerikanischer Politiker (* 1829)
- 13. November: Teréza Nováková, tschechische Schriftstellerin, Vertreterin des Realismus und der Dorfprosa (* 1853)
- 16. November: William Larrabee, US-amerikanischer Politiker (* 1832)
- 17. November: Oskar Lieven, russischer Chemiker und Unternehmer (* 1852)
- 17. November: Richard Norman Shaw, britischer Architekt (* 1831)
- 17. November: Joseph M. Terrell, US-amerikanischer Politiker (* 1861)
- 19. November: Theodor Frey, Schweizer Unternehmer und liberaler Politiker (* 1842)
- 20. November: Friedrich Seifriz, österreichischer Gutsbesitzer und Politiker (* 1849)
- 22. November: Otto Lessing, deutscher Bildhauer (* 1846)
- 23. November: Edward Arber, englischer Gelehrter und Autor (* 1856)
- 24. November: Henriette Auegg, österreichische Schriftstellerin, Erzieherin und Pflegerin (* 1841)
- 24. November: Carl Heinrich Florenz Müller, genannt „Röntgenmüller“, deutscher Unternehmer (* 1845)
- 26. November: Theodor Bumiller, deutscher Forschungsreisender (* 1864)
- 28. November: Otto Brahm, deutscher Kritiker, Theaterleiter und Regisseur (* 1856)
- 28. November: James Gordon, US-amerikanischer Politiker (* 1833)
- 30. November: George Armitstead, russischer Ingenieur, Unternehmer und der vierte Bürgermeister Rigas (* 1847)
- 02. Dezember: Otis Bardwell Boise, US-amerikanischer Komponist (* 1844)
- 02. Dezember: Albert Keith Smiley, US-amerikanischer Quäker, Pädagoge und Philanthrop (* 1828)
- 06. Dezember: Henry Browne Hagreen, britischer Maler (* um 1831)
- 09. Dezember: Louis de Gramont, französischer Journalist, Dramatiker und Librettist (* 1854)
- 09. Dezember: Carl Justi, deutscher Philosoph und Kunsthistoriker (* 1832)
- 12. Dezember: Luitpold von Bayern, Prinzregent von Bayern (* 1821)
- 13. Dezember: Jules-François-Armand Dartois de Bournonville, französischer Schriftsteller (* 1845)
- 13. Dezember: Sarah Monod, französische Feministin (* 1836)
- 13. Dezember: Franz Simandl, Kontrabassist und Musikpädagoge (* 1840)
- 15. Dezember: Whitelaw Reid, US-amerikanischer Politiker und Diplomat (* 1837)
- 16. Dezember: George Rignold, australischer Schauspieler (* 1839)

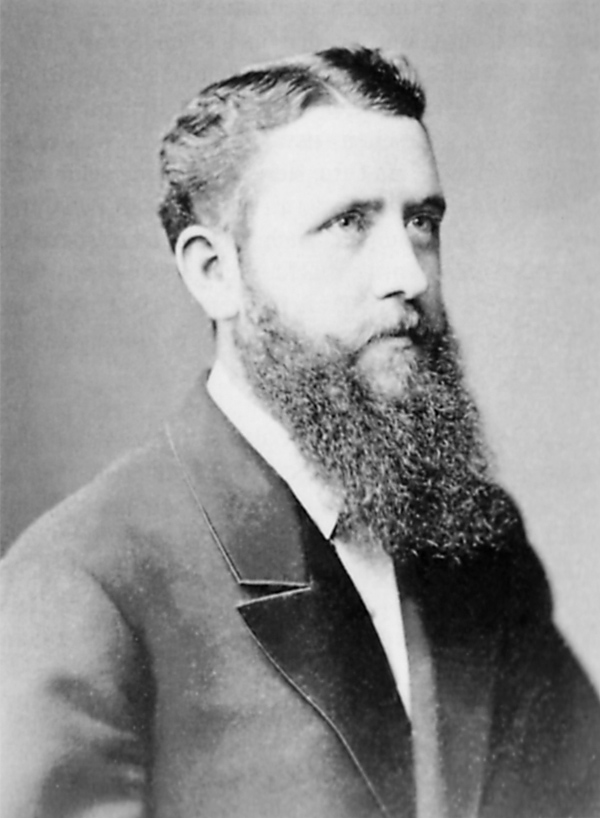
Otto Schoetensack, 1882

- 23. Dezember: Otto Schoetensack, deutscher Anthropologe und Vorgeschichtler (* 1850)
- 27. Dezember: Alvah A. Clark, US-amerikanischer Politiker (* 1840)
- 28. Dezember: Ahmed Midhat Efendi, osmanischer Journalist, Autor, Übersetzer und Verleger (* 1844)

### Genaues Todesdatum unbekannt
- Rupen Binemeciyan, armenischer Schauspieler (* 1857)
- Mishkin-Qalam, persischer Kalligraf (* 1826)